# Surinam
Surinam (en neerlandés: Suriname; en surinamés o Sranan tongo: Sranankondre), oficialmente la República de Surinam (en neerlandés: Republiek Suriname) —antiguamente conocida como Guayana Neerlandesa—; es un país del norte de  América del Sur, que colinda con el océano Atlántico al norte, con el departamento de ultramar francés de Guayana Francesa al este, con Guyana al oeste y con Brasil al sur. Su territorio abarca una extensión de 163 820 km². Su población al 2020, según datos de World-o-Meter, es de alrededor de 588 000 habitantes, por lo tanto, es el país independiente menos poblado de América del Sur. Surinam reclama varias áreas territoriales situadas más allá de sus fronteras meridionales con Guyana y la Guayana Francesa, respectivamente. Su capital es la ciudad de Paramaribo. Está dividida en diez distritos y estos en ressorts. Es un país en desarrollo con un nivel medio de desarrollo humano; su economía depende en gran medida de sus abundantes recursos naturales, a saber, bauxita, oro, petróleo y productos agrícolas. Surinam es miembro de la Comunidad del Caribe (CARICOM), la Organización de los Estados Americanos (OEA), las Naciones Unidas (ONU) y la Organización de Cooperación Islámica.
Situado ligeramente al norte del ecuador, más del 90% de su territorio está cubierto por selvas tropicales, la mayor proporción de cubierta forestal del mundo. Es el país más pequeño de América del Sur tanto por población como por territorio, con alrededor de 612.985 habitantes en un área de aproximadamente 163.820 kilómetros cuadrados. La capital y ciudad más grande es Paramaribo, que alberga aproximadamente a la mitad de la población.
Surinam estuvo habitado desde el cuarto milenio a. C. por varios pueblos indígenas, incluidos los arahuacos, los caribes y los wayanas. Los europeos llegaron y disputaron la zona en el siglo XVI, y los holandeses controlaban gran parte del territorio actual del país a fines del siglo XVII. Bajo el dominio holandés, la colonia de Surinam era una lucrativa colonia de plantaciones centrada principalmente en el azúcar; su economía estaba impulsada por el trabajo esclavo africano hasta la abolición de la esclavitud en 1863, después de lo cual se reclutaron sirvientes contratados principalmente de la India británica y las Indias Orientales Holandesas. En 1954, Surinam se convirtió en un país constituyente del Reino de los Países Bajos. El 25 de noviembre de 1975, se independizó tras negociaciones con el gobierno holandés. Surinam continúa manteniendo estrechos vínculos diplomáticos, económicos y culturales con los Países Bajos.
La cultura y la sociedad de Surinam reflejan fuertemente el legado del gobierno colonial holandés. Es la única nación soberana fuera de Europa donde el neerlandés es el idioma oficial y predominante del gobierno, los negocios, los medios de comunicación y la educación; se estima que el 60% de la población habla holandés como lengua materna. El sranan tongo, una lengua criolla basada en el inglés, es una lengua franca ampliamente utilizada. La mayoría de los surinameses son descendientes de esclavos y trabajadores contratados traídos de África y Asia por los holandeses. Surinam es muy diverso, sin ningún grupo étnico que forme una mayoría; proporcionalmente, sus poblaciones musulmana e hindú son algunas de las más grandes de América. El país muestra una diversidad religiosa poco común en América: algo más del 50 por ciento de la población es cristiana, mientras que el hinduismo alcanza casi un 20 por ciento de la población, y los musulmanes representan cerca de otro 15 por ciento. La mayoría de la gente vive a lo largo de la costa norte, centrada alrededor de Paramaribo, lo que convierte a Surinam en uno de los países menos densamente poblados de la Tierra.

## Toponimia

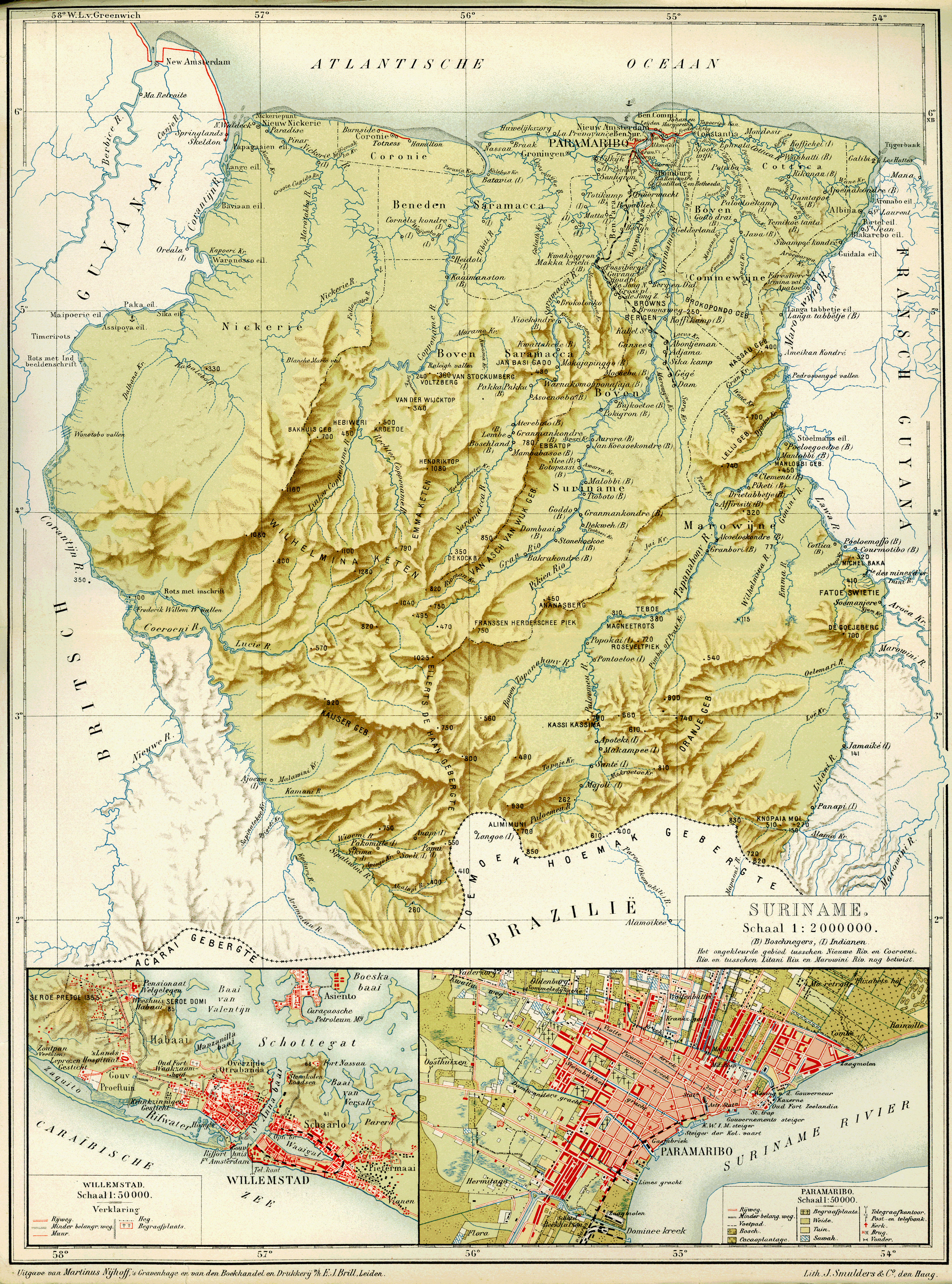
Surinam en 1914

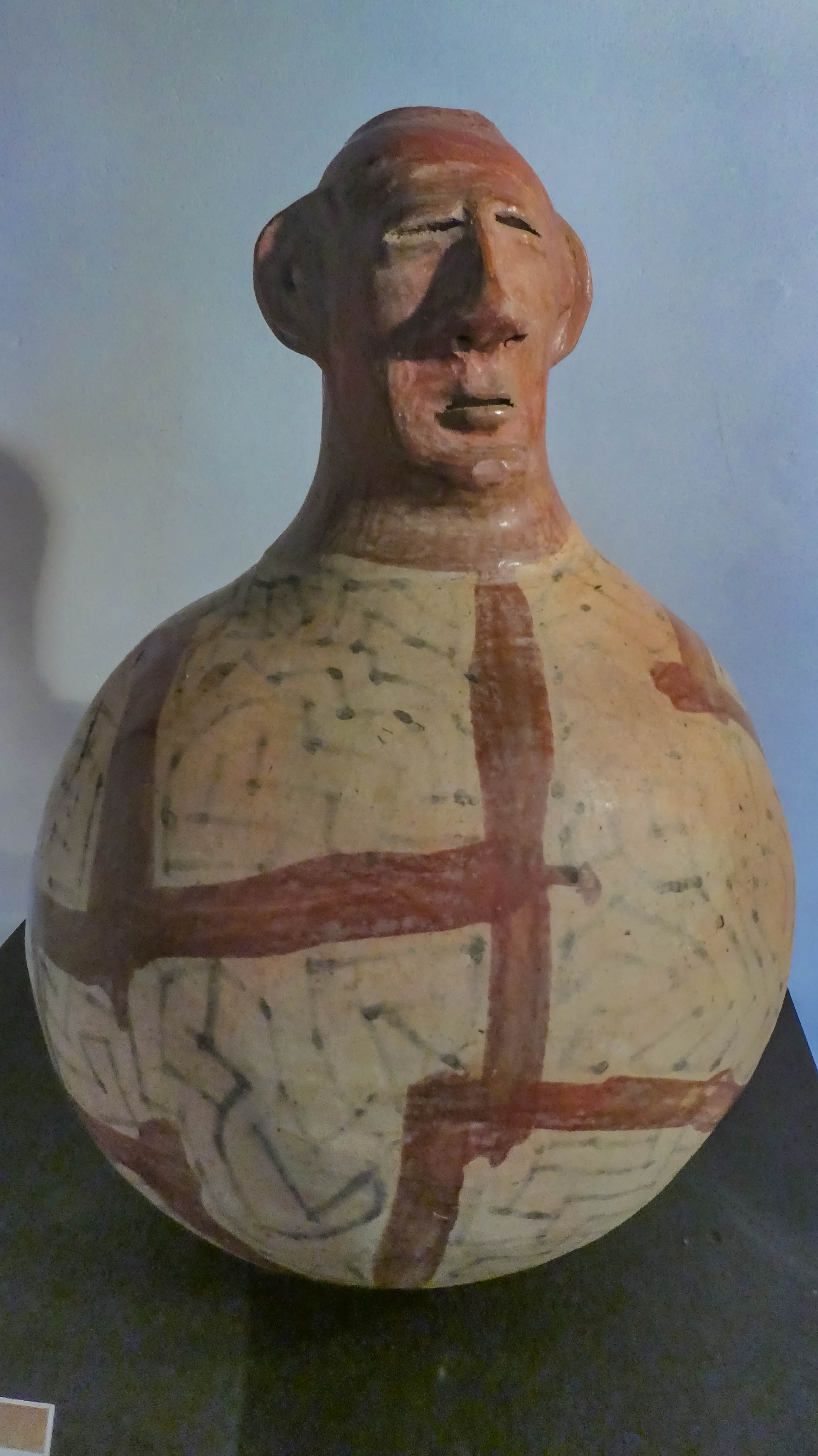
Escultura indígena de Surinam

El nombre «Surinam» deriva de un grupo taíno arahuacohablante llamado «surine», que vivía en la región antes de la llegada de los europeos.
El nombre del país fue adoptado por los británicos, que fundaron la primera colonia en la Cresta Marshall como Surinam, junto al río Surinam, y fue formalmente conocida como Guayana Neerlandesa, Guiana Neerlanda o Guiana Neerlandesa. Un ejemplo notable de ello es el nombre de la propia aerolínea de bandera de Surinam, Surinam Airways. El antiguo nombre inglés se refleja todavía en la pronunciación inglesa de Suriname, /ˈsʊrəˌnæm/ o /ˈsʊrəˌnɑm/. En neerlandés, la lengua oficial de Surinam, la pronunciación es /ˌsyriˈnamə/, con el acento principal en la tercera sílaba.

## Historia
Las primeras culturas se suponen situadas en lo que en la actualidad es Sipaliwini, dado que se han encontrado numerosos objetos de piedra como flechas, puntas líticas, hachas de mano y cuchillos usadas por cazadores en el Paleolítico superior (alrededor del X milenio a. C.).[cita requerida]
En el VI milenio a. C., algunas poblaciones a lo largo del río Amazonas desarrollaron el cultivo, lo que les permitió crecer y movilizarse en búsqueda de nuevas tierras de cultivo. Al este de Manaos (Brasil), en cercanías del río Amazonas se establecieron los tupíes. Otros grupos emigraron a lo largo del río Orinoco hasta llegar a la costa atlántica. Algunos grupos ―como los arahuacos― se establecieron alrededor del Delta del Orinoco, en la llanura costera de Guyana, donde desarrollaron métodos de cultivo propios, además de algunas construcciones.[cita requerida] Más tarde, los caribes llegaron y conquistaron a los arahuacos usando sus barcos de vela, constituyéndose como las dos grupos étnicos más grandes de la región. La enemistad de ambos permaneció hasta la llegada de los europeos. Los caribes se instalaron en la desembocadura del río Marowijne (lo que hoy es Galibi), y mientras estas dos grandes tribus vivían en la costa y la sabana, grupos más pequeños de pueblos indígenas vivían en la selva tropical del interior, como la Akurio, Trio, Wayarekule, Warao y Wayana. Entre las lenguas que se desarrollaron en esa época están el arawak lokono y el mawayana.

### Primeros europeos
Cristóbal Colón avistó este territorio por primera vez en 1498, pero fue en 1593 que exploradores españoles regresaron al área, llamada ya Suriname, debido a que era habitado por los surinen, un grupo taíno.
Durante la primera mitad del siglo XVII hubo intentos fracasados de españoles, británicos, franceses y neerlandeses de instalarse en el lugar, en gran parte debido a la resistencia de los nativos, rompiéndose dicha resistencia en 1651, cuando el británico Francis Willoughby estableció una avanzada en lo que es actualmente Paramaribo.

### Época colonial

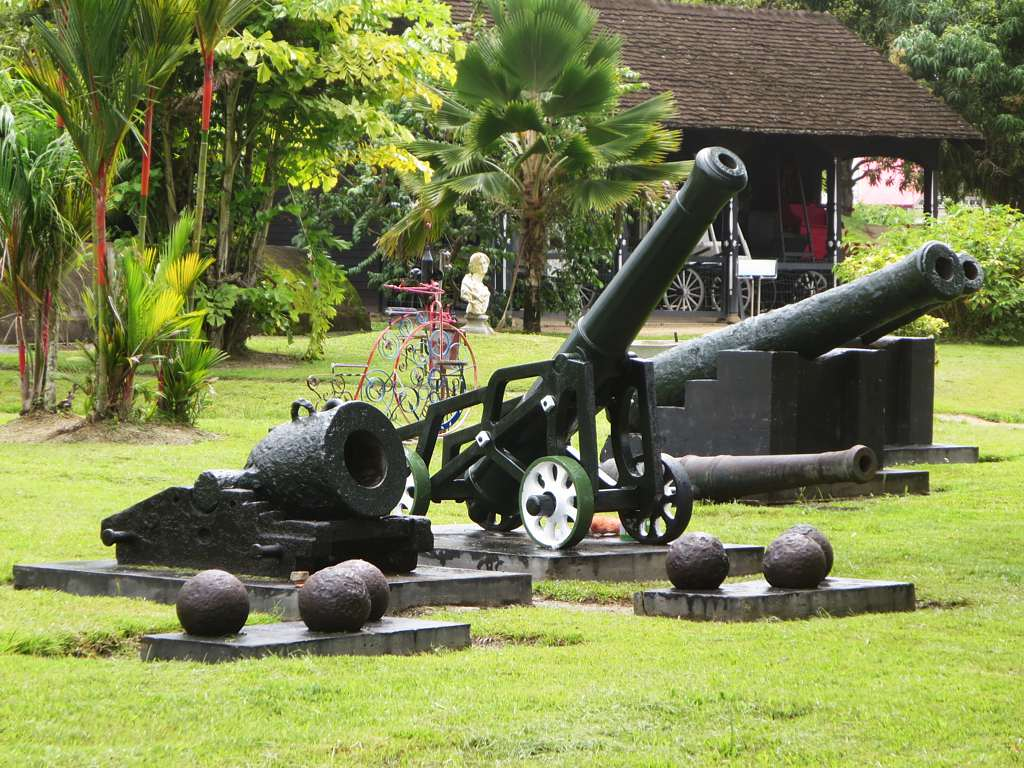
Fuerte Nueva Ámsterdam

Los neerlandeses comenzaron a explorar y a instalarse en Guayana a finales del siglo XVI, seguidos por los británicos. Ambos comenzaron a comerciar con los pueblos amerindios. Los primeros visitantes europeos fueron comerciantes neerlandeses, pero las primeras colonias fueron instaladas por británicos, los cuales llevaron esclavos para trabajar en sus plantaciones. Impulsados por la leyenda de El Dorado, La Compañía Neerlandesa de las Indias Occidentales estableció una fortaleza en Kyk-over-al en 1616, el que fue el primer fuerte en las Guayanas, que entonces comprendía tres colonias: Demerara, Berbice y Essequibo. En 1667 los británicos cambiaron su parte de Surinam por Nueva Ámsterdam, actual Nueva York.
Los ingleses mantuvieron el control de la zona hasta el 27 de febrero de 1667, cuando Abraham Crijnssen, en tiempos de la Segunda Guerra Anglo-Holandesa, capturó el fuerte tras una batalla de tres horas y William Byam, el segundo gobernador, se rindió por falta de pólvora. El Zeeuw Crijnssen rebautizó la fortificación como Fuerte Zeelandia. Por el Tratado de Breda, firmado el 31 de julio de 1667, se permitió a la República conservar Surinam en una especie de intercambio con los Nuevos Países Bajos, que habían sido conquistados por los ingleses. Después de que los británicos reconquistaran y perdieran Surinam, y los holandeses reconquistaran Nueva Ámsterdam durante la Tercera Guerra Anglo-Holandesa, la situación existente se mantuvo mediante la Paz de Westminster. Los británicos también prometieron dejar de aparecer en las islas Banda. Willoughbyland y otras posesiones holandesas en Surinam y sus alrededores pasaron a llamarse Guayana Neerlandesa.
En 1674 se enviaron tres barcos a Surinam para trasladar a los aproximadamente 300 británicos y 1200 esclavos a Jamaica. Entre los que querían abandonar el país estaban Andrew y Jeronimo Clifford. Los zelandeses se entristecieron por el éxodo e intentaron retener a los británicos acordando los precios del azúcar y con el suministro de nuevos armamentos de esclavos, ya que la producción de azúcar estaba en peligro.
Inspirada en la política francesa de Colbert, en 1683 se fundó la Sociedad de Surinam, encargada de gestionar las plantaciones y mantener la paz. Alrededor de 1685, los labradistas y los hugonotes también llegaron a la colonia, pero los católicos estaban prohibidos. Se envió una piña desde Surinam, que floreció en el Hortus Botanicus de Ámsterdam. Maria Sibylla Merian dibujó fascinantes mariposas y flora exótica. Por iniciativa de Nicolaes Witsen, se transportaron plantas de café del Hortus a Surinam.
Tentativas de asentarse en el interior fracasaron, y los europeos se establecieron en la costa donde crearon plantaciones trabajadas por esclavos africanos. En el siglo XIX, Surinam quedó definitivamente bajo control neerlandés, con excepción de dos periodos de dominio británico entre 1799 y 1802, y entre 1804 y 1816.

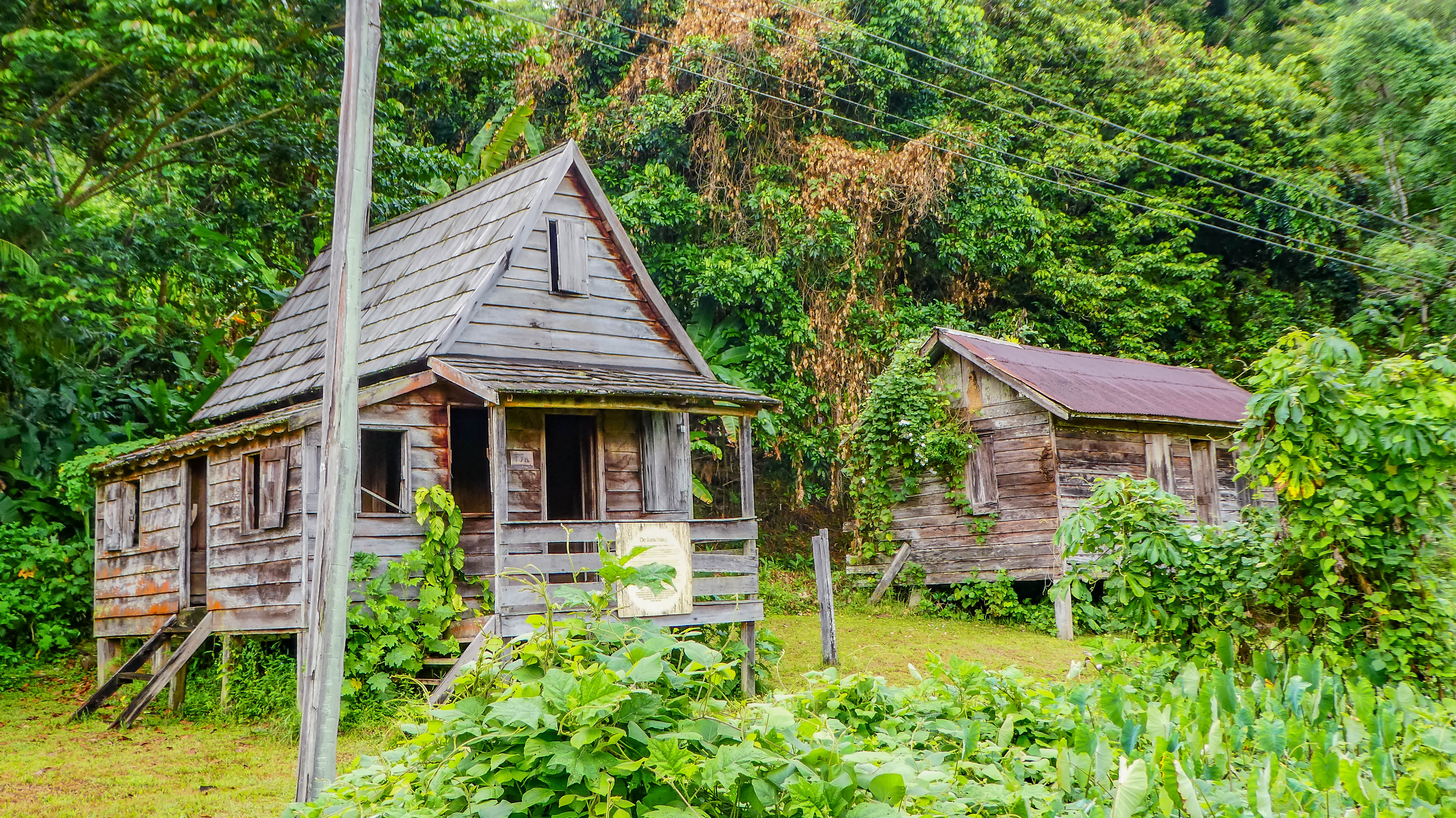
Antiguas casas para esclavos en Berg en Dal, Surinam

En la primera mitad del siglo XVIII, la agricultura en Surinam floreció. La colonia era importante para la exportación de madera de carta, algodón, cacao, azúcar y café. Hacia 1713, Surinam no tenía más de 1000 europeos y 12 000 esclavos; en 1750, había 1500 europeos y 30 000 esclavos. Hasta 1739, la WIC controlaba el comercio de esclavos y traía 2000 esclavos africanos al año para trabajar en las plantaciones. Los plantadores eran pobres pagadores y el WIC dejó el comercio de esclavos a los particulares. El trato a los esclavos fue muy deficiente desde el principio.
Miles de esclavos se escaparon a la selva y los plantadores organizaron viajes para recuperarlos, sin mucho éxito. Los fugitivos se asentaron en pequeñas comunidades y fueron conocidos como "cimarrones" (marrons en neerlandés). Volvían a las plantaciones con regularidad para reponer sus provisiones y liberar esclavos.
Los cimarrones formaban una zona de amortiguación entre los holandeses, que se asentaban en la costa y las riberas de los ríos, y las tribus indias del interior, aún no sometidas. En 1760, los holandeses concluyeron un tratado de paz con los cimarrones de Ndyuka, más tarde los aukaners, que fueron reconocidos como un grupo libre. Un tratado similar siguió en 1762 con los Saramaccaners, y en 1767 con los Matawai. Los líderes cimarrones más famosos fueron Benti Basiton, que desempeñó un papel importante en el tratado de 1760, y Boni (1730-1793), que tenía su base en el fuerte Boekoe, en las zonas costeras pantanosas de Commewijne. No se concluyó ningún tratado con estos últimos, pero se libró una batalla durante muchos años.
En 1863, las colonias neerlandesas abolieron la esclavitud, siendo esta mano de obra reemplazada por el trabajo de inmigrantes indios, javaneses y chinos. Dicho cambio hizo aún más compleja la estructura étnica nacional, con una mayoría de población india apegada a sus tradiciones culturales. Los criollos descendientes de esclavos, los javaneses, los negros cimarrones, los indígenas americanos y una pequeña minoría europea completaban el abanico surinamés.
Las diferencias étnicas, culturales y lingüísticas han sido factores cruciales en la dificultad del surgimiento de una conciencia nacional. Los criollos, reunidos en el Nationale Partij Kombinatie (NPK), actual Partido Nacional de Surinam, lucharon por la independencia a partir de la Segunda Guerra Mundial. El Vatan Hitkari de Jagernath Lachmon, actual Partido de la Reforma Progresista, que expresa los intereses de la población india, compuesta en gran parte por comerciantes y empresarios, intentó por su parte postergarla.
En octubre de 1973, los independentistas ganaron las elecciones legislativas y Henck Arron, líder del Partido Nacional de Surinam (NPS), fue nombrado primer ministro del gobierno local, que desde 1954 ya tenía cierto grado de autonomía.

### Historia independiente

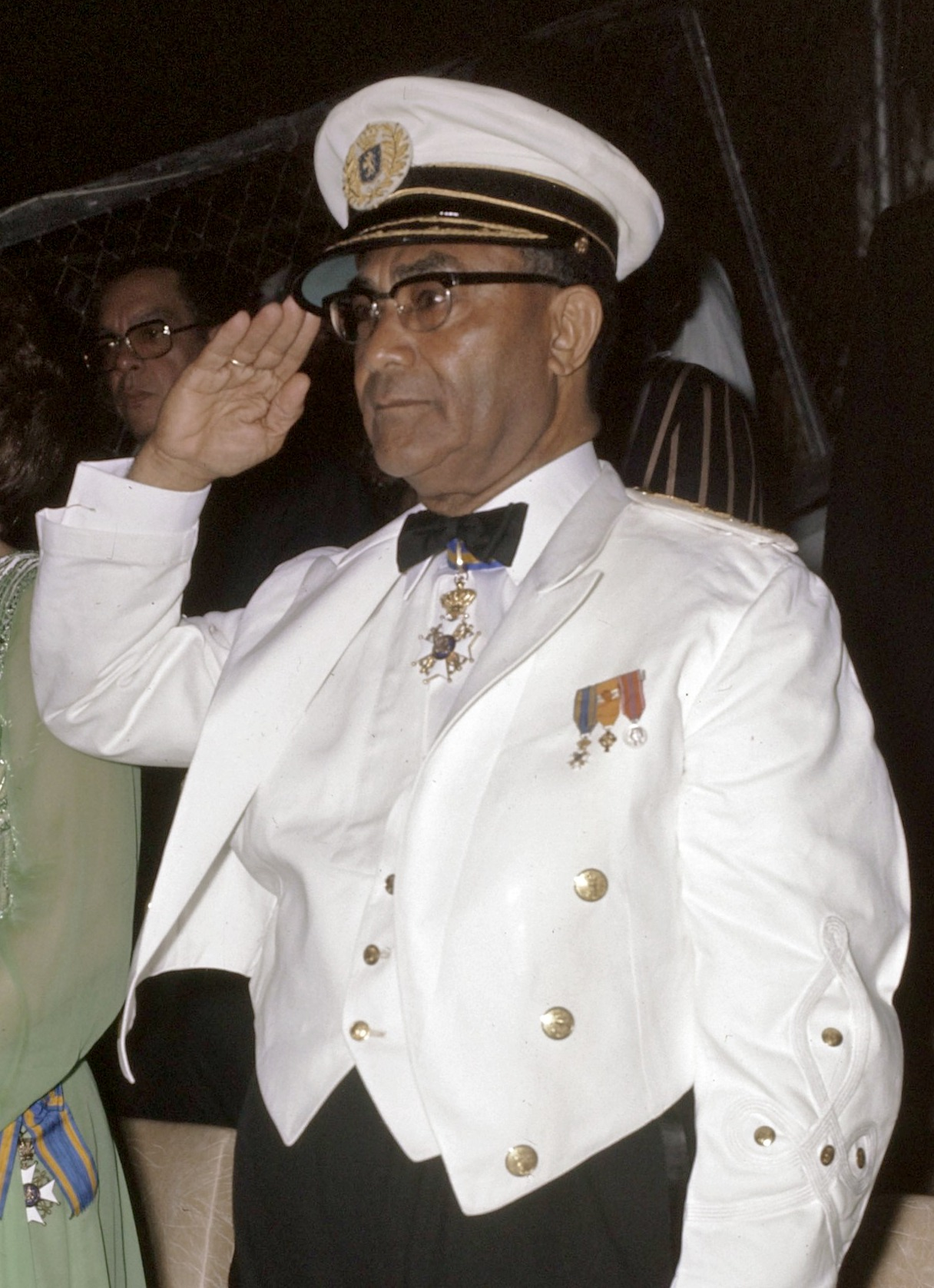
Johan Ferrier, el primer presidente de Surinam (1975-1980). Fue depuesto en un golpe militar.

Finalmente, el 25 de noviembre de 1975 es declarada formalmente la independencia de Surinam sobre los Países Bajos. Ese mismo día el congreso se reunió y nombró como presidente al anterior gobernador, Johan Ferrier y a Henck Arron como primer ministro. Tras la independencia, Surinam vivió una migración de al menos un tercio de la población que conservaba su nacionalidad neerlandesa a la vieja metrópoli. En 1977 el NPS se hacía con la mayoría en el parlamento y era confirmado Arron en el cargo. Durante esta época las compañías multinacionales Suralco y Billiton monopolizaron la industria de la bauxita (único producto exportable) y de hecho toda la economía del país, lo que ocasionó una elevada corrupción y un fuerte endeudamiento externo.
La crisis económica que vivió Surinam desde 1979 motivó el 25 de febrero de 1980 una revolución dirigida por Desiré Bouterse y otro grupo de militares llamada «El golpe de los sargentos» que logró derribar a Arron del poder. Ferrier, que se negaba a abandonar el puesto, nombró primer ministro al independiente Henk Chin A Sen del Partido Republicano Nacionalista (PNR).

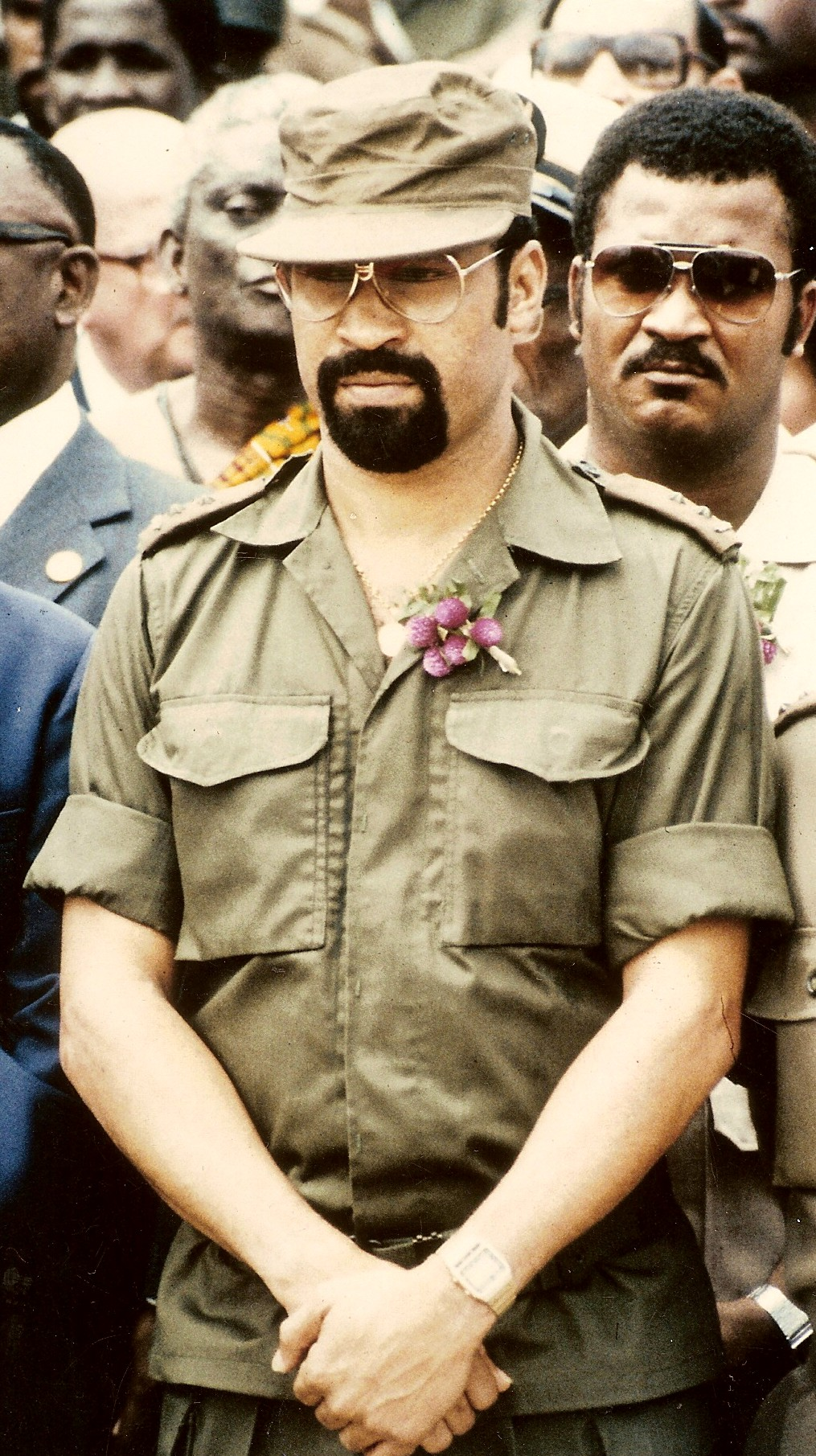
Dési Bouterse, dictador de Surinam entre 1980 y 1988. Llevó a cabo una persecución a la oposición política.

La presión militar obliga a renunciar a Ferrier el 15 de agosto de 1980, entonces se forma un Consejo Nacional Militar con Bouterse como líder, quien mantiene a Chin A Sen como primer ministro. Las discrepancias existentes entre la idea socialista estilo cubano de Bouterse y la democrática sobre la base de la celebración de elecciones libres de Chin A Sen, motivaron a un desligamiento entre las dos figuras, que acabaría con la renuncia el 4 de febrero de 1982 y exilio de Chin A Sen. El Consejo Militar nombraría entonces al presidente del congreso, Fred Ramdat Misier, como presidente provisional.
El 15 de diciembre de 1982 son capturados y asesinados 15 líderes opositores al régimen en el Fort Zeeland, hecho conocido como «Los asesinatos de diciembre». En 1983 se declara el estado de alarma y se aplica la ley marcial. Los Países Bajos suspenden su ayuda al país y Surinam cierra su misión diplomática en Cuba. Las protestas de las centrales sindicales obligaron al consejo a formar un nuevo gobierno con Errol Alibux como primer ministro. Al sur y al este del país estallarían las guerrillas dirigidas por Ronnie Brunswijk y apoyadas por los Países Bajos.
Las protestas se recrudecían en 1985, permitiéndose nuevamente los partidos políticos, pero esto lo que hizo fue fomentar el malestar popular, alentado ahora por los líderes opositores que exigían la restitución del orden constitucional. En 1986 la guerrilla había ganado terreno y se acercaban a Paramaribo. Las organizaciones sindicales y de trabajadores llamaron a un paro nacional y a nuevas protestas que detuvieron por completo al país. En diciembre el gabinete ejecutivo renunció en señal de protesta y para marzo de 1987 se aprobó una nueva constitución para abrir paso a una transición democrática. Los principales partidos de oposición formaron una Mega Coalición Democrática bajo el nombre «Frente para la Democracia y Desarrollo» cuyo líder, Ramsewak Shankar era electo primer presidente democrático desde la independencia en las elecciones de noviembre de 1987.
Shankar asumió la jefatura en junio de 1988 bajo un piso relativamente frágil, pues aún tenía que compartir el poder con Bouterse a la cabeza militar, nombrando igualmente a Henck Arron como primer ministro. En 1989 se declara la amnistía con los grupos guerrilleros, lo que le valdría su apoyo militar. El 24 de diciembre de 1990, Bouterse, junto a otro grupo de militares toma el poder y destituye a Shankar. Es restituida la Junta Militar de Gobierno, que rápidamente entrega el poder a Johan Kraag, presidente de la Asamblea Nacional.
Las elecciones anticipadas del 25 de mayo de 1991 le dan un claro triunfo al líder del NPS Ronald Venetiaan, para entonces líder de una coalición multiétnica. Su gobierno redujo el protagonismo de las fuerzas armadas en la vida política del país y en 1992 se abrió un proceso de pacificación con los grupos guerrilleros integrándose a partidos políticos. Las elecciones de 1996 dieron un triunfo con mayoría simple a Venetiaan, no obstante, el Consejo Electoral de las Regiones llamó a un reconteo de votos, dándose esta vez la victoria al boutersista Jules Wijdenbosch del NDP.
En 1997 Bouterse es llevado a juicio en los Países Bajos por actos de narcotráfico y asesinato por los hechos de 1982. En 1999 el malestar social por la grave crisis económica y la hiperinflación motivó a sucesivas protestas en la capital dirigidas por los líderes sindicales. En junio la mayor huelga general llamó a un paro indefinido para presionar al gobierno, y en octubre el parlamento destituye a todo el gabinete ejecutivo de Wijdenbosch y llama a elecciones anticipadas en mayo de 2000, resultando electo esta vez Venetiaan.
Las nuevas medidas de austeridad económica, entre ellas la devaluación del florín en un 90 % y el recambio de la antigua moneda por el dólar, lograron reducir la inflación y fomentar el crecimiento económico. Estos resultados económicos alentaron la reelección de Venetiaan en mayo de 2005. Sin embargo, el desgaste del gobierno y las promesas incumplidas fueron suficientes para elevar a Bouterse en las elecciones de 2010 con el apoyo de su antiguo enemigo, Ronnie Brunswijk y el de una Mega Coalición opositora, eludiendo la sentencia judicial por el asesinato de opositores en 1982.
En las elecciones generales de 2015, Bouterse fue reelegido presidente del país.
En las elecciones de 2020, los partidos opositores liderados por el Partido de la Reforma Progresista de Chan Santokhi lograron vencer a un debilitado Partido Nacional Democrático y llegar a un acuerdo de gobierno, lo que le permitió a Santokhi asumir como nuevo presidente de Surinam.

## Política
La República de Surinam es una república democrática representativa, basada en la Constitución de 1987. El país está compuesto por los siguientes diez distritos: Brokopondo, Commewijne, Coronie, Marowijne, Nickerie, Para, Paramaribo, Saramacca, Sipaliwini y Wanica. Cada uno está gobernado por el ayuntamiento o municipio.

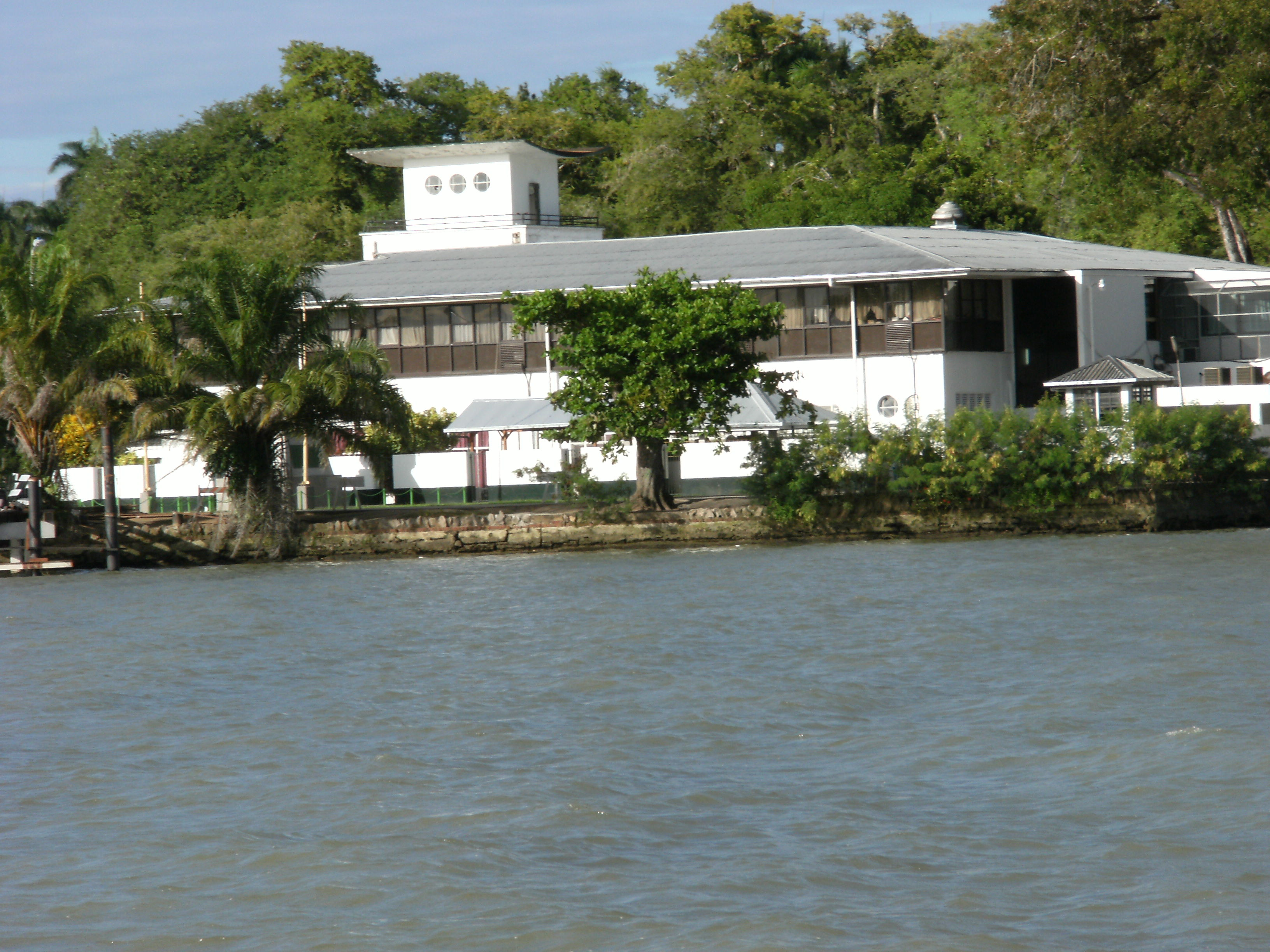
Sede de la Asamblea Nacional (De Nationale Assemblée) vista desde el Río Surinam

Los ressorten son el nivel administrativo más bajo. Al mismo tiempo que las elecciones a la Asamblea Nacional, los miembros de los consejos de distrito se eligen según el llamado sistema de mayoría personal. En este sistema, los votantes tienen tantos votos como escaños a repartir, y los candidatos son elegidos por orden del número total de votos obtenidos. Los consejos de distrito tienen poderes ejecutivos limitados y desempeñan principalmente un papel de señalización ante el gobierno de Paramáribo.
Los distritos tienen un poco más de poderes ejecutivos y tienen una junta ejecutiva separada, que consiste en un comisionado de distrito nombrado por el gobierno y diputados. Los escaños del consejo de distrito se distribuyen proporcionalmente entre los partidos en función de la distribución total de escaños en los consejos de distrito.

### Poder Legislativo
El poder legislativo lo ostenta la Asamblea Nacional, parlamento unicameral de 51 miembros elegidos cada cinco años por el pueblo de Surinam en elecciones generales, libres y secretas. Desde las elecciones de 2020, Marinus Bee es el presidente de la Asamblea y Dew Sharman el vicepresidente.
En las elecciones celebradas el martes 25 de mayo de 2010, la Megacombinatie obtuvo 23 de los escaños de la Asamblea Nacional, seguida del Frente Nacional con 20 escaños. Un número mucho menor, importante para la formación de coaliciones, fue para la "A-combinatie" y para la Volksalliantie. Los partidos mantuvieron negociaciones para formar coaliciones. El 25 de mayo de 2015 se celebraron elecciones, y la Asamblea Nacional volvió a elegir a Desire Bouterse como presidenta.
La Asamblea Nacional (ADN) es el parlamento de Surinam. Tiene su sede en el antiguo Buiten-Sociëteit Het Park, diseñado por P.J. Nagel en 1954, en la Plaza de la Independencia de Paramaribo. El edificio fue ocupado después de que un incendio destruyera por completo el antiguo edificio de la Asamblea Nacional el 1 de agosto de 1996.
Además de la Asamblea Nacional, Surinam cuenta con la Asamblea Popular Unida (Verenigde Volksvergadering), en la que se reúnen la Asamblea Nacional, los consejos de distrito y los consejos de los centros turísticos si lo desean dos tercios de la Asamblea y también en una serie de casos especiales.

### Poder Ejecutivo

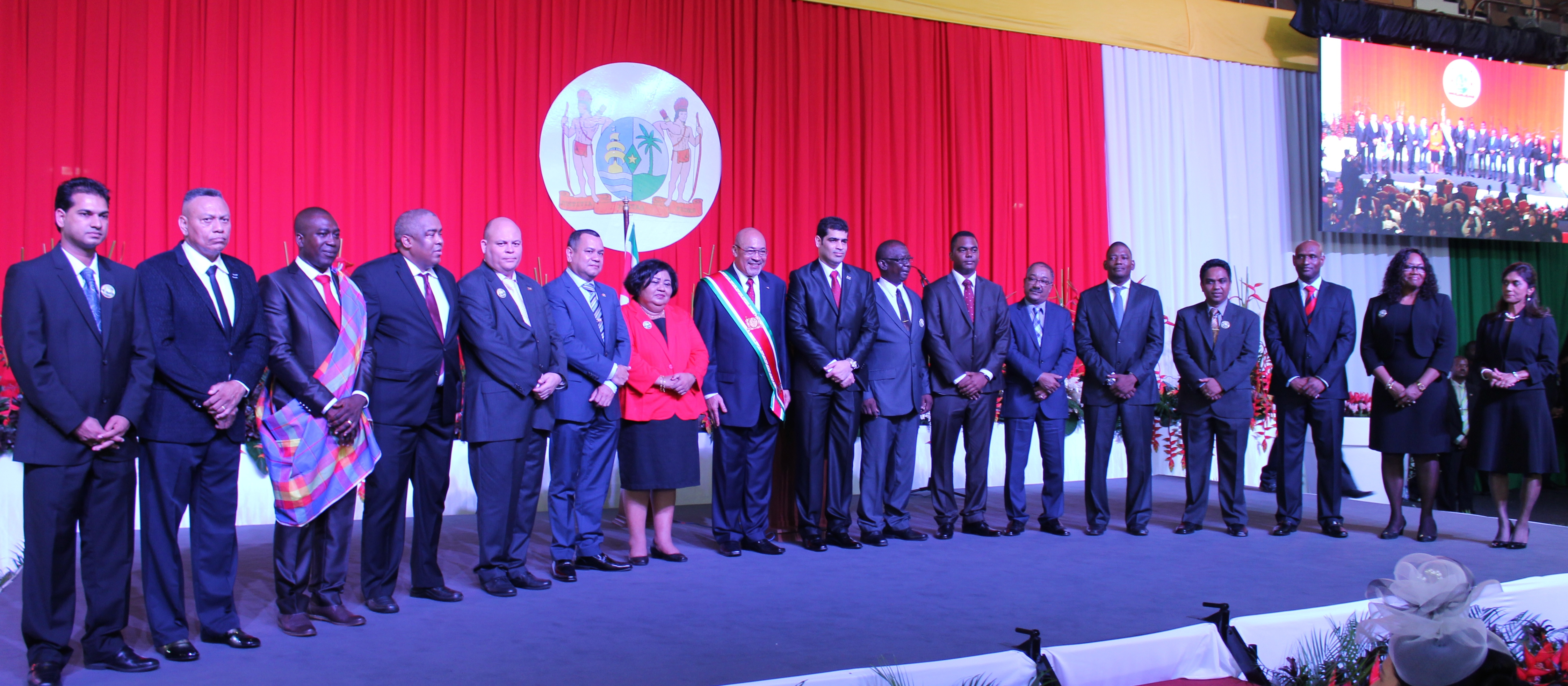
Gabinete de Ministros de Surinam en 2015

El presidente de Surinam es elegido para un mandato de cinco años por una mayoría de dos tercios de la Asamblea Nacional. Si al menos dos tercios de la Asamblea Nacional no se ponen de acuerdo para votar a un candidato presidencial, se forma una Asamblea Popular con todos los delegados de la Asamblea Nacional y los representantes regionales y municipales que fueron elegidos por votación popular en las últimas elecciones nacionales. El presidente puede ser elegido por la mayoría de la Asamblea Popular convocada para la elección especial.
Como jefe de Gobierno, el presidente nombra un gabinete de dieciséis ministros. El vicepresidente suele ser elegido para un mandato de cinco años al mismo tiempo que el presidente, por mayoría simple en la Asamblea Nacional o Popular. No existe ninguna disposición constitucional para la destitución o sustitución del presidente, salvo en caso de dimisión.

### Poder Judicial
El poder judicial está dirigido por el Alto Tribunal de Justicia de Surinam (Tribunal Supremo). Este tribunal supervisa los tribunales de primera instancia. Los miembros son nombrados de por vida por el presidente en consulta con la Asamblea Nacional, el Consejo Consultivo del Estado y la Orden Nacional de Abogados Privados.
El sistema jurídico se basa en el de los Países Bajos, aunque existen claras diferencias en algunos aspectos. El principio de concordancia puede explicar la orientación holandesa claramente identificable en la vida jurídica. La máxima instancia de jurisdicción es el Tribunal de Justicia de Surinam. Los miembros del Tribunal también están encargados de administrar justicia en los tribunales de subdistrito (inferiores). El poder judicial se basa en el capítulo XV de la Constitución. Los jueces son nombrados por el presidente de la República.

### Partidos políticos

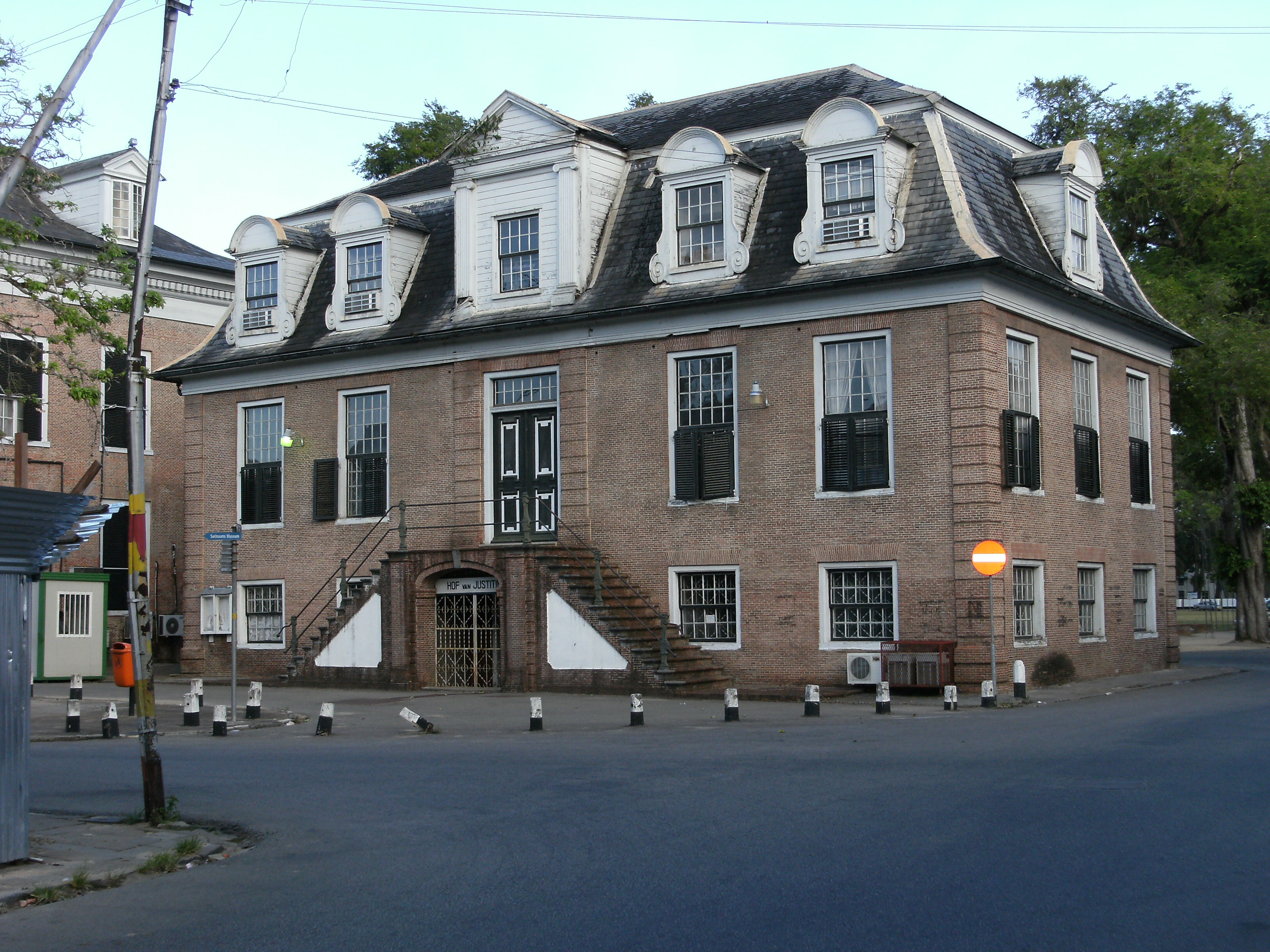
Palacio de Justicia en Paramáribo (Hof van Justitie)

Los partidos políticos que tuvieron una representación parlamentaria en las elecciones de 2020 fueron:
- Vooruitstrevende Hervormingspartij (‘Partido Reforma Progresista’).
- NDP (Nationale Democratische Partij: ‘Partido Nacional Democrático’).
- Algemene Bevrijdings- en Ontwikkelingspartij (Partido de Liberación y Desarrollo General).
- Nationale Partij Suriname (‘Partido Nacional de Surinam’).
- Broederschap en Eenheid in de Politiek (Fraternidad y Unidad en la Política).
- Pertjajah Luhur (Imperio Glorioso)

### Derechos humanos
En materia de derechos humanos, respecto a la pertenencia a los siete organismos de la Carta Internacional de Derechos Humanos, que incluyen al Comité de Derechos Humanos (HRC), Surinam ha firmado o ratificado:
| Surinam | Tratados internacionales | Tratados internacionales  | Tratados internacionales | Tratados internacionales | Tratados internacionales  | Tratados internacionales | Tratados internacionales  | Tratados internacionales | Tratados internacionales  | Tratados internacionales  | Tratados internacionales  | Tratados internacionales | Tratados internacionales    | Tratados internacionales    | Tratados internacionales | Tratados internacionales  | Tratados internacionales    | Tratados internacionales  |
| --- | ------------------------ | ------------------------- | ------------------------ | ------------------------ | ------------------------- | ------------------------ | ------------------------- | ------------------------ | ------------------------- | ------------------------- | ------------------------- | --- | --------------------------- | --------------------------- | ------------------------ | ------------------------- | --------------------------- | ------------------------- |
| Surinam | CESCR                    | CESCR                     | CCPR                     | CCPR                     | CCPR                      | CERD                     | CED                       | CEDAW                    | CEDAW                     | CAT                       | CAT                       | CRC | CRC                         | CRC                         | CRC                      | MWC                       | CRPD                        | CRPD                      |
| Surinam | CESCR                    | CESCR-OP                  | CCPR                     | CCPR-OP1                 | CCPR-OP2-DP               | CERD                     | CED                       | CEDAW                    | CEDAW-OP                  | CAT                       | CAT-OP                    | CRC | CRC-OP-AC                   | CRC-OP-SC                   | CRC-OP-CP                | MWC                       | CRPD                        | CRPD-OP                   |
| Pertenencia | Firmado y ratificado.    | Ni firmado ni ratificado. | Firmado y ratificado.    | Firmado y ratificado.    | Ni firmado ni ratificado. | Firmado y ratificado.    | Ni firmado ni ratificado. | Firmado y ratificado.    | Ni firmado ni ratificado. | Ni firmado ni ratificado. | Ni firmado ni ratificado. | Surinam ha reconocido la competencia de recibir y procesar comunicaciones individuales por parte de los órganos competentes. | Firmado pero no ratificado. | Firmado pero no ratificado. | Sin información.         | Ni firmado ni ratificado. | Firmado pero no ratificado. | Ni firmado ni ratificado. |
| Firmado y ratificado, firmado, pero no ratificado, ni firmado ni ratificado, sin información, ha accedido a firmar y ratificar el órgano en cuestión, pero también reconoce la competencia de recibir y procesar comunicaciones individuales por parte de los órganos competentes. |                          |                           |                          |                          |                           |                          |                           |                          |                           |                           |                           | |                             |                             |                          |                           |                             |                           |

### Relaciones exteriores

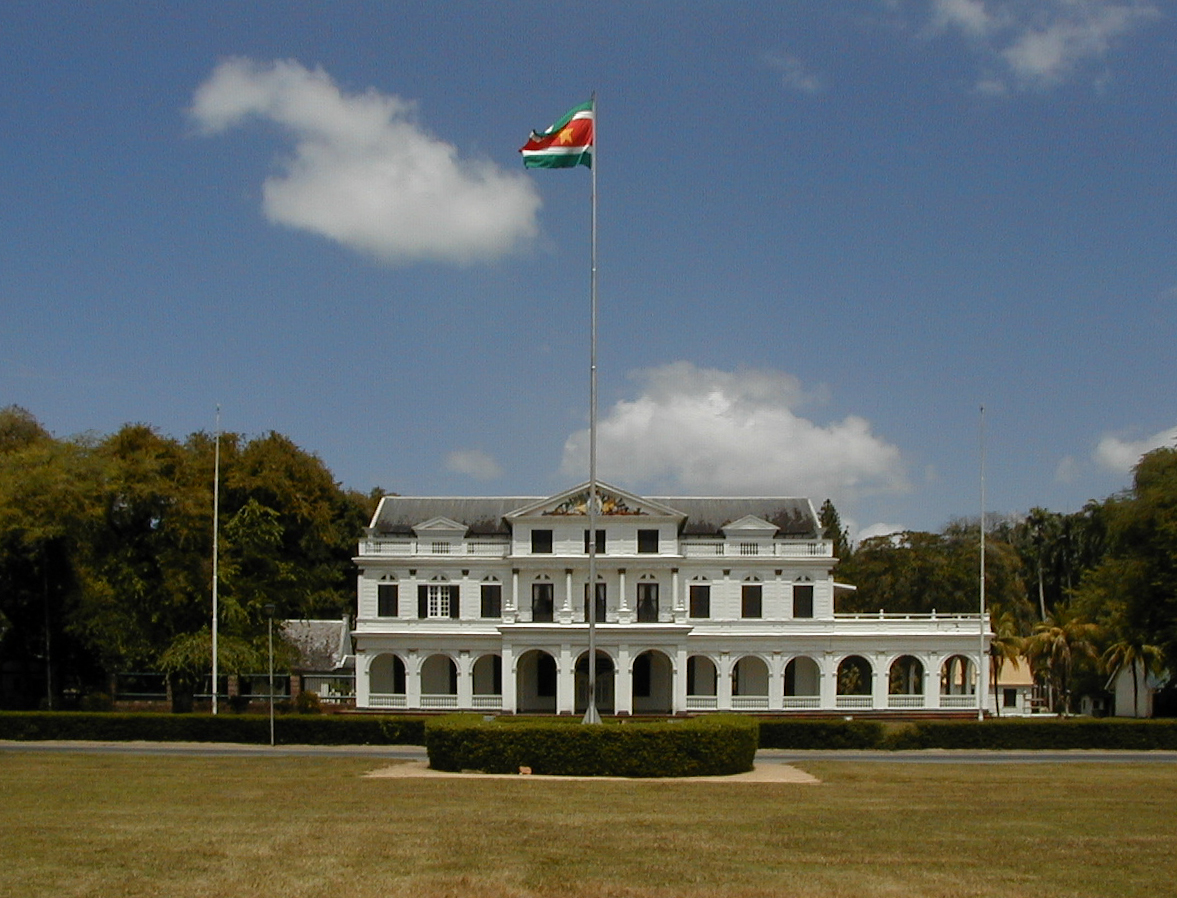
Palacio Presidencial en Paramáribo (presidentieel paleis)

El presidente Dési Bouterse fue declarado culpable y condenado en Países Bajos a once años de prisión por tráfico de drogas. Es el principal sospechoso en el caso judicial relativo a los asesinatos de diciembre, el asesinato en 1982 de opositores al gobierno militar en Fuerte Zeelandia, Paramáribo. Estos dos casos siguen tensando las relaciones entre Holanda y Surinam.
Debido a la historia colonial neerlandesa, Surinam mantiene desde hace tiempo una relación especial con los Países Bajos. El gobierno neerlandés ha declarado que mantendrá un contacto limitado con el presidente.
Bouterse fue elegido presidente de Surinam en 2010. En julio de 2014, los Países Bajos dejaron de incluir a Surinam en su programa de desarrollo.
Desde 1991, Estados Unidos ha mantenido relaciones positivas con Surinam. Ambos países colaboran a través de la Iniciativa de Seguridad de la Cuenca del Caribe (CBSI) y el Plan de Emergencia del Presidente de Estados Unidos para el Alivio del SIDA (PEPFAR). Surinam también recibe financiación militar del Departamento de Defensa de Estados Unidos.
Las relaciones y la cooperación de la Unión Europea con Surinam se llevan a cabo tanto a nivel bilateral como regional. Existen diálogos en curso entre la UE y la Comunidad de Estados Latinoamericanos y Caribeños (CELAC) y entre la UE y el CARIFORUM. Surinam es parte del Acuerdo de Cotonú, el acuerdo de asociación entre los miembros del Grupo de Estados de África, el Caribe y el Pacífico y la Unión Europea.
El 17 de febrero de 2005, los líderes de Barbados y Surinam firmaron el "Acuerdo para la profundización de la cooperación bilateral entre el Gobierno de Barbados y el Gobierno de la República de Surinam" Los días 23 y 24 de abril de 2009, ambas naciones constituyeron una Comisión Conjunta en Paramaribo, Surinam, para mejorar las relaciones y ampliar las áreas de cooperación y celebraron una segunda reunión con este objetivo los días 3 y 4 de marzo de 2011, en Dover, Barbados. Sus representantes revisaron temas de agricultura, comercio, inversión y transporte internacional.

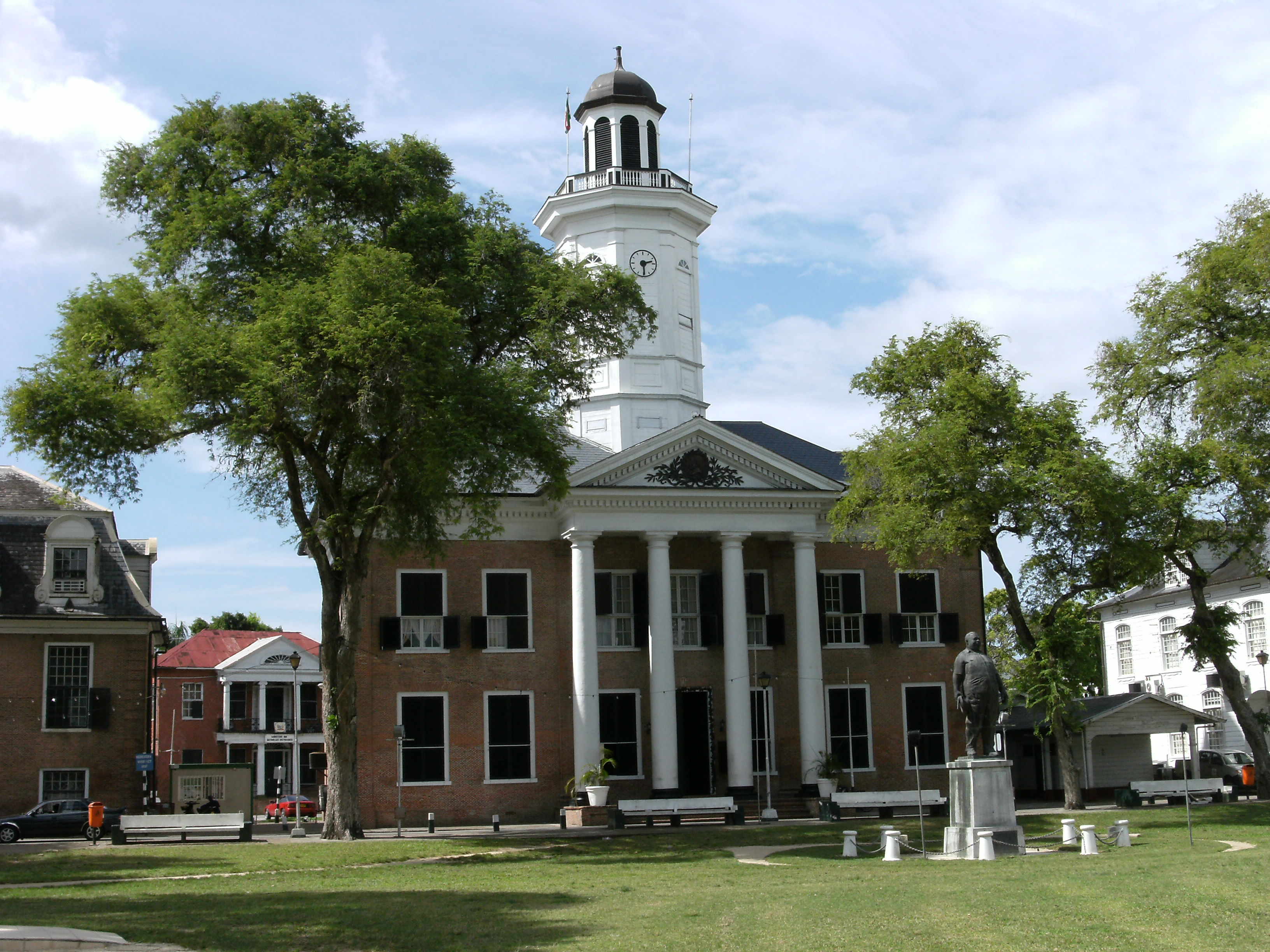
Ministerio de Finanzas de Surinam

A finales de la década de 2000, Surinam intensificó la cooperación al desarrollo con otros países en desarrollo. La cooperación Sur-Sur de China con Surinam ha incluido una serie de infraestructuras a gran escala
Surinam es miembro de numerosas organizaciones internacionales. Entre ellas, desde su independencia, Surinam es miembro de la ONU, la OEA y el Movimiento de los No Alineados. Surinam es miembro de la Comunidad y Mercado Común del Caribe y de la Asociación de Estados del Caribe. Está asociado a la Unión Europea a través del Convenio de Lomé. Surinam participa en el Pacto Amazónico, una agrupación de los países de la cuenca del Amazonas que se centra en la protección de los recursos naturales de la región amazónica frente a la degradación medioambiental.
Como reflejo de su condición de gran productor de bauxita, Surinam es miembro de la Asociación Internacional de Bauxita. El país también pertenece a la Comisión Económica para América Latina, el Banco de Desarrollo del Caribe, el Banco Interamericano de Desarrollo, la Corporación Financiera Internacional, el Banco Mundial y el Fondo Monetario Internacional. Surinam se convirtió en miembro del Banco Islámico de Desarrollo en 1998, bajo el gobierno de Wijdenbosch. En 2003, Surinam se incorporó a la Nederlandse Taalunie (Unión de la Lengua Neerlandesa).
Los acuerdos bilaterales con varios países de la región, que abarcan diversas áreas de cooperación, han puesto de manifiesto el interés del gobierno por reforzar los vínculos regionales. El regreso a Surinam desde la Guayana Francesa de unos 8000 refugiados de la guerra civil de 1986-91 entre los militares y los insurgentes nacionales ha mejorado las relaciones con las autoridades francesas. Los antiguos conflictos fronterizos con Guyana y Guayana Francesa siguen sin resolverse. Las negociaciones con el gobierno de Guyana, mediadas por el primer ministro jamaicano en 2000, no dieron lugar a un acuerdo, pero los países acordaron reanudar las conversaciones tras las elecciones nacionales guyanesas de 2001. En enero de 2002, los presidentes de Surinam y Guyana se reunieron en Surinam y acordaron reanudar las negociaciones, estableciendo la comisión fronteriza Surinam-Guyana que comenzaría a reunirse en mayo de 2002. Una disputa anterior con Brasil terminó de forma amistosa tras la demarcación formal de la frontera.
En mayo de 1997, el entonces presidente Wijdenbosch se unió al presidente Clinton y a otros 14 líderes caribeños en la primera cumbre regional de Estados Unidos en Bridgetown (Barbados). La cumbre reforzó la base de la Asociación para la Prosperidad y la Seguridad en el Caribe, que establece un marco de cooperación en materia de justicia y lucha contra los estupefacientes, finanzas, desarrollo y comercio.

### Fuerza de Defensa de Surinam
Cuenta con tres ramas, un Ejército, una Armada y una Fuerza Aérea, el Presidente de Surinam es el Comandante en Jefe Supremo de las Fuerzas Armadas, el cual es asistido por el Ministro de Defensa.

#### Ejército

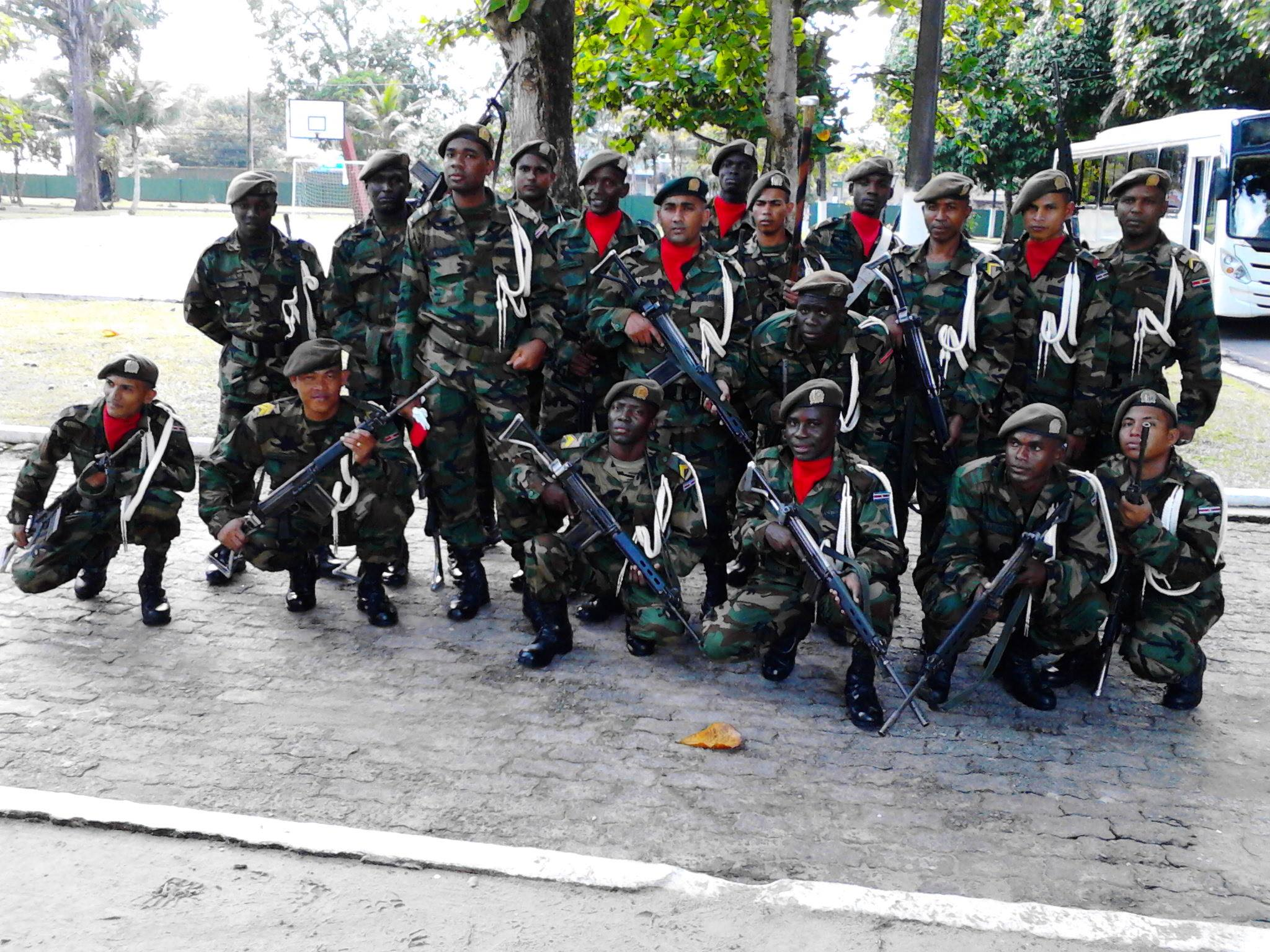
Ejército de Surinam

El Ejército Nacional (Nationaal Leger) es la fuerza armada de la República de Surinam. El mayor componente es el terrestre, que consiste en un batallón de infantería ligera. También hay un modesto componente aéreo con algunos helicópteros y aviones ligeros y un componente naval con algunas patrulleras. El Ejército Nacional está formado en su totalidad por soldados profesionales.
A mediados de agosto de 2020, cinco semanas después de tomar posesión del cargo, el presidente Chan Santokhi anunció que reformaría el Ejército Nacional para convertirlo en un instituto multifuncional, que también puede desplegarse para apoyar a la Fuerza de Policía de Surinam, para tareas de desarrollo y para combatir la delincuencia.

#### Fuerza Aérea
En 1982 se creó formalmente una modesta fuerza aérea (LUMA o Luchtmacht) dentro del Ejército Nacional. La primera aeronave militar fue un helicóptero Hughes 500 Modelo 369D con la simple matrícula SAF-100 (Fuerza Aérea de Surinam cien). Este avión tuvo un desafortunado accidente el 31 de marzo de 1982 durante una misión en el interior, muriendo los cuatro ocupantes, incluido el piloto, y ese mismo año se compraron cuatro Defender de Britten-Norman. Estos volaron con los números de registro SAF-001, SAF-002, SAF-003 y SAF-004. Sucesivamente la flota se amplió con una Cessna 172 Skyhawk (SAF-007), una Cessna 206 Turbo Stationary-6 (SAF-200) y una Cessna 303 Crusader (SAF-008). Todo el equipo de vuelo se utilizó para misiones de transporte, observación ligera, control de fronteras y rescate. En 1983, el piloto de la Fuerza Aérea Eddie Djoe, entonces teniente, fue nombrado comandante de la Fuerza Aérea de Surinam. En 1989, mientras ascendía a Mayor, murió en el desastre del SLM.

Los vuelos de la Fuerza Aérea de Surinam tienen lugar principalmente desde el aeródromo de Zorg en Hoop, en Paramáribo, y también ocasionalmente desde el aeropuerto internacional Johan Adolf Pengel, en Zanderij, el aeropuerto Major Henk Fernandes, en Nieuw-Nickerie, Moengo y Albina.

#### Marina y guardacostas
En 1977, la Armada de Surinam (Marine van Suriname) recibió tres patrulleros de los Países Bajos, construidos por De Vries Scheepsbouw. Con una eslora de 32 m y cada barco propulsado por dos motores diésel Paxman 12YHMC de 1200 CV, estos buques podían alcanzar una velocidad máxima de 20 nudos. Los buques fueron transferidos a Surinam entre febrero de 1977 y 1978 con los números de proa S-401, S-402 y S-403. Estos buques llevan años fuera de servicio; el último buque operativo, el S-401, se convirtió posteriormente en el P-401 y sigue atracado en el puerto naval de Paramaribo. Uno de los otros dos se convirtió en un yate de lujo y todavía puede verse en el río Surinam. En 2015, la mayoría de los barcos utilizados por la Marina de Surinam tienen su base en Domburg.
En noviembre de 2012, el ministro del Interior anunció que el Ministerio de Defensa había encargado a la empresa francesa OCEA tres patrulleras para la recién creada Guardia Costera (llamada Kustwacht).

#### Cuerpo de Policía Militar
El Cuerpo de Policía Militar (llamado localmente Korps Militaire Politie) es una unidad independiente del Ejército Nacional.
Con el fin de desempeñar sus funciones con la mayor eficacia posible y mantener la calidad de las motos, los motoristas del Cuerpo de Policía Militar asistieron a una formación de conducción y destreza del 10 al 13 de junio de 2014. Estas sesiones de formación fueron impartidas por expertos de Yamaha de Japón. En el proceso, los pilotos recibieron ejercicios de agilidad y las operaciones de mantenimiento más básicas para cada cilindrada. Además, se les enseñaba la posición correcta para sentarse y cómo actuar en caso de calamidades.
11 miembros del Cuerpo de Policía Militar participaron en un curso de Tácticas Defensivas para Operaciones Militares de Orden Público y Seguridad del 11 al 15 de abril de 2014. Este curso fue la culminación de una serie de sesiones de formación en las que se enseñaron nuevas tácticas. Estas se derivaron de las técnicas y tácticas del Programa de Preparación para el Combate. Los conocimientos y habilidades adquiridos contribuirán a una conducción más eficaz y eficiente de las operaciones tácticas.

### Policía civil
El Cuerpo de Policía de Surinam (KPS o Korps Politie Suriname) es la fuerza policial de la República de Surinam. El cuerpo depende del Ministerio de Justicia y Policía. Es responsable de mantener la paz, el orden y la seguridad en la sociedad, detecta los delitos y supervisa el cumplimiento de las leyes y reglamentos en Surinam.

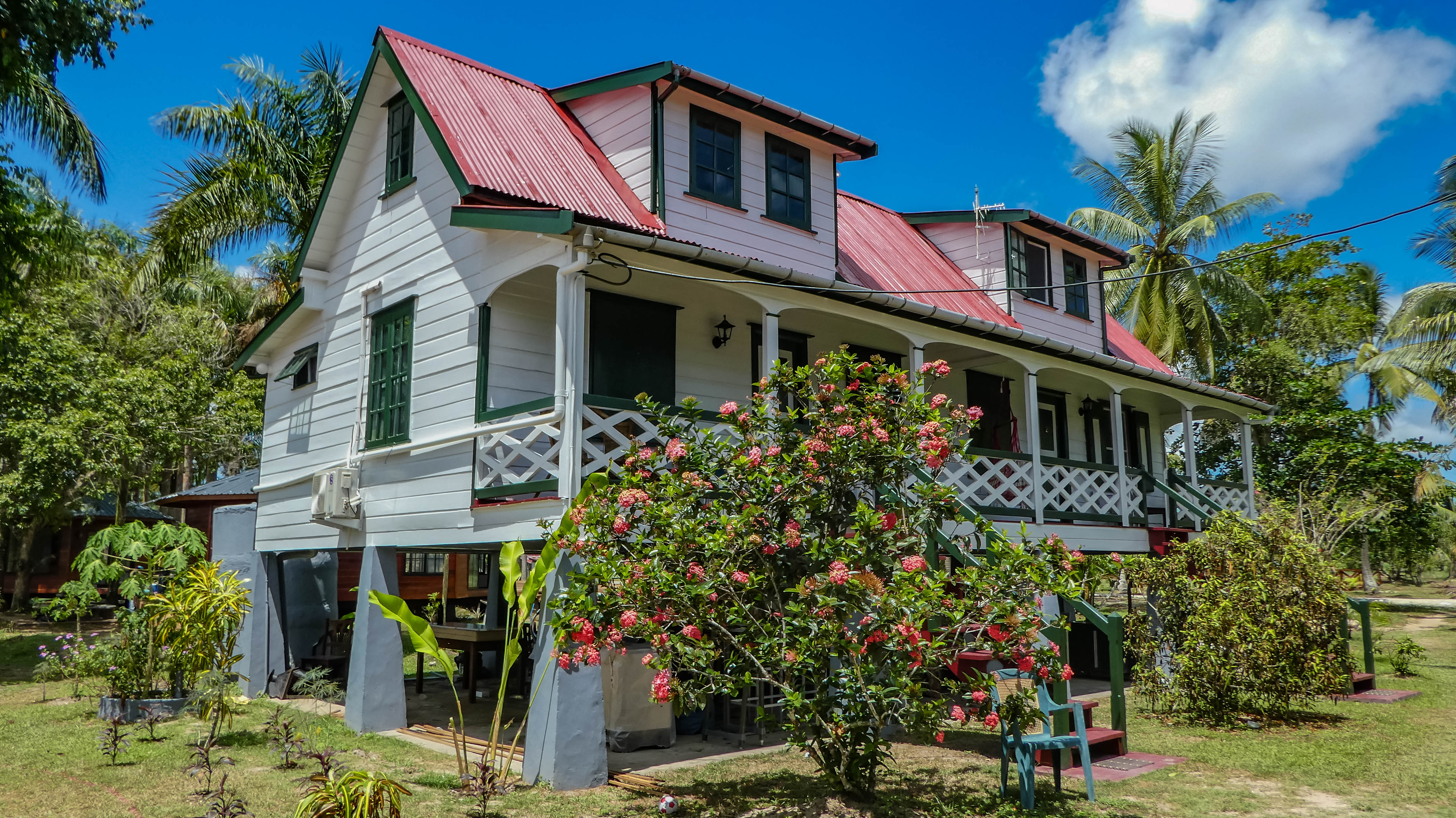
Antigua estación de Policía en Frederiksdorp

Desde el punto de vista organizativo, la fuerza puede dividirse como sigue: Policía general, Policía especial y Policía Militar. También hay varias brigadas, como la Brigada de Estupefacientes y, durante la crisis de las coronas, la Brigada COVID-19.
En 1828 se introdujo la distinción entre policía local y nacional. Las tareas de la policía local fueron realizadas por policías de Paramáribo; las nacionales, por soldados. En 1863, año de la abolición de la esclavitud, se creó el Cuerpo de Policía Militar, que asumió las tareas de la policía nacional. El mando de ambos cuerpos policiales estaba en manos del fiscal general. También se creó un cuerpo de asistencia de BAVP (Agentes Especiales de la Policía). Luego, en 1867, se añadió el Cuerpo de Intendencia. En los distritos de las afueras de Paramaribo, la policía estaba dirigida por comisarios de distrito (dc).

## Organización administrativa
Surinam está dividido en diez distritos (en neerlandés districten), y estos a su vez en ressorts.
|    | Distrito   | Capital         | Superficie (km²) | Porcentaje (%) | Población (2012) | Porcentaje(%) | Densidad (hab/km²) | Ressorts | Mapa                 |
| -- | ---------- | --------------- | ---------------- | -------------- | ---------------- | ------------- | ------------------ | -------- | -------------------- |
| 1  | Brokopondo | Brokopondo      | 7364             | 4,5            | 15 909           | 2,9           | 2,16               | 6        | Distritos de Surinam |
| 2  | Commewijne | Nieuw Amsterdam | 2353             | 1,4            | 31 420           | 5,8           | 13,35              | 6        | Distritos de Surinam |
| 3  | Coronie    | Totness         | 3902             | 2,4            | 3391             | 0,7           | 0,87               | 3        | Distritos de Surinam |
| 4  | Marowijne  | Albina          | 4627             | 2,8            | 18 294           | 3,4           | 3,95               | 6        | Distritos de Surinam |
| 5  | Nickerie   | Nieuw Nickerie  | 5353             | 3,3            | 34 233           | 6,3           | 6,40               | 5        | Distritos de Surinam |
| 6  | Para       | Onverwacht      | 5393             | 3,3            | 24 700           | 4,6           | 4,58               | 5        | Distritos de Surinam |
| 7  | Paramáribo | Paramaribo      | 183              | 0,1            | 240 924          | 44,5          | 1316,52            | 12       | Distritos de Surinam |
| 8  | Saramacca  | Groningen       | 3636             | 2,2            | 17 480           | 3,2           | 4,81               | 6        | Distritos de Surinam |
| 9  | Sipaliwini | ----            | 130 567          | 79,7           | 37 065           | 6,8           | 0,28               | 6        | Distritos de Surinam |
| 10 | Wanica     | Lelydorp        | 442              | 0,3            | 118 222          | 21,8          | 267,47             | 7        | Distritos de Surinam |
|    | Surinam    | Paramáribo      | 163 820          | 100,0          | 541 638          | 100,0         | 3,31               | 62       | Distritos de Surinam |

## Geografía

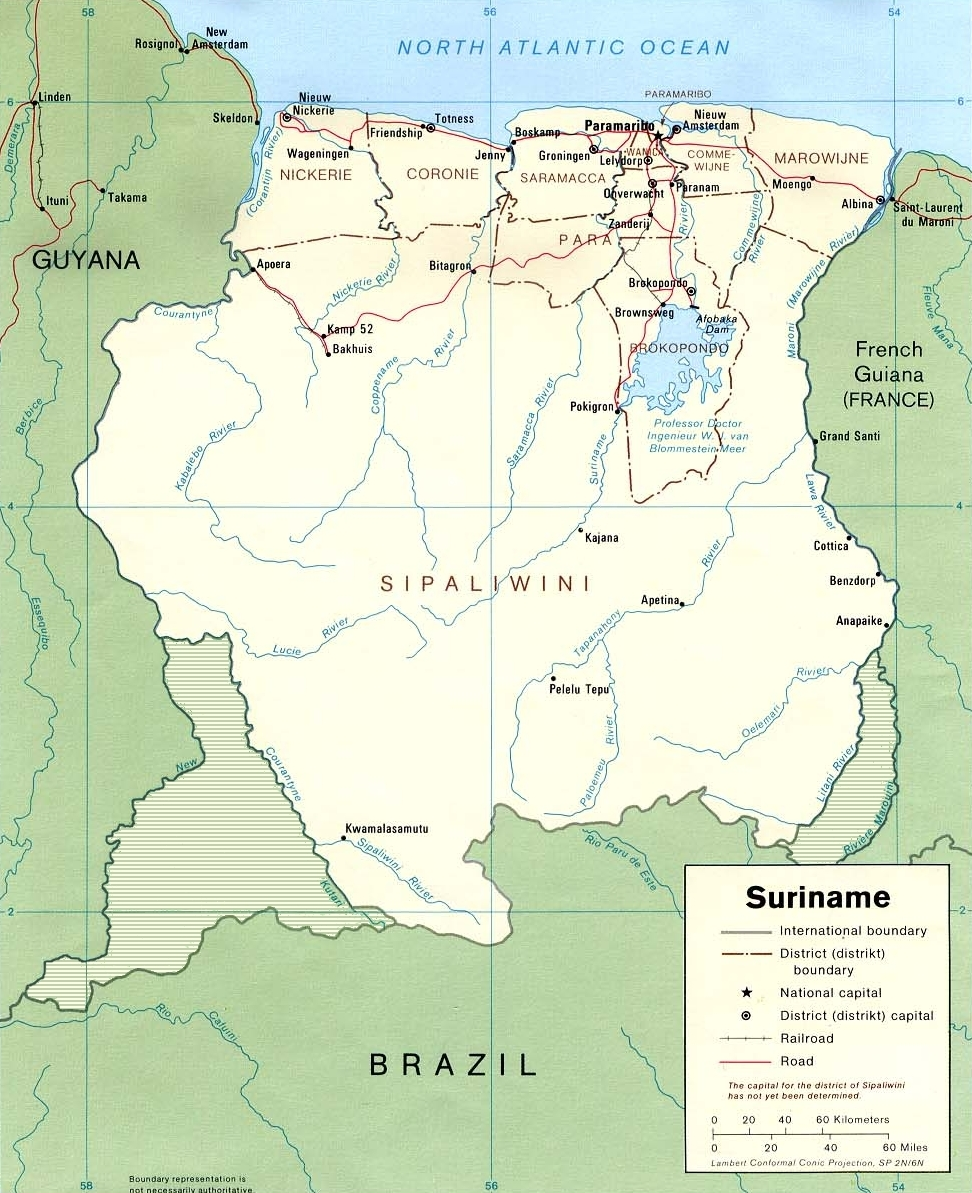
Mapa de Surinam con territorios disputados.

Surinam, el país más pequeño de Sudamérica, está situado sobre el escudo de la Guayana, el punto más alto es: Juliana Top (1286 m s. n. m.), ubicado en Sipaliwini. Tiene una superficie de 163 820 km², que en términos de extensión es similar a Túnez o a la península estadounidense de la Florida. Esta cifra no incluye los sectores en disputa que están controlados por Guyana (región de Tigri de 15 603 km²) y por Francia (área de Marowijne-Litani de 3439 km²).
El territorio se divide en la franja litoral septentrional del océano Atlántico y el interior. La primera es una llanura costera fértil y cultivada donde vive la mayor parte de la población, de terrenos caracterizados por bancos de arena y de lodo producto de las características de las aguas del río Amazonas, que son depositadas en esta zona debido a las corrientes ecuatoriales. La segunda la constituye el interior, compuesto básicamente por las regiones de Sipaliwini y Brokopondo, está escasamente poblado y se caracteriza por la existencia de densos bosques tropicales.

### Clima

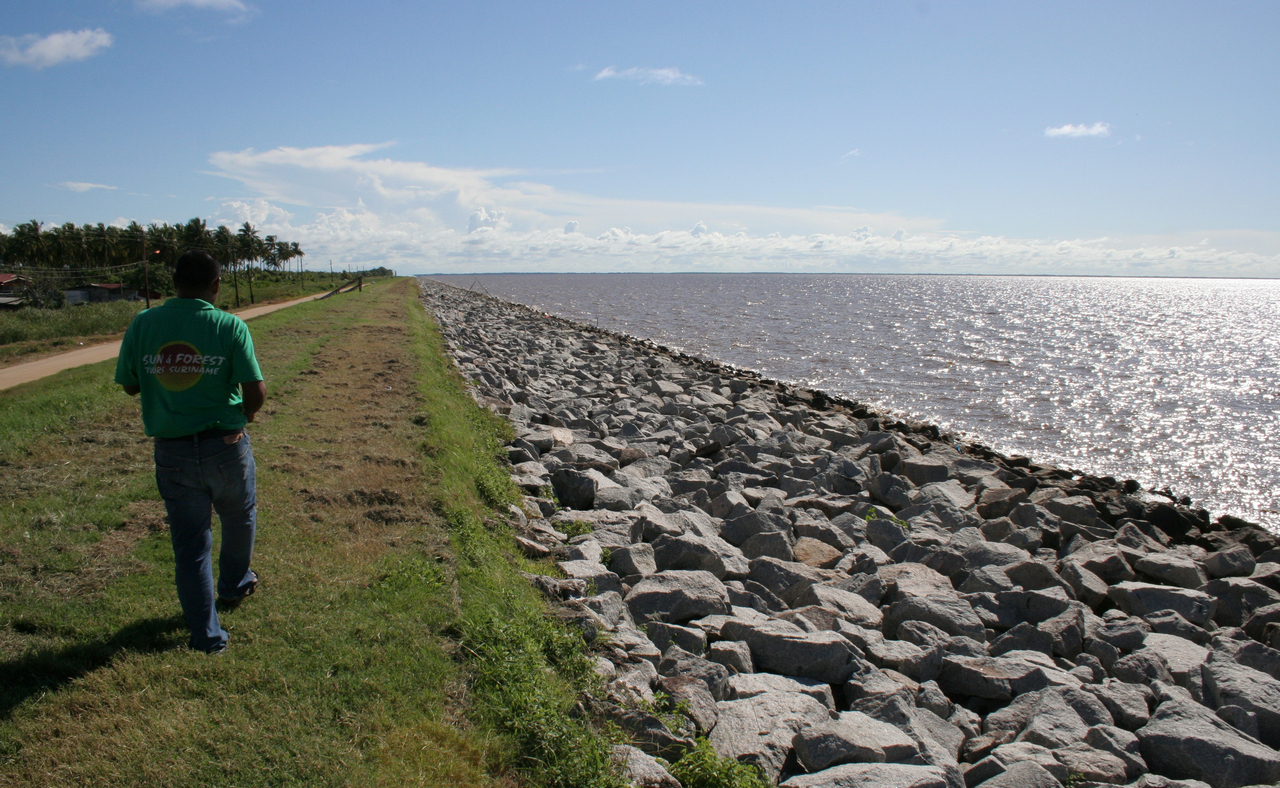
Nieuw Nickerie, Suriname.

Por su cercanía a la línea del ecuador el clima de Surinam es ecuatorial, subecuatorial y tropical, las temperaturas no varían mucho durante el año, que cuenta con dos estaciones, la seca y la de lluvia. Las lluvias más fuertes se dan entre abril y septiembre, sin embargo la lluvia es frecuente durante todo el año. Las temperaturas matutinas varían entre los 28 °C y 32 °C, mientras que durante las noches, la temperatura desciende alrededor de los 21 °C. Las temperaturas anuales están comprendidas entre 23 °C y 32 °C.

#### Cambio climático

Mapa geológico de Surinam

El cambio climático en Surinam se refiere a los efectos del cambio climático en Surinam. Estos efectos incluyen el aumento de las temperaturas y el incremento de los fenómenos meteorológicos más extremos. Como país relativamente pobre, sus contribuciones al cambio climático han sido limitadas. Además, debido a la gran cobertura forestal, el país ha tenido una economía de carbono negativo desde 2014.

### Hidrografía
En el noreste del país se encuentra el embalse Brokopondo, llamado anteriormente Profesor W. J. van Blommestein, con una superficie de 1350 km². Fue construido con el fin de obtener la energía necesaria para la extracción de las reservas mineras de aluminio y bauxita, principalmente en la localidad de Zanderij. La presa fue construida en los años 1960.
Los siguientes son los principales ríos del país: Surinam, Corentín, Coppename, Maroni, Nickerie, Saramacca, Tapanahony y Paloemeu. Todos desembocan en el océano Atlántico.

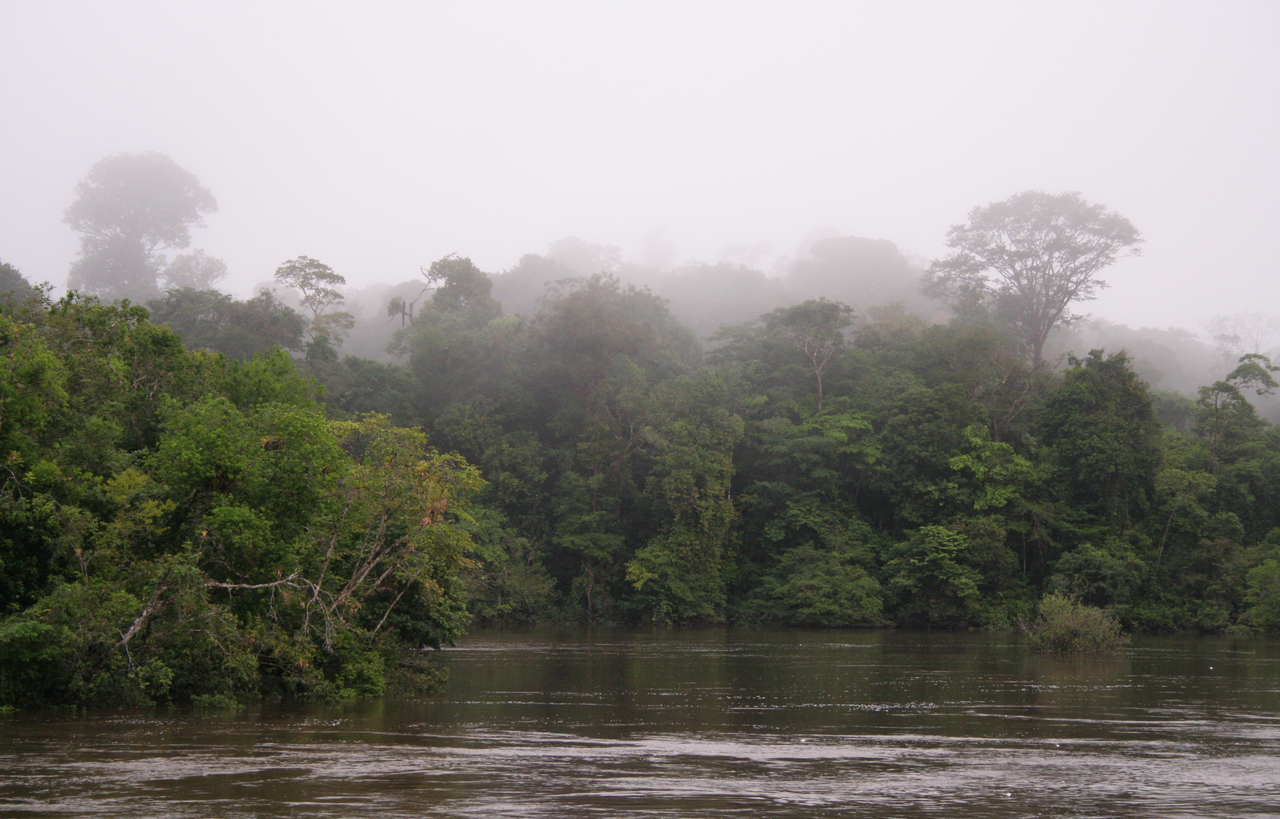
Isla Fungu en Surinam.

### Geología
La geología de Surinam puede dividirse en cuatro zonas: el noventa por ciento del territorio continental está formado por el Escudo Guayanés. Las llanuras costeras representan el diez por ciento restante. Frente a la costa se encuentran la meseta de Demerara y la cuenca oceánica de Guyana-Surinam.
El primer estudio geológico conocido en Surinam data de 1720, cuando el gobernador Jan Coutier encargó a Salomon Herman Sanders que estudiara la parte superior del río Corantijn en busca de yacimientos de oro. Friedrich Voltz realizó el primer estudio geológico sistemático en 1853. Voltz informó en cartas al geólogo neerlandés Winand Staring. En 1888, Karl Martin publicó el primer mapa topográfico de Surinam con datos geológicos, que también resumía por primera vez los hallazgos de las cartas de Voltz. Hasta aproximadamente 1900, el interés se centró principalmente en el oro. Hasta el siglo XX, el interés por la geología del país tendía a ser más o menos local y de carácter incidental. En 1931, Robert IJzerman recopiló toda la investigación geológica del periodo 1853-1930 en su tesis doctoral, que ofrece una imagen bastante completa de la geología de Surinam y está provista de un mapa del estudio geológico.

#### Llanura costera
El conocimiento de la geología de la llanura costera de Surinam siguió aumentando durante el siglo XX. En 1931, IJzerman hizo una descripción general de los sedimentos encontrados en el antepaís. Distinguió dos grupos de capas: los depósitos fluvio-marinos, en los que aparecen arcillas y arenas, con o sin fragmentos de conchas, y el aluvión continental más antiguo, formado en gran parte por arenas blancas gruesas, que a veces contienen humus. Los depósitos fluvio-marinos se extienden en un cinturón inmediatamente a lo largo de la costa y el aluvión continental sale a la superficie en un cinturón detrás de ellos, acuñándose contra las rocas del Escudo Guayanés.
El geólogo Jan Zonneveld, que hacia 1950 trabajaba en la Oficina Central de Cartografía Aérea de Paramaribo, opinaba, tras estudiar los perfiles del nivel del agua, la investigación de campo y la interpretación de las fotos aéreas, que en la superficie no debían distinguirse dos, sino tres elementos, es decir, de norte a sur:
- La joven llanura costera, que se encuentra justo por encima del nivel del mar. Formaciones Mara y Coronie, edad: Holoceno, 16 200 km²
- La antigua llanura costera, situada a un nivel ligeramente superior. Formación Coropina, edad: Pleistoceno, 4300 km²
- El Cinturón de la Sabana o Cinturón de Arena: una llanura ligeramente ondulada, bordeada en el sur por el país de las colinas. Formación arenosa, edad: Plioceno, 8750 km²[42]

#### Cuenca de Guayana

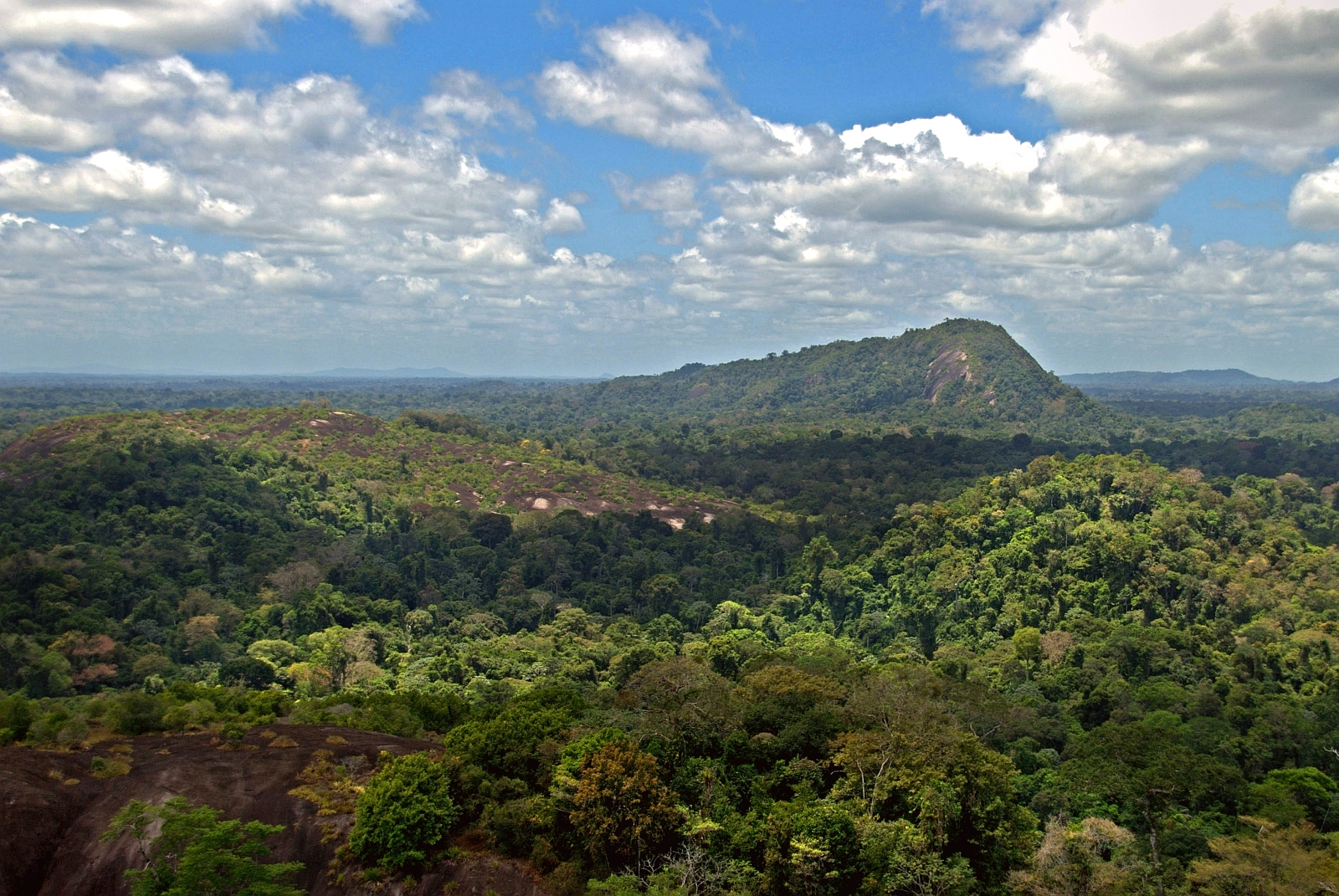
Monte Voltzberg en Surinam.

La historia geológica de Surinam se reanudó hace 230 millones de años en el periodo Triásico -tras una larga pausa de 860 millones de años- con la ruptura del supercontinente Pangea. En la zona montañosa de Surinam Oriental también se pueden encontrar rastros de esta ruptura en forma de apatoedolerita de la era jurásica, que se abrió paso en las fallas activas. Hasta entonces, Florida se encontraba al norte de Surinam, en el tramo de océano que ahora forma la cuenca oceánica de Guyana-Surinam. Al nivel de la meseta de Demerara y de la meseta de Guinea se produjo un punto caliente, la Pangea se abrió y Florida se desplazó hacia el norte y el oeste, a su paso surgieron las Bahamas.
Durante el Cretáceo, África se separó de Sudamérica, y cerca de Surinam la meseta de Demerara se separó de la meseta de Guinea, En el subsuelo más profundo de la costa, se han encontrado rocas volcánicas triásicas en zonas de falla, coronadas por sedimentos de la era jurásica, y en los depósitos calcáreos que se encuentran encima de ellas, Apache Oil perforó petróleo en 2020 en el bloque 58 de alta mar.

### Fronteras
Surinam limita con el océano Atlántico al norte y comparte 510 km de fronteras con la Guayana Francesa al este, 597 km con Brasil al sur y 600 km con Guyana al oeste.

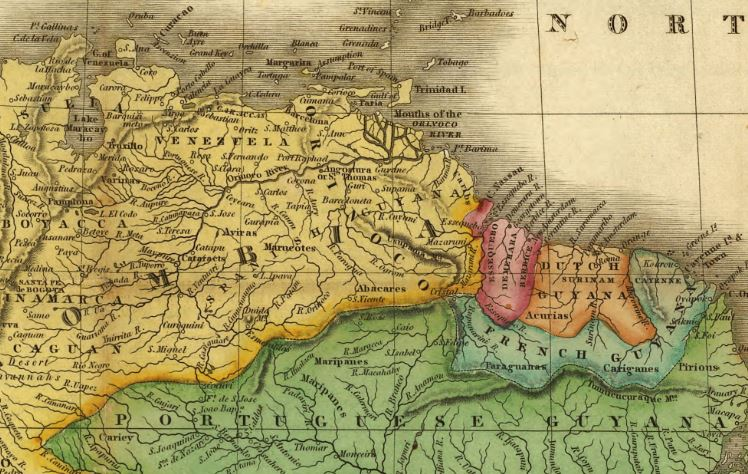
Mapa de las Guayanas en 1826

Sin embargo, las fronteras terrestres del país siguen siendo inciertas, principalmente en el sur del país, donde se producen disputas territoriales con la Guayana Francesa en el este y con Guyana en el oeste a lo largo de los ríos Marowijne y Corantijn. Mientras que una parte de la frontera marítima disputada con Guyana fue arbitrada por el Tribunal Permanente de Arbitraje convocado según las reglas establecidas en el Anexo VII de la Convención de las Naciones Unidas sobre el Derecho del Mar el 20 de septiembre de 2007.

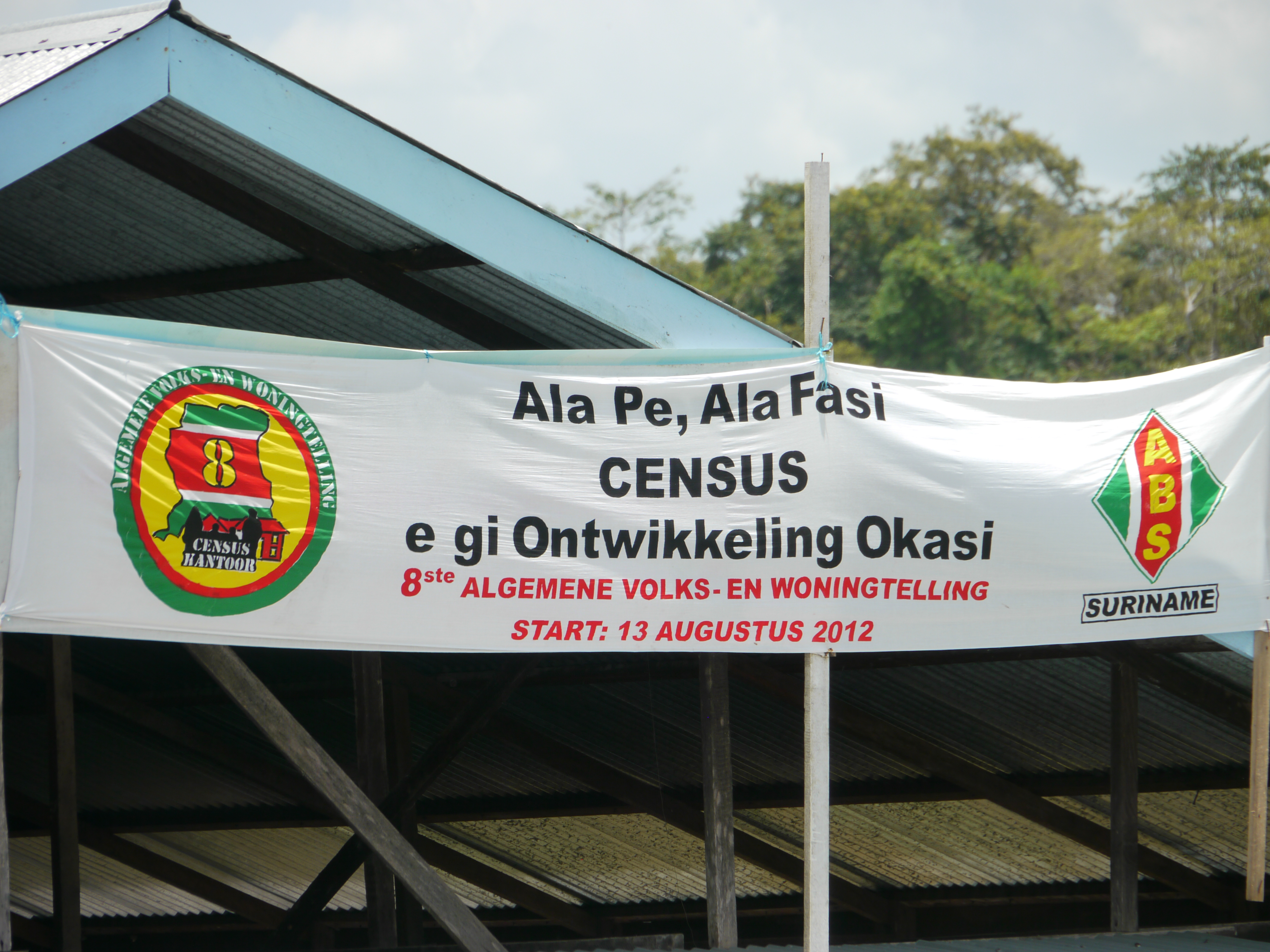
Un cartel muestra un mapa que incluye las reclamaciones de Surinam

En 1860, se planteó desde el lado francés la cuestión de cuál de los dos ríos afluentes del río Marowijne (también llamados Maroni y Marowini) era la cabecera y, por tanto, la frontera. Se nombró una comisión conjunta franco-holandesa para examinar la cuestión. La parte holandesa de la comisión estaba formada por J.H. Baron van Heerdt tot Eversberg, J.F.A. Cateau van Rosevelt y August Kappler. Luits Vidal, Ronmy, Boudet y el Dr. Rech componían la parte francesa. En 1861 se realizaron mediciones que arrojaron el siguiente resultado: el Lawa tenía un caudal de 35 960 m³/minuto con una anchura de 436 m; el Tapanahony tenía un caudal de 20 291 m³/minuto con una anchura de 285 m. Por tanto, el río Lawa era la cabecera del río Maroni.

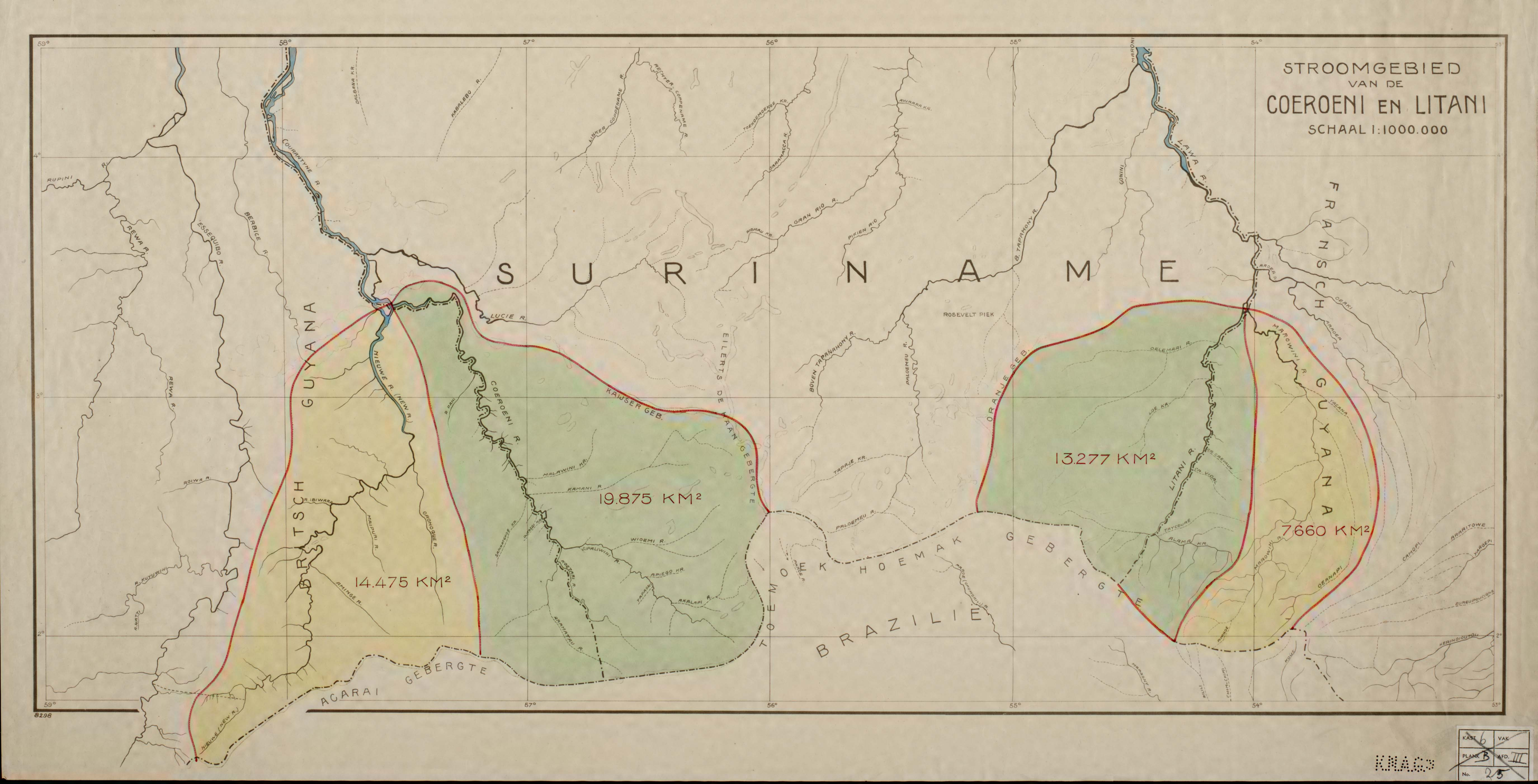
Mapa detallado de las áreas disputadas por Surinam a sus vecinos Guyana y Guayana Francesa

No hubo problemas con esta decisión hasta 1885, cuando el descubrimiento de oro en la zona entre el Lawa y el Tapanahony creó un nuevo conflicto fronterizo. El 29 de noviembre de 1888, Francia y los Países Bajos llegaron a un acuerdo para que el conflicto se sometiera a arbitraje. El zar Alejandro III de Rusia, actuando como árbitro, decidió que el Lawa era la cabecera del Maroni, y que por tanto debía considerarse la frontera. Los Países Bajos y Francia concluyeron un tratado fronterizo sobre este tramo del río el 30 de septiembre de 1915.

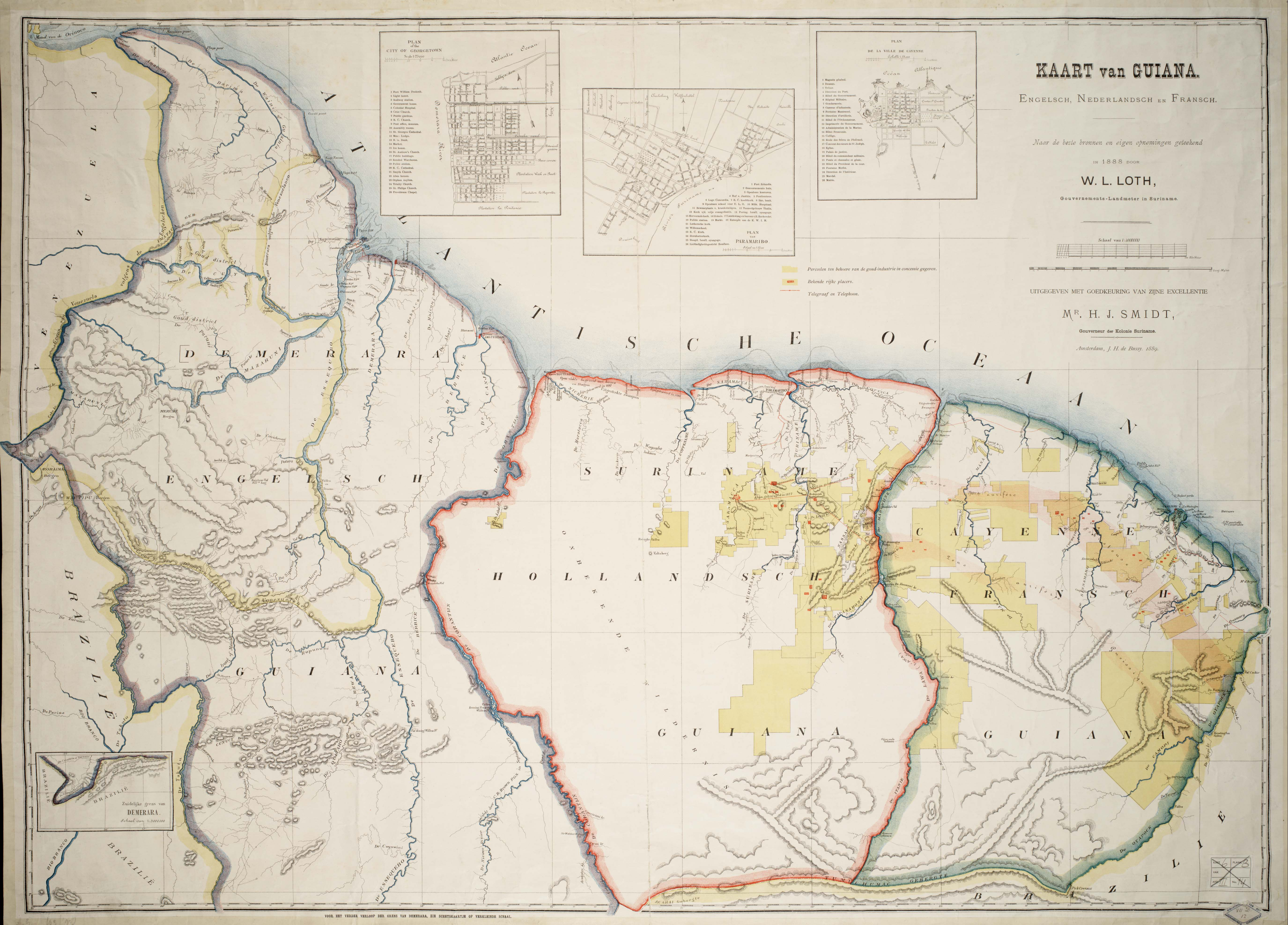
Reclamaciones Europeas de las Guayanas en 1888.

Sin embargo, esta decisión creó otro problema en cuanto a qué río es la fuente del Lawa, cuestión aún sin resolver.
Robert Schomburgk fijo por sí mismo las fronteras de la Guayana Británica en 1840. Tomando el río Corentín como frontera, navegó hasta el que consideró su nacimiento, el río Kutari, para delimitar la frontera. Sin embargo, en 1871, Charles Barrington Brown descubrió el río Nuevo o Alto Corentín, que es la fuente del Corentín. Así nació la disputa del Triángulo del río Nuevo.
El tribunal que se ocupó de la Crisis de Venezuela de 1895 (Guayana Esequiba) también adjudicó 'ilegalmente' el Triángulo de New River a la Guayana Británica. Sin embargo, los Países Bajos elevaron una protesta diplomática, alegando que el río Nuevo, y no el Kutari, debía ser considerado como la fuente del Corentín y la frontera. El gobierno británico respondió en 1900 que la cuestión ya estaba resuelta por la larga aceptación del Kutari como frontera. Tanto Venezuela como Surinam no reconocen las fronteras establecidas por ese laudo.

## Biodiversidad

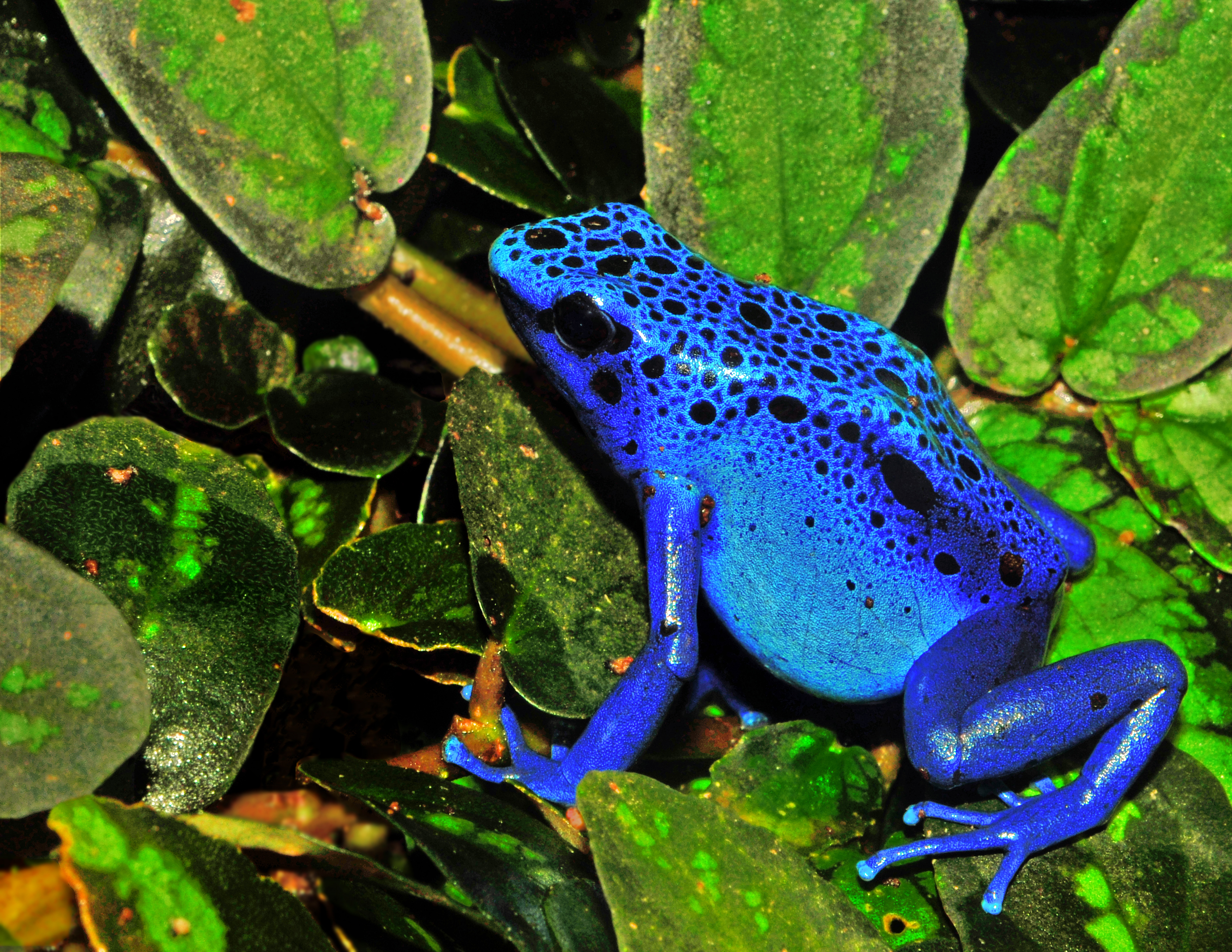
Ejemplar de Dendrobates azureus, rana autóctona del distrito de Sipaliwini en Surinam

La biodiversidad de Surinam es grande. La diversidad de formas de vida se debe principalmente a las diferencias en el tipo de paisaje y la temperatura. Surinam se divide en cuatro zonas ecológicas:
- la joven llanura costera,
- la antigua llanura costera,
- la sabana o el cinturón de arena y,
- las tierras altas perennes del interior.[48]

Se siguen descubriendo nuevas formas de vida en Surinam. Según Ottema, el cracker de pico grueso o twatwa es una especie en peligro de extinción. El gran guacamayo y el pato almizclero o pato de madera han disminuido seriamente en número.
Es probable que el pájaro carpintero de Guyana sea una especie endémica de Surinam, ya que la especie no se conoce con certeza en las Guayanas vecinas.
La Ley de Protección de la Naturaleza de 1954 y la Ley de Caza de 1954 constituyen la base de la protección de la naturaleza en Surinam. El Decreto de Caza de 2002 desarrolla la Ley de Caza de 1954. El oso hormiguero gigante, el mono kwatta, el ocelote, el jaguar, el perro de la selva y el delfín son algunos de los mamíferos que están bajo plena protección en Surinam según la ley.

### Llanura

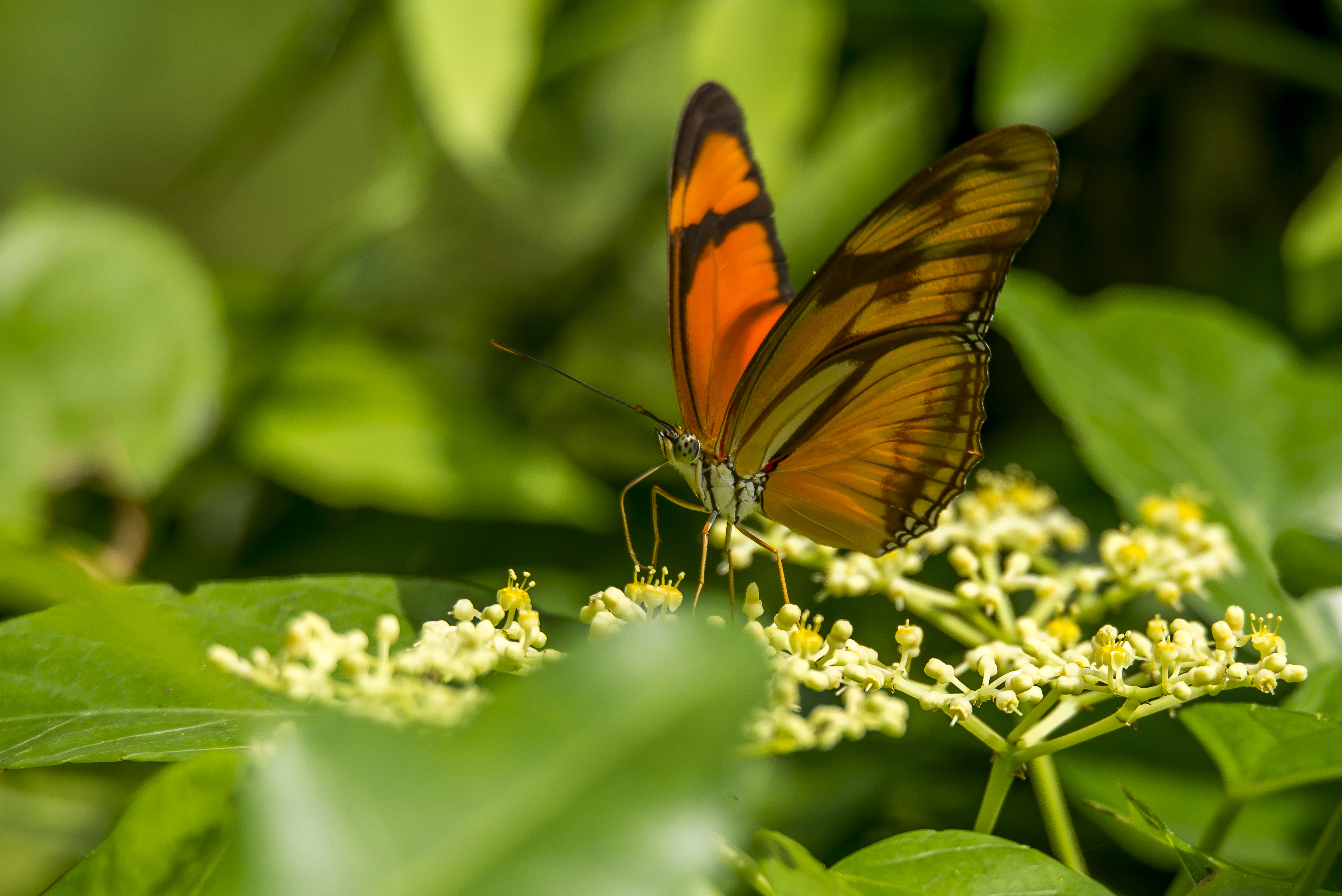
Mariposa Lepidoptera en Surinam

La llanura costera es en gran parte desolada e inaccesible y está formada por bancos de barro, playas de arena, bosques de manglares ricos en aves y lagunas. Los bancos de lodo son creados por el río Guayana que transporta lodo que se deposita en varios lugares a lo largo de la costa. En los bancos de barro viven cangrejos, gusanos y pequeños crustáceos. Las aves, como las limícolas norteamericanas, utilizan los bancos de lodo como zona de alimentación durante las épocas de migración. Los bancos de barro albergan los bosques de manglares, más conocidos como bosques parwa.
Los bosques de manglares son conocidos por una multitud de funciones. Una de ellas es la defensa de la costa y sus orillas contra los daños causados por las inundaciones. Otras funciones son la de vivero, la de filtro y la de producción de madera, alimento y miel. Otra función generadora de ingresos es el ecoturismo. Los bosques jóvenes de parwa son utilizados como lugar de anidación y descanso por el ibis rojo (Eudocimus ruber) y varias especies de garzas.
Las playas de arena son utilizadas por cuatro especies de tortugas como zona de cría. Estas tortugas son:
- Aitkanti o laúd (Dermochelys coriacea)
- La tortuga muda (Chelonia mydas)
- Warana (Lepidochelys olivacea)
- Karet (Eretmochelys imbricada).

### Sabanas

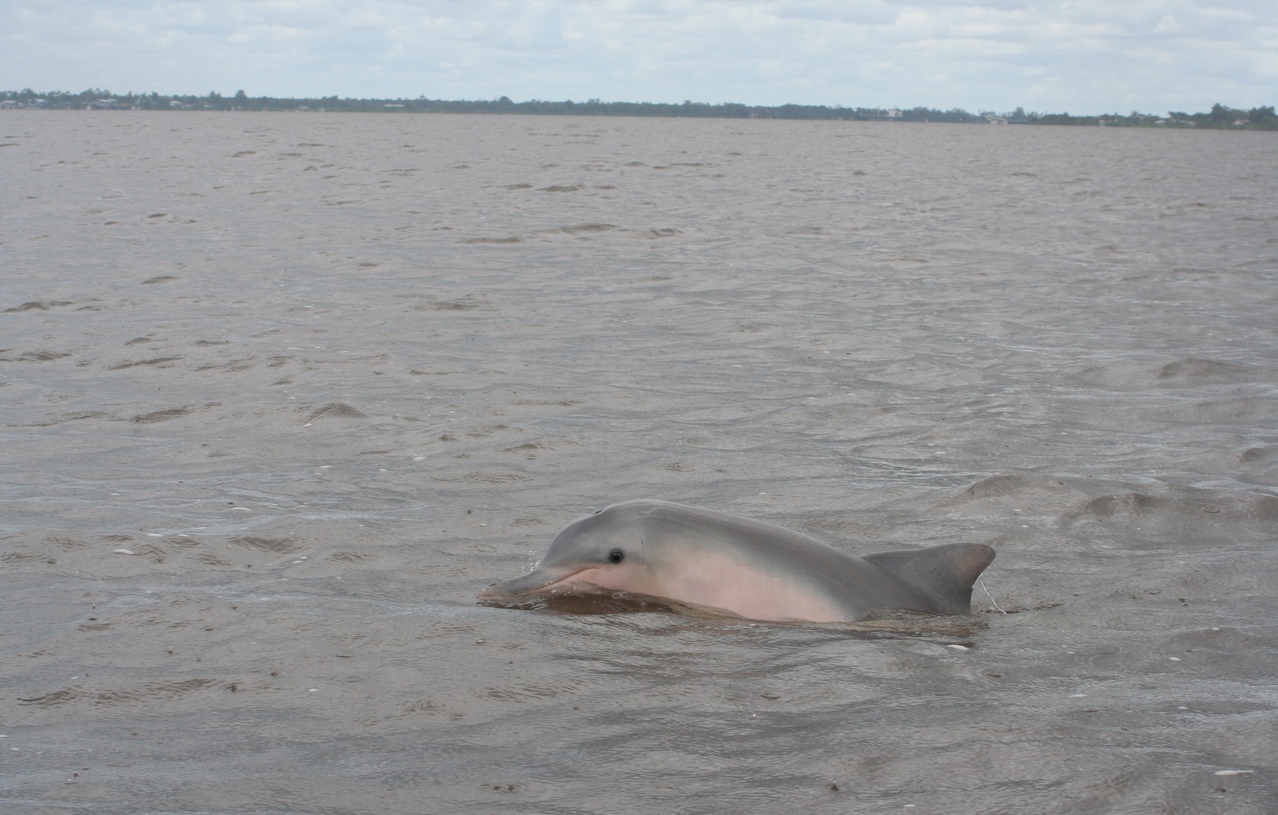
Delfines de río (Sotalia guianensis) en Surinam

Las sabanas de Surinam albergan una gran cantidad de especies vegetales. En función de su vegetación, las sabanas pueden clasificarse en sabanas arbustivas y herbáceas y sabanas arboladas. El bosque de sabana se distingue por una vegetación más alta y densa. En función de las condiciones del suelo, las sabanas se clasifican en arcillosas, de arena marrón, de arena blanca y de roca. Las especies vegetales que se encuentran en las sabanas son el lemkiwisi (Cassaytha filiformis), la drosera (Drosera sp.), el sabana-fungu (Licaniai acana) y la planta del alcanfor (Unixia camphorata). Los animales que se encuentran en las sabanas son: tortugas (Chelonodis sp.), serpientes, iguanas (Iguana iguana), ciervos (Mazama sp.) y kapasi (Dasypus sp.).

### Montañas
En el interior de Surinam se encuentran montañas como Brownsberg, Nassaubergte y Lelygebergte. Este país montañoso forma parte del Escudo de las Guayanas. El Escudo Guayanés es una de las regiones forestales y acuáticas mejor conservadas del mundo. Consta de más de un 90 % de selva tropical virgen y cuenta con una rica flora y fauna.

### Aguas costeras y ríos

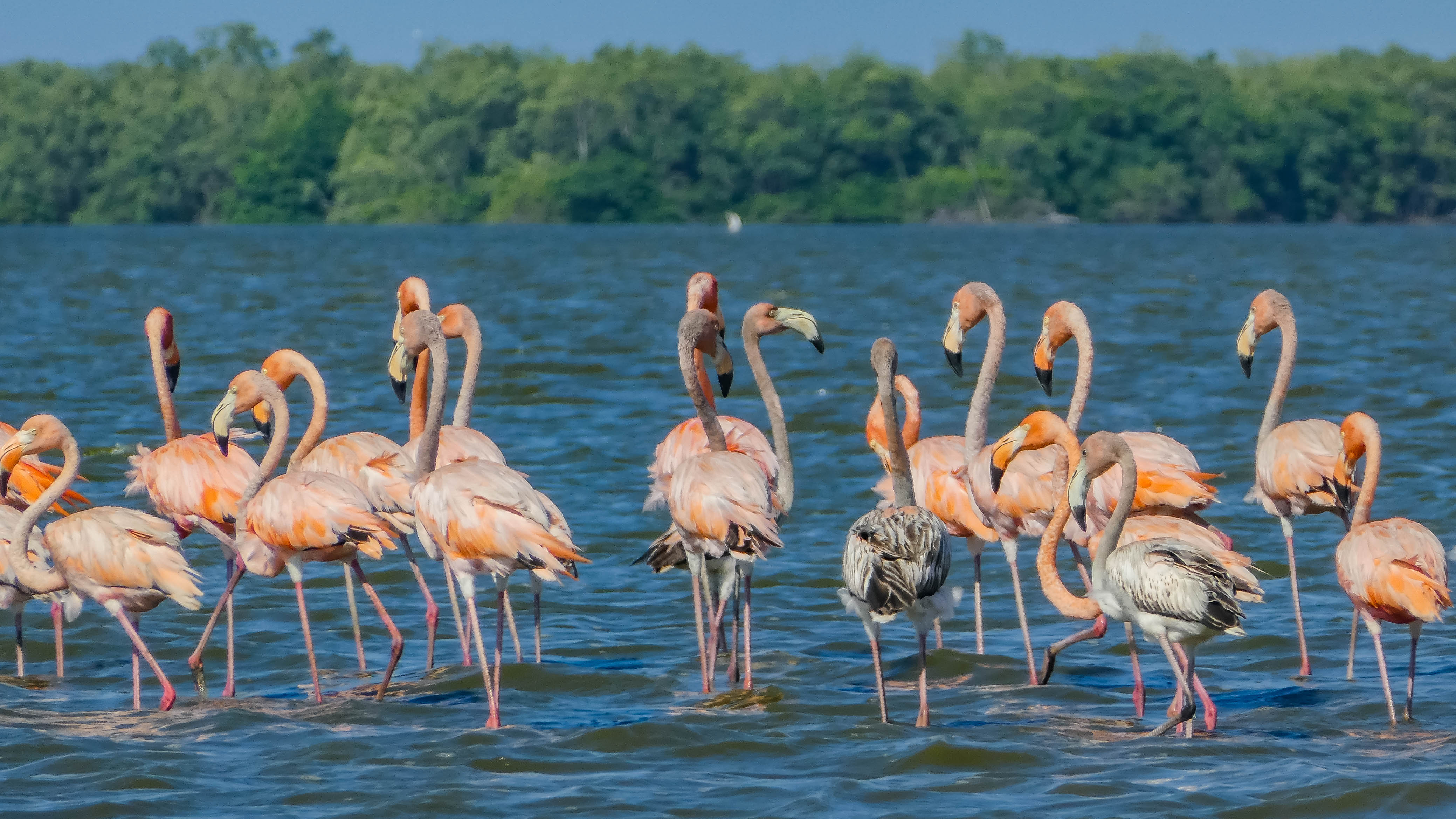
Flamencos en el distrito de Nickerie

Las aguas costeras de Surinam, al igual que la zona costera de la Guayana, la Guayana Francesa y el noreste de Brasil, forman parte de la ecorregión de la Guayana. Los peces marinos, los crustáceos (camarones y cangrejos) y los mariscos (caracoles y bivalvos) de Surinam se conocen en cierta medida. Sin embargo, otros grupos de animales marinos apenas han sido estudiados. El rorcual común (Epinephelus itajara) es una especie en peligro de extinción. Los ríos pequeños y grandes fluyen desde el sur hacia el norte, donde desembocan en el océano Atlántico. En los estuarios y aguas costeras llama la atención el delfín de río (Sotalia guianensis), con el vientre de color rosa claro. Surinam tiene aproximadamente 61 peces de agua dulce endémicos. Muchas de estas especies endémicas son peces gato. La fauna de peces de agua dulce de Surinam aún no es bien conocida.

### Protección de la Biodiversidad
El 27 de junio de 1950, el entonces gobernador J. Klaasesz presentó dos proyectos de ley a los Estados de Surinam (Parlamento) para su aprobación. Estos proyectos de ley fueron la Ley de Caza de 1954 y la Ley de Conservación de la Naturaleza de 1954.

-La Ley de Caza de 1954: El objetivo de la Ley de Caza era regular legalmente la caza, que en 1954 se seguía practicando sin ninguna restricción, en interés de la fauna salvaje y de la propia caza. Hoy en día, la gente caza con métodos modernos para el deporte y el comercio. Esto crea un peligro de extinción para ciertas especies animales. Por este motivo, la Ley de Caza prohíbe determinadas acciones con respecto a los animales protegidos, como capturar, matar, intentar capturar o matar. Los animales protegidos incluyen todos los mamíferos, aves y tortugas marinas y otros animales que se especifiquen, que pertenecen a una especie que vive en estado salvaje en Surinam. Las excepciones son la caza, los animales enjaulados y los animales nocivos.

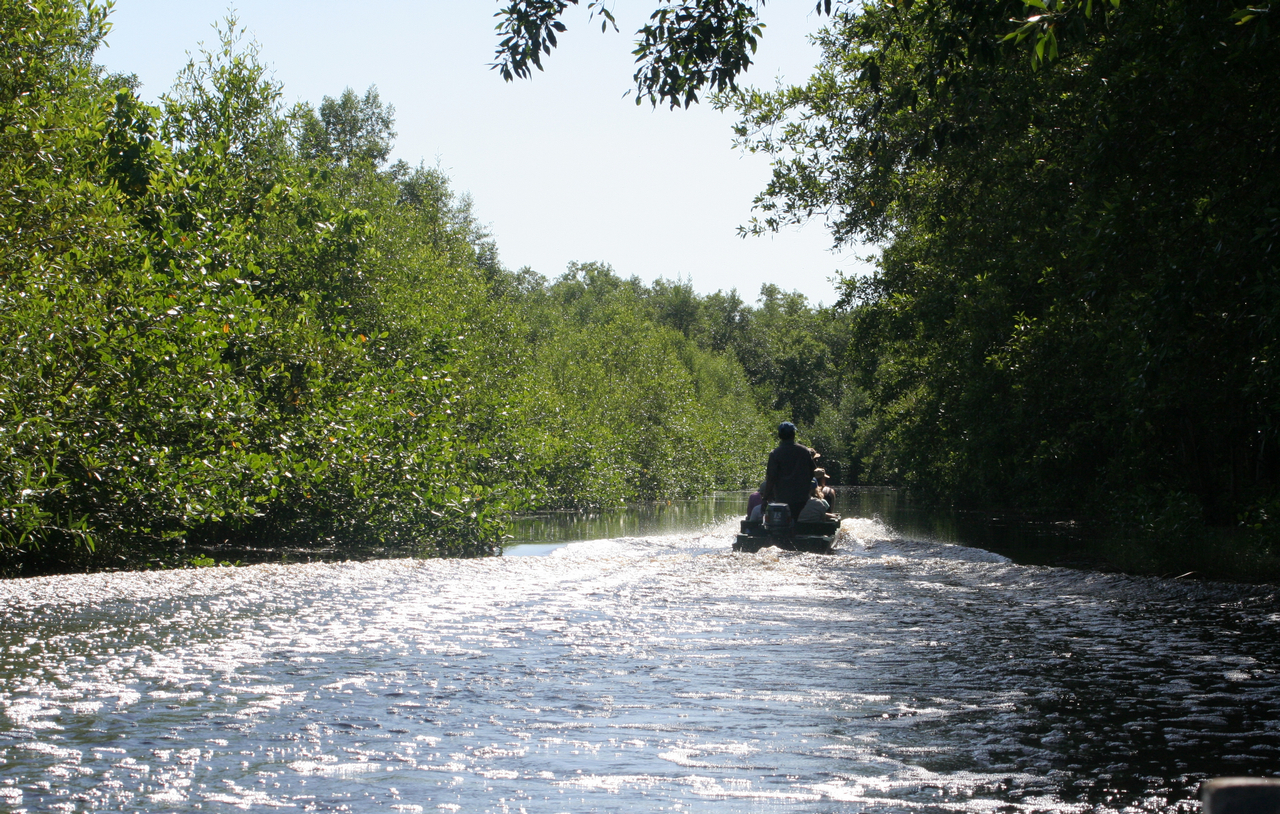
Reserva natural de Bigi Pan

El Ministerio de Ordenación del Territorio y Gestión Forestal define con más detalle lo que se entiende por las categorías anteriores. La caza de estos animales está permitida bajo ciertas condiciones. La Ley de Caza de 1954 es válida para todo Surinam. Sin embargo, en el sur del país no hay temporadas de veda. Se ha establecido un "límite" para una serie de especies de animales, pero la ley no se aplica a todo el país.
-La Ley de Conservación de la Naturaleza de 1954: Sobre la base de esta ley, el presidente puede designar tierras y aguas como reserva natural. La zona debe tener una belleza natural y paisajística variada y/o flora, fauna y objetos geológicos de importancia para la ciencia o la cultura. Se prohíbe, entre otras cosas, dañar el suelo, la belleza natural, la fauna, la flora en una reserva natural, intencionadamente o por negligencia, o realizar acciones que vayan en detrimento del valor de la reserva. También está prohibido acampar, hacer fuego, cortar leña o quemar carbón, cazar, pescar y llevar un perro, un arma de fuego o cualquier equipo de caza o captura en una reserva natural sin un permiso del Jefe del Servicio Forestal Nacional.
En 1954, parecía algo prematuro reservar zonas en el despoblado Surinam para la protección y conservación de la flora, la fauna y los objetos geológicos. Sin embargo, en su momento se consideró de gran importancia iniciar esta reserva, ya que se podrían preservar las áreas valiosas a efectos de protección y conservación de la flora, la fauna y los objetos geológicos. Según Dominiek Plouvier, ex director del WWF-Guianas, la Ley de Conservación de la Naturaleza se redactó en un momento en que el gobierno imponía la protección, sin involucrar a la población local.

## Economía
| Exportaciones a | Exportaciones a | Importaciones de | Importaciones de |
| País            | Porcentaje      | País             | Porcentaje       |
| --------------- | --------------- | ---------------- | ---------------- |
| Suiza           | 47,7 %          | Estados Unidos   | 22,8 %           |
| EAU             | 30,1 %          | China            | 20,5 %           |
| Estados Unidos  | 7,66 %          | Países Bajos     | 18,9 %           |
| China           | 2,31 %          | Japón            | 4,35 %           |
| Bélgica         | 2.27 %          | Brasil           | 2,91 %           |
| Otros           | 9.9 %           | Otros            | 30.5 %           |

La economía de Surinam es muy dependiente de otros países. Sus principales socios de comercio son los Países Bajos, los Estados Unidos y países en el Caribe.
Tras asumir el poder en otoño de 1996, el gobierno de Wijdenbosch puso fin al programa de ajuste estructural del gobierno anterior, alegando que era injusto para los elementos más pobres de la sociedad. Los ingresos fiscales disminuyeron a medida que los antiguos impuestos caducaban y el gobierno no aplicaba nuevas alternativas fiscales. A finales de 1997, se congeló la asignación de nuevos fondos holandeses para el desarrollo, al deteriorarse las relaciones del gobierno de Surinam con los Países Bajos. El crecimiento económico se ralentizó en 1998, con un descenso en los sectores de la minería, la construcción y los servicios públicos.
El gasto público desmesurado, la escasa recaudación de impuestos, una administración pública hinchada y la reducción de la ayuda exterior en 1999 contribuyeron al déficit fiscal, estimado en un 11 % del PIB. El gobierno trató de cubrir este déficit a través de la expansión monetaria, lo que provocó un dramático aumento de la inflación. En Surinam se tarda de media más tiempo en registrar una nueva empresa que en prácticamente cualquier otro país del mundo (694 días o unas 99 semanas).

Está basada en la producción de aluminio, que representa aproximadamente el 15 % del PIB y dos tercios de las exportaciones totales. Los problemas económicos del país son graves, debido a la fuerte dependencia del comercio exterior de dos materias primas que sufren, desde 2000, bruscos cambios de precios en el mercado internacional: aluminio y petróleo. Esto conlleva variaciones notables del PIB, la tasa de desempleo, la deuda externa y la inflación anualmente.

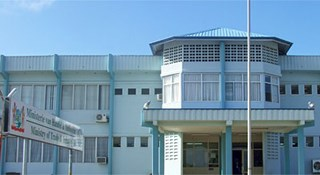
Ministerio de Comercio, Industria y Turismo de Surinam

Los planes iniciados en 2001 para reordenar el sistema económico, abrir un proceso de liberalización y mejorar la estructura productiva han tenido efectos decepcionantes. Algunas empresas estadounidenses y españolas realizan nuevas prospecciones y explotaciones petrolíferas que están dando buenos resultados. Igualmente, el país dispone de importantes reservas mineras de oro y bauxita.
En 2004 se reemplazó el guilder por el dólar surinamés.
En 2005, Surinam, junto a otros países de la región, suscribió un acuerdo energético con Venezuela denominado Petrocaribe, a través del cual las condiciones para adquirir petróleo y derivados son más convenientes.
El 20 de septiembre de 2007, se emitió el fallo por parte del tribunal internacional de arbitraje, que delimita de manera definitiva la frontera marítima con Guyana, quedando pendiente la frontera terrestre, que comprende la Región del Triángulo del Río Nuevo.
La economía de Surinam estaba dominada por la industria de la bauxita, que representaba más del 15 % del PIB y el 70 % de los ingresos por exportaciones hasta 2016. Otros productos principales de exportación son el arroz, los plátanos y las gambas. Recientemente, Surinam ha comenzado a explotar algunas de sus considerables reservas de petróleo y oro. Aproximadamente una cuarta parte de la población trabaja en el sector agrícola. La economía surinamesa depende en gran medida del comercio, siendo sus principales socios comerciales los Países Bajos, Estados Unidos, Canadá y los países del Caribe, principalmente Trinidad y Tobago, Venezuela y las islas de las antiguas Antillas Neerlandesas. (Aruba, Curazao y Bonaire)

### Moneda

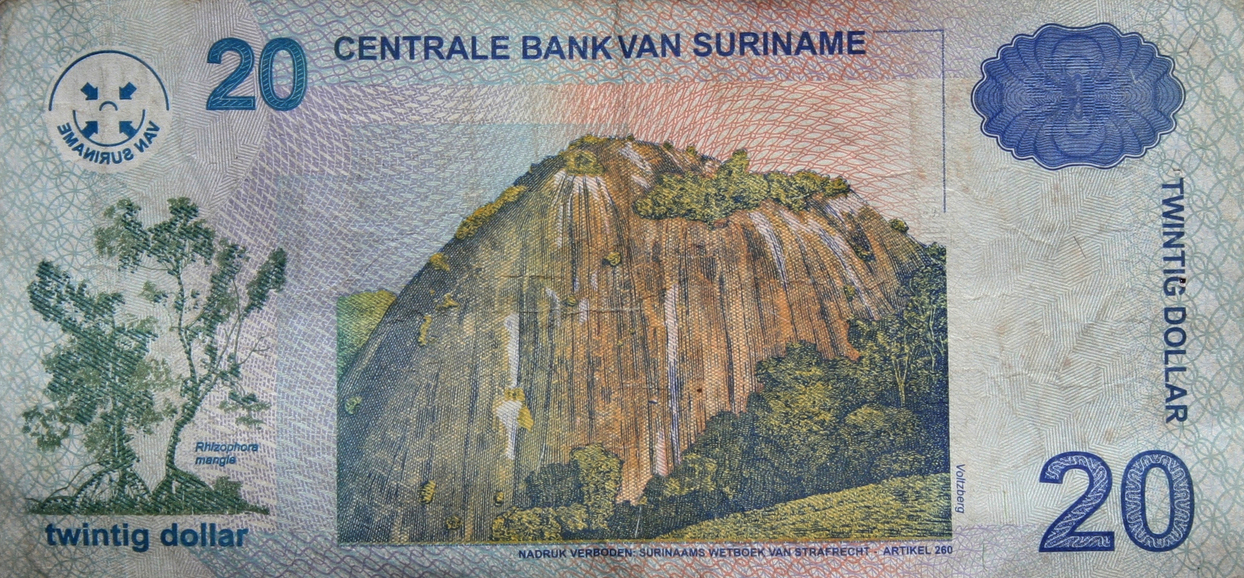
Billete de 20 dólares de Surinam

La moneda nacional es el dólar surinamés (=100 céntimos); código: SRD. El 1 de enero de 2004, el florín surinamés fue sustituido por el dólar surinamés. El valor nominal se redujo así por un factor de mil. Por lo tanto, mil florines surinameses se han convertido en un dólar surinamés. Un efecto secundario peculiar es que las monedas antiguas, que ya no se utilizaban debido a la devaluación, de repente pasaron a valer mil veces más. Desde principios de 2016, la relación fija con el dólar estadounidense se ha aflojado y desde marzo de 2016 el tipo de cambio se fijó mediante una serie de subastas semanales de divisas. Después, el tipo de cambio se liberó y aumentó lentamente. Hacia finales del año 2016, el tipo de cambio alcanzó un nivel de 7,50 DEG por dólar, tras lo cual se estabilizó en este nivel. Esto llegó a su fin el 22 de septiembre de 2020. El tipo de cambio frente al dólar estadounidense se redujo a la mitad, pasando de 7,52 SRD por 1 USD a 14,018 SRD (compra) y 14,29 SRD (venta).

### Minería

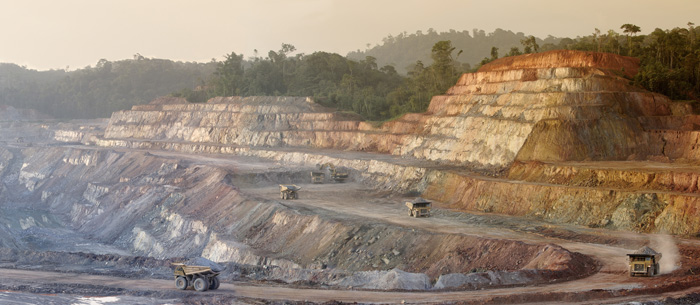
Mina de Rosebel

Surinam es muy rico en recursos naturales y por ello ocupa un lugar importante en la lista de países con más recursos de este tipo. Los recursos naturales son la madera, el oro, el petróleo, la bauxita y el caolín. También hay pequeñas cantidades de níquel, cobre, platino y mineral de hierro. Otras ramas de la economía son la agricultura (agricultura, ganadería, avicultura y pesca), la madera y el comercio.
En el siglo XXI se descubrió oro en el poblado de Tapanahoni del distrito de Sipaliwini, lo que atrajo a mucha gente de otros lugares de Surinam, pero también de otras partes del mundo (especialmente de Canadá y Brasil). El oro es una actividad económica muy importante en la actualidad. En Surinam se producen y exportan unas 30 toneladas de oro al año. Las exportaciones de oro generaron una media de unos 1500 millones de dólares al año entre 2011 y 2013, lo que supuso dos tercios del total exportado por la nación.
Un pilar importante de la economía surinamesa era la extracción de bauxita por parte de Suralco y Billiton cerca de la ciudad de Moengo, no lejos de Albina. Durante la Segunda Guerra Mundial, la producción aumentó considerablemente para la industria bélica y en 1950 Surinam tenía una cuota superior al 25 % de la producción mundial de bauxita. En 2008, el valor de las exportaciones de alúmina fue superado por el del oro. Alcoa estaba negociando con el Estado la venta de Suralco, pero en diciembre de 2014 el Gobierno rechazó una propuesta. Alcoa cesó por completo sus actividades en 2015 y el 1 de enero de 2020 cedió la propiedad al Estado de Surinam. Al sur de Paramáribo, la construcción de una presa en el Surinam creó el lago Prof. Dr. Ir. W.J. van Blommestein; la central hidroeléctrica de Afobaka, situada en el lago, suministra electricidad, incluso para la producción de aluminio. La empresa estatal Grassalco se dedica a la extracción de oro, extrae virutas de piedra, explota una mina de granito y se dedica a la propagación de plantas.

Mapa de los Bloques de licencias de petróleo y gas de Surinam en su Zona Económica Exclusiva en el Océano Atlántico

### Petróleo
Otro pilar importante es la extracción de petróleo por parte de Staatsolie Maatschappij Suriname N.V., principalmente en Saramacca, un distrito a 45 kilómetros de Paramaribo. Esta empresa está activa desde el 13 de diciembre de 1980 y Surinam es su único accionista. Desde hace más de 30 años, Staatsolie contribuye al desarrollo de Surinam. La empresa es también un agente del Estado, promueve activamente el potencial de hidrocarburos de Surinam y controla los acuerdos petroleros en nombre del Estado.
En la vecina Guyana, ya se han demostrado grandes reservas de petróleo en el bloque Stabroek, pero en Surinam, estos informes no se materializaron hasta principios de enero de 2020. Sin embargo, el 6 de enero de 2020, la petrolera estadounidense Apache y Total SA anunciaron que habían encontrado un importante yacimiento de petróleo frente a la costa, en un pozo llamado Maka Central-1. Las dos empresas siguen perforando para descubrir más petróleo. En marzo de 2020, se anunció un segundo hallazgo, Sapakara West-1. Apache habla de un "hallazgo significativo" sin más detalles. Más adelante, en julio, se produjo un tercer hallazgo, Kwaskwasi-1, que fue calificado como el mejor de los tres hallazgos. No se han revelado detalles sobre la cantidad de petróleo en el lecho marino. El 14 de enero de 2021 se anunció un cuarto descubrimiento en el pozo Keskesi Este-1, y en julio de 2021 se anunció un segundo descubrimiento en el pozo Keskesi Este-1.

### Agricultura
Es un sector de la economía surinamesa que depende del Ministerio de Agricultura, Ganadería y Pesca.
En 2017, los principales productos fueron el arroz, los plátanos y las hortalizas. El sector agrícola representaba entonces el 11,6 % del producto interior bruto (PIB), incluida la pesca en Surinam, con una parte importante para el camarón de cola y el atún de aleta amarilla. El 11,2 % de los surinameses trabajan en esta industria.
A nivel académico, la Universidad de Surinam ofrece cursos de ciencias agrícolas; el centro de investigación académica Celos se encuentra en las cercanías. Además, el Colegio Politécnico de Surinam cuenta con varios estudios agrícolas. Además, hay cursos de secundaria (Natin) y de bachillerato.

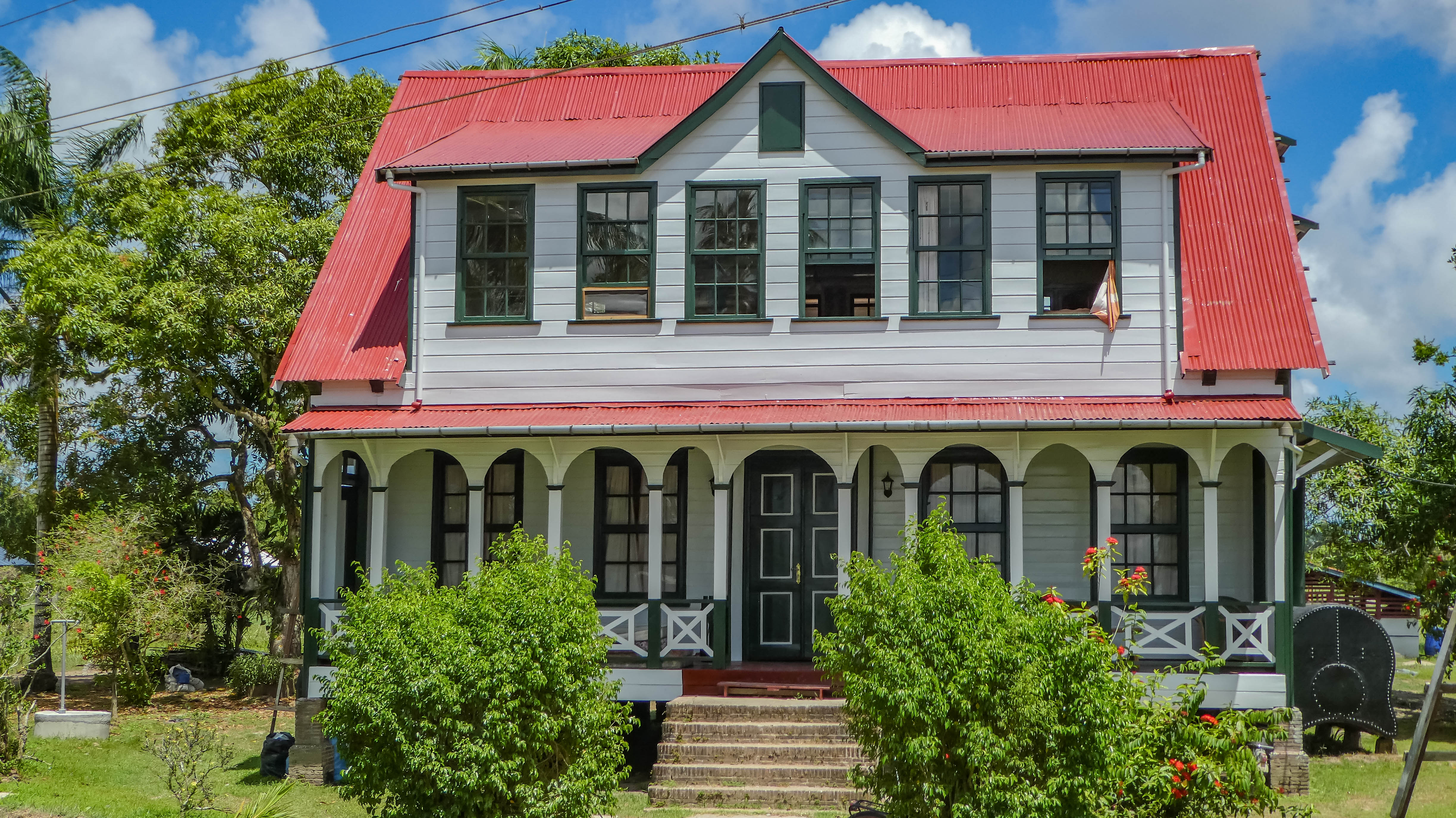
Casa en la Antigua plantación de Cacao en Frederiksdorp

Los conocimientos y las ideas agronómicas suelen faltar en la agricultura de población. Para llegar también a los aldeanos de las zonas más remotas, el Ministerio se ha desplazado repetidamente a los distritos para impartir cursos y formación, como en la remota aldea de Ricanaumofo. El Ministerio también ha puesto en marcha proyectos de apoyo a los sectores, se conceden subvenciones y se prestan equipos.
Además de las organizaciones empresariales, también están activas la Asociación de Exportadores de Productos Agrícolas de Surinam, la Federación de Agricultores de Surinam y la Asociación de Apoyo al Sector Agrícola de Surinam (Agras).
Desde 2015, el 8 de octubre se celebra anualmente el Día de los Agricultores, y se elige anualmente al Agricultor Más Sostenible de Surinam; en 2020, este premio fue entregado a Naga's Pickles en Wanica por el empresario Ashokkoemar Narain.
En 2008, se creó el Fondo de Crédito Agrario con fondos del Tratado, con préstamos para pequeñas y medianas empresas a un bajo tipo de interés. El ministro Lekhram Soerdjan levantó el fondo en diciembre de 2018 y lo transfirió al Banco Nacional de Desarrollo (NOB) A finales de 2020, el gobierno de Santokhi discutió la reactivación del fondo con Estados Unidos y los Países Bajos; ambos países expresaron su interés en apoyar el fondo.

### Turismo
El turismo en Surinam incluye visitas dentro del país y del extranjero y consiste principalmente en ocio y negocios. La industria se ha ido desarrollando desde mediados del siglo XX y Surinam abrió su primer hotel internacional en 1962.

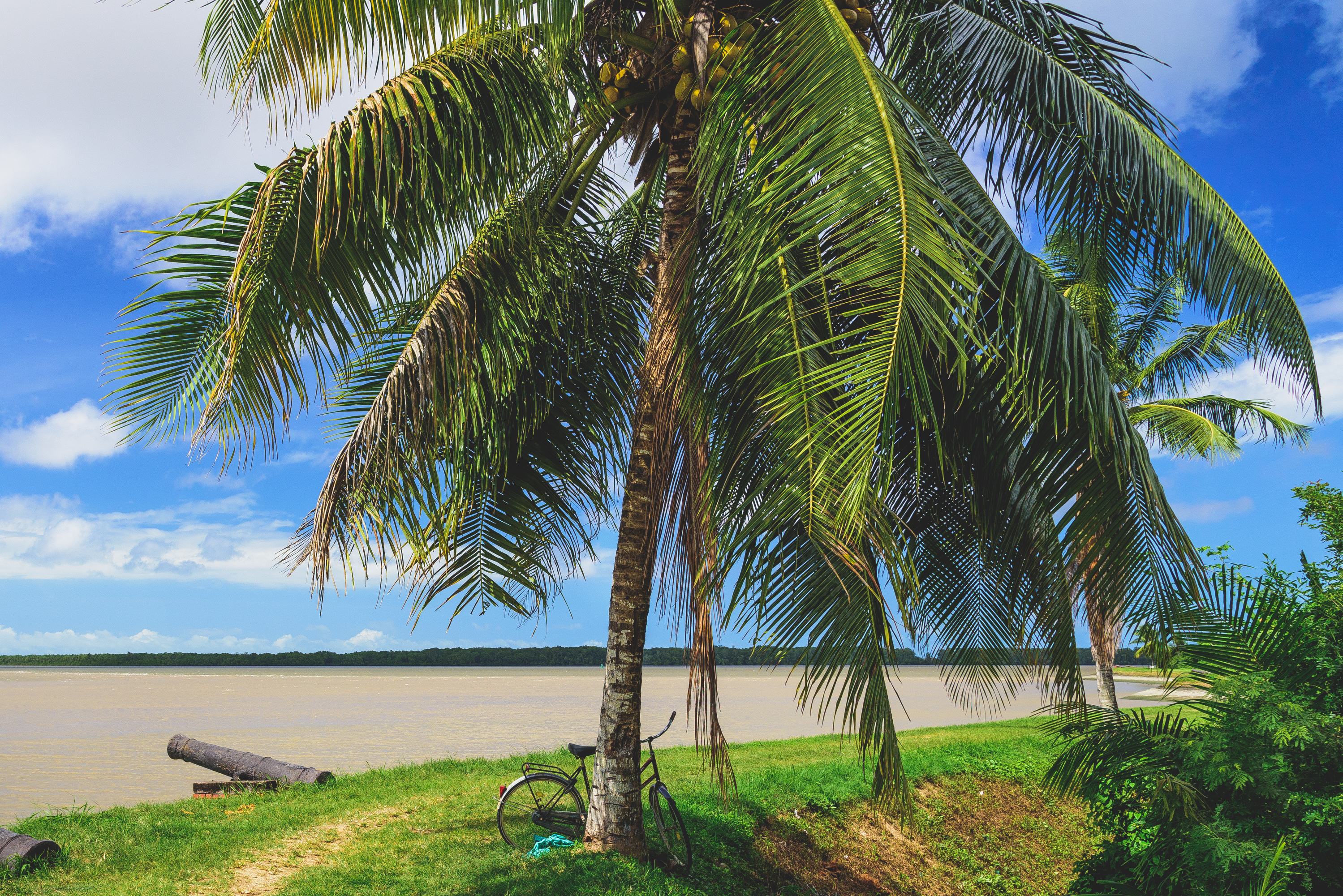
Río Surinam

El turismo tiene una influencia estabilizadora en la economía de Surinam. Proporciona divisas y refuerza el empleo. Hay problemas medioambientales que afectan a la calidad del turismo, debido a los residuos en la naturaleza y al envenenamiento por mercurio de la pequeña minería.
La temporada alta va de mediados de agosto a principios de octubre, y luego vuelve a serlo en Navidad y el cambio de año. Los viajeros de países lejanos llegan al aeropuerto de Zanderij. La red de carreteras es limitada y de calidad variable, y la gente conduce por la izquierda. Por razones de seguridad, no se recomienda viajar solo, en barrios marginales y en zonas remotas. Los viajeros de Europa tienen que solicitar una tarjeta de turista; los antillanos no tienen que hacerlo. Se recomiendan ciertas vacunas y medidas de repelencia a los mosquitos.
Un viaje a Surinam supone el encuentro con una sociedad multiétnica que suele hablar la lengua holandesa. Paramáribo alberga un gran número de atracciones turísticas. El centro histórico de la ciudad está inscrito en la lista del Patrimonio Mundial de la UNESCO desde 2002. La zona de ocio también se encuentra aquí. La capital suele ser el punto de partida y de llegada de las visitas a otras partes del país. A través de la conexión Este-Oeste, se pueden visitar los lugares de la costa; básicamente no se encuentran playas de baño blancas. Los viajes nacionales tienen como objetivo principal la experiencia de la naturaleza y el contacto con la población local. Aquí también se encuentra la Reserva Natural de Surinam Central, la mayor selva tropical protegida del mundo, que también figura en la lista del Patrimonio Mundial.

### Ayuda exterior
Tras la vuelta a un gobierno elegido más o menos democráticamente en 1991, se reanudó la ayuda neerlandesa. Los neerlandeses insistieron en que Surinam emprenda reformas económicas y elabore planes específicos aceptables para los neerlandeses para los proyectos en los que podrían gastarse los fondos de ayuda. Sin embargo, en 2000, los Países Bajos revisaron la estructura de su paquete de ayuda y comunicaron a las autoridades surinamesas su decisión de desembolsar la ayuda por prioridades sectoriales en lugar de proyectos individuales. Aunque el gobierno actual no está a favor de este enfoque, ha identificado sectores y está trabajando en análisis sectoriales para presentarlos a los neerlandeses.
Tras un breve respiro en 1991-1996, cuando las medidas adoptadas en 1993 condujeron a la estabilización económica, un tipo de cambio relativamente estable, baja inflación, políticas fiscales sostenibles y crecimiento, la situación económica de Suriname se deterioró desde 1996 hasta la actualidad. Esto se debió en gran parte a las laxas políticas fiscales del gobierno de Wijdenbosch, que, ante la disminución de la ayuda holandesa al desarrollo, financió su déficit mediante créditos concedidos por el banco central. Como consecuencia, el mercado paralelo de divisas se disparó, de modo que a finales de 1998 la prima del tipo del mercado paralelo sobre el tipo oficial era del 85 %. Como más del 90 % de las transacciones de importación se realizaban al tipo paralelo, la inflación se disparó, y la inflación de 12 meses pasó del 0,5 % a finales de 1996, al 23 % a finales de 1998, y al 113 % a finales de 1999. El gobierno también instituyó un régimen de estrictos controles económicos sobre los precios, el tipo de cambio, las importaciones y las exportaciones, en un esfuerzo por contener los efectos adversos de sus políticas económicas. El impacto acumulativo de una inflación galopante, un tipo de cambio inestable y la caída de los ingresos reales desembocó en una crisis política.
La ayuda neerlandesa cesó en gran medida tras la elección de Dési Bouterse como presidente. La ayuda de China ha aumentado.

## Transporte

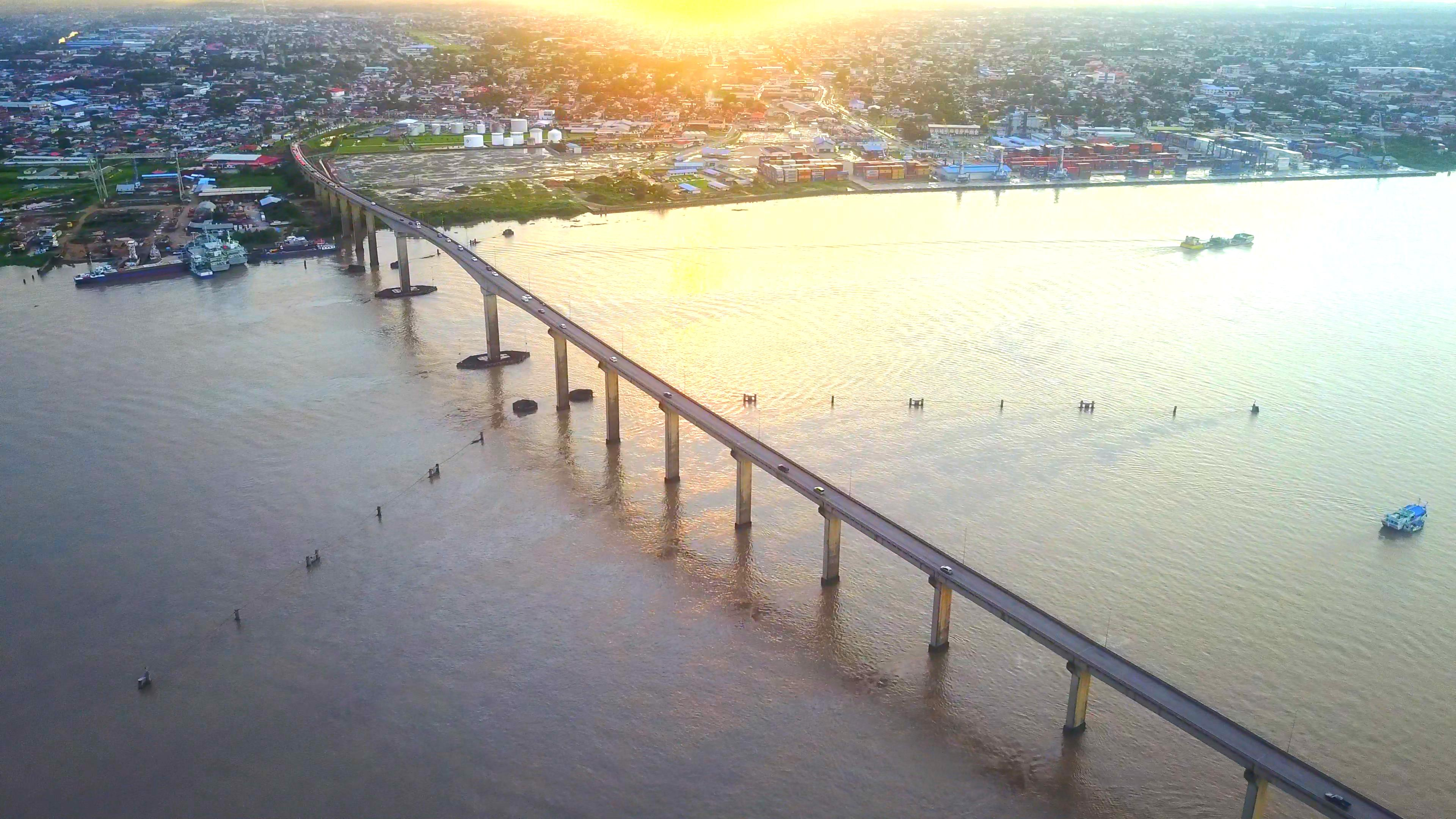
Puente Jules Wijdenbosch

Surinam y su vecina Guyana son los dos únicos países continentales de América en donde se conduce por la izquierda. En Guyana esta práctica es heredada de la época de la colonia; en el caso de Surinam, a pesar de que fue colonizada por los Países Bajos, donde siempre se ha conducido por la derecha, también se implementó esa práctica por la influencia británica.
Surinam posee además una red de carreteras y ferrocarriles, y es importante el uso de vías marítimas.

### Transporte Aéreo
Surinam Airlines (SLM), también llamada Surinam Airways, es la aerolínea nacional de Surinam. Además, hay cuatro compañías aéreas nacionales/regionales: Blue Wing Airlines, Fly All Ways, Gum Air y Caricom Airways. El aeropuerto nacional es el Aeropuerto Internacional Johan Adolf Pengel de Zanderij, a 40 km al sur de Paramaribo, con conexiones internacionales a Ámsterdam, Miami (Estados Unidos), Belém (Brasil) y la región del Caribe. Alrededor de medio millón de viajeros utilizan el aeropuerto cada año. Además de este aeropuerto, hay otros cuatro aeropuertos con pistas de aterrizaje pavimentadas y 44 aeropuertos con pistas de aterrizaje sin pavimentar. El aeropuerto de Zorg en Hoop, en Paramáribo, es el más utilizado del país, sobre todo para el transporte aéreo nacional.

### Carreteras
En Surinam se conduce por la izquierda, junto con la vecina Guyana es el único país de América continental, al igual que en el Reino Unido y Japón, entre otros con esta práctica. Muchos coches se importan de Japón, sobre todo de segunda mano. Los camiones suelen ser de segunda mano procedentes de los Países Bajos y, por tanto, tienen el volante en el lado izquierdo. Los autobuses son pequeños. Importantes arterias de tráfico son la conexión Este-Oeste y la J.F. Kennedyweg (también llamada autopista).

### Puertos
El medio de transporte más importante en Surinam es el transporte por agua. En total hay 1200 km de vías navegables. Hay puertos en Albina, Moengo, Nieuw-Nickerie, Paramaribo, Paranam y Wageningen. Hay embarcaderos a lo largo de los ríos en cada asentamiento. N.V. Havenbeheer Suriname gestiona el mayor puerto general de Surinam en Paramáribo, así como el de Nieuw-Nickerie.

### Aerolíneas
Aerolíneas desde Surinam
- Blue Wing Airlines
- Gumair
- Surinam Airways
- Fly All Ways

Aerolíneas que operan hacia Surinam

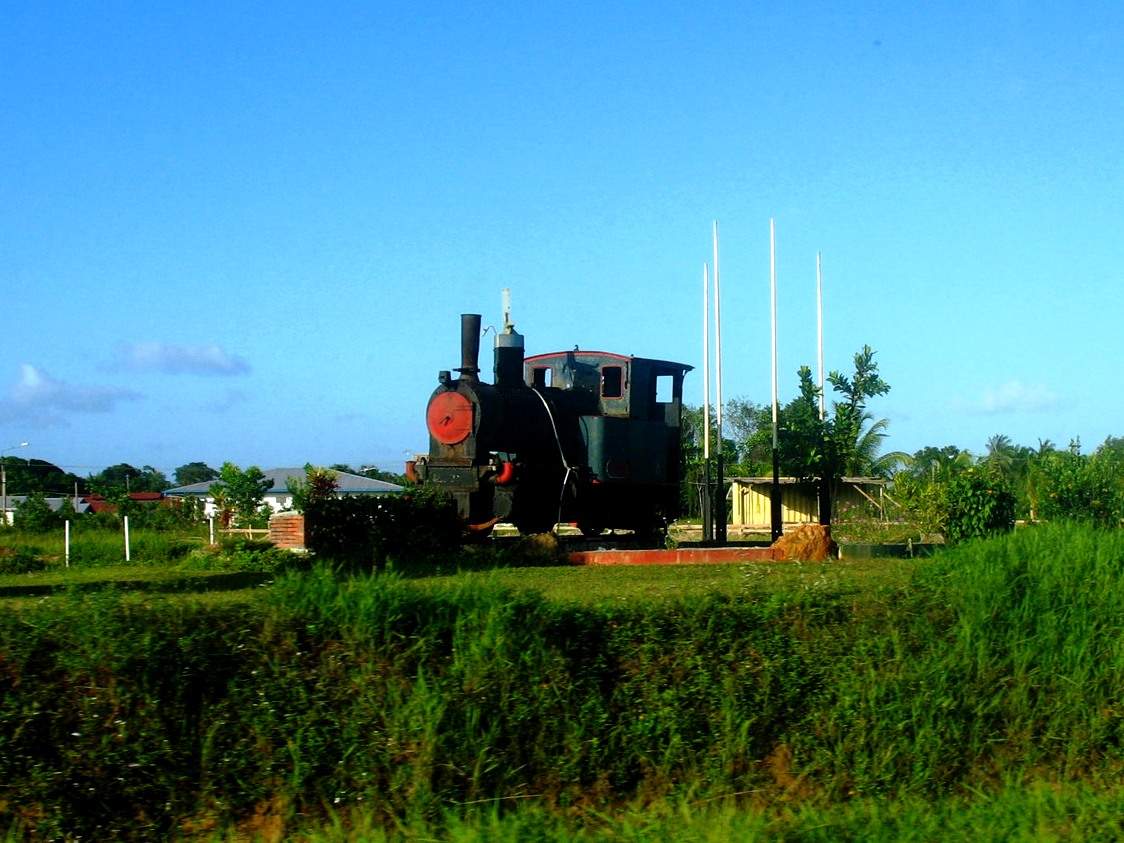
Antiguo ferrocarril en Surinam

- Caribbean Airlines, de Trinidad y Tobago.
- GOL Líneas Aéreas de Brasil.
- KLM de los Países Bajos.
- TUI Netherlands de los Países Bajos.
- Trans Guyana Airways de Guyana.
- Copa Airlines de Panamá.

### Ferrocarriles
El país posee los restos del antiguo ferrocarril Lawa (de ancho de vía único) de Onverwacht a Brownsberg (originalmente proyectado de Paramaribo a Benzdorp en el Lawa, pero solo se completó hasta Dam), que no se utiliza desde la década de 1980, además del ferrocarril de ancho estándar de Apoera a las montañas Bakhuis (72 kilómetros "de la nada a la nada"), construido entre 1976 y 1980 como parte del Plan de Surinam Occidental. Nunca se puso oficialmente en servicio. Casi todo el material rodante está oxidado o fue revendido.
En noviembre de 2014, el gobierno de Surinam anunció planes detallados para la construcción de una nueva línea ferroviaria. La línea de 29 kilómetros irá de Paramáribo a Onverwacht. Según los planes, la línea de dos vías funcionará con alta frecuencia. Esto debería hacer más segura la sobrecargada red de carreteras. La empresa holandesa Strukton es una de las candidatas a la construcción. Se trata de un proyecto de 530 millones de dólares surinameses.

## Comunicaciones

### Internet
Surinam está conectado con el resto del mundo a través de dos cables submarinos de Internet. En Paramaribo desembarcará el cable Deep Blue que actualmente está en construcción, que conectará Internet de Surinam con Guyana, Trinidad, Curazao, Aruba y Florida, entre otros. En Totness desembarcará el cable marítimo del Sistema de Cable Submarino Surinam-Guyana (SG-SCS), un cable más local que conectará Internet de Surinam con Guyana y Trinidad.
El código de país de Internet es: sr.

## Demografía

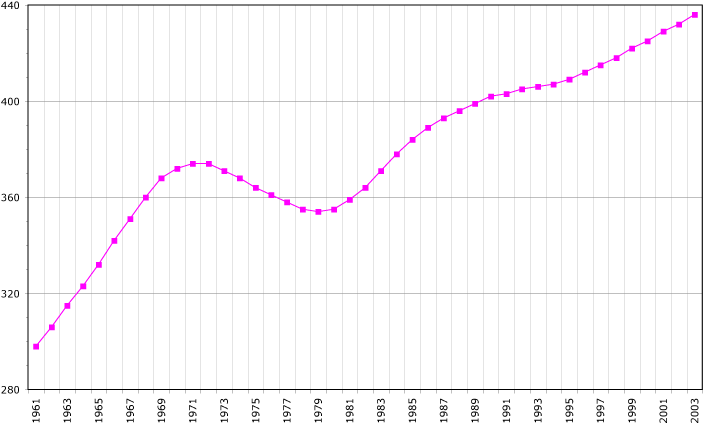
Evolución de la población entre 1961 y 2003.

Según el censo de 2012, Surinam tiene una población de 	541 638 habitantes, de los cuales cerca de la mitad se concentran en la capital Paramáribo, que cuenta con 242 946 personas. La densidad de población a nivel nacional es baja, de 3 hab/km², elevándose sin embargo en la capital, a los 1334 hab/km².
La población de Surinam está conformada de muchos grupos. De ellos, el más grande es el hindustaní (indostaní), formado por inmigrantes llegados el siglo XIX de la India, y que constituye cerca del 27 % de la población. El «cimarrón» (descendientes de esclavos africanos) representa el 21 %, mientras que el mulato, mezcla de blancos y negros, y el javanés (descendientes de trabajadores contratados provenientes de las antiguas Indias Orientales Neerlandesas) significan el 16 y 14 % respectivamente. El resto está formado por mestizos, amerindios, chinos y blancos.
Debido al gran número de grupos étnicos en el país, no hay una religión mayoritaria ni predominante. Según los más recientes datos, un 48,4 % de su población pertenece a la religión cristiana, dentro de ellos los católicos, también existen otros grupos protestantes como los moravos, evangélicos, metodista, luteranos entre otros. También hay un 22,3 % de hinduistas, 13,9 % de musulmanes; finalmente, el restante 15,4 % está comprendido por personas que profesan religiones indígenas, y los que declaran que no pertenecen a ninguna religión.
La gran mayoría de la población reside en Paramaribo y sus alrededores o en la zona costera. Hay una significativa población surinamesa (aproximadamente 350 000) residiendo en los Países Bajos.

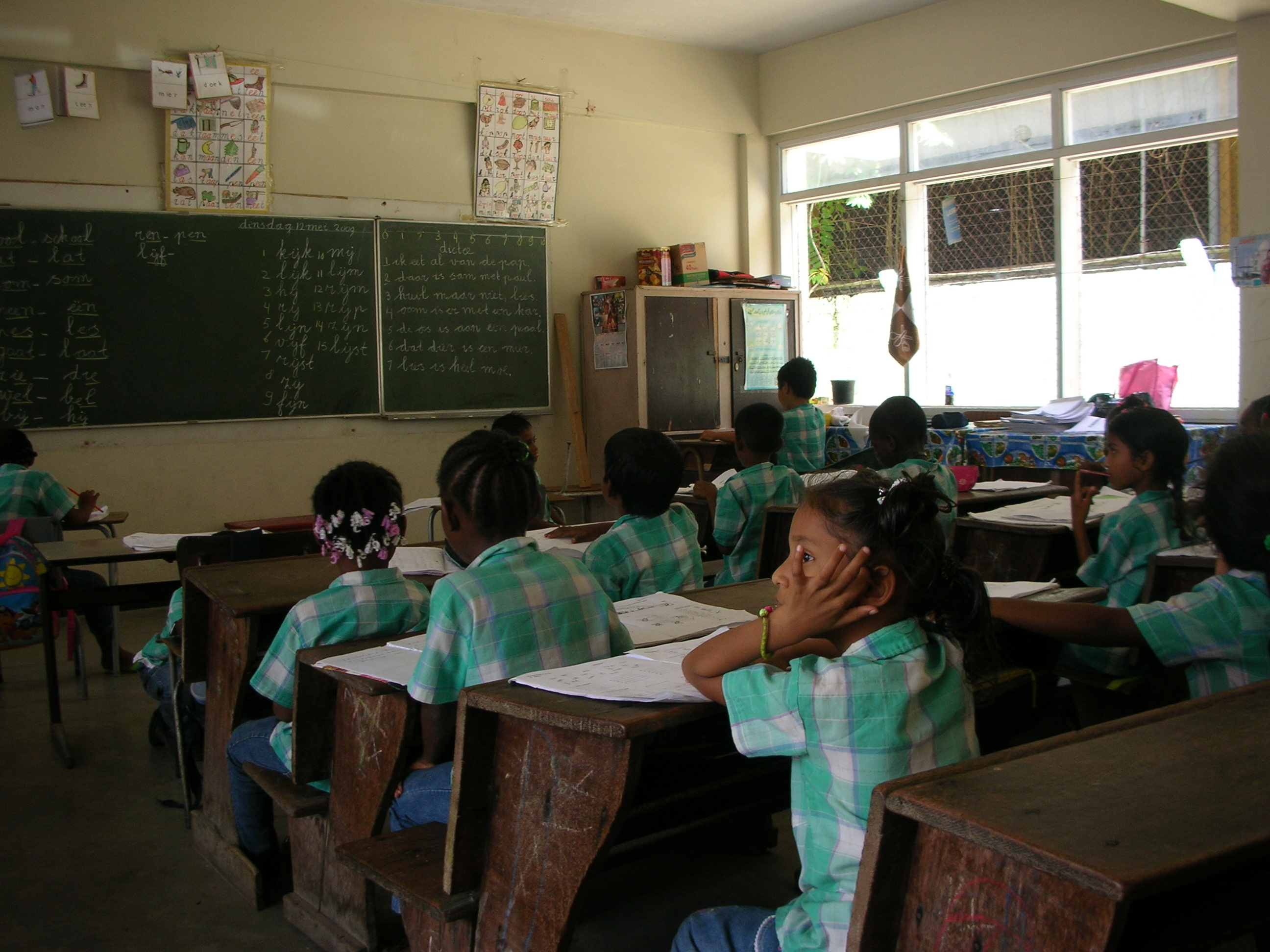
Niños de Surinam con uniforme escolar

### Educación
En 1876 se introdujo la educación obligatoria en Surinam y no ha cambiado desde entonces. Al principio, los maestros no podían llegar a fin de mes con lo que ganaban, así que a menudo tenían trabajos secundarios: cirujano, zapatero, pintor. Sin embargo, a muchos incompetentes se les permitió abrir escuelas. En la primera época, ni en los Países Bajos ni en Surinam había formación oficial para los profesores.
Dado que la República no era un estado unificado, la educación estaba sujeta a regulaciones regionales. Mucho estaba regulado y determinado por la iglesia. Pero la educación, tanto en los Países Bajos como en la colonia, era deficiente. A finales del siglo XVIII, la educación no se consideraba todavía, en general, una necesidad para la prosperidad y el bienestar. Muchos niños no iban a la escuela. En los siglos XVII y XVIII, la educación de los niños en la escuela tenía una finalidad religiosa y la enseñanza era principalmente religiosa.
En los Países Bajos, incluido Surinam, había que pagar tasas escolares cuando el gobierno colonial empezó a supervisar la educación. En 1827, la Maatschappij van Weldadigheid fue fundada por los colonos Copijn y Vlier. La Sociedad estaba muy preocupada por la mala situación socioeconómica de las clases más bajas de Surinam. La fundación apoyaba a los niños indigentes y garantizaba que los niños de familias pequeñas y adineradas pudieran seguir disfrutando de la educación. Incluso después de que estos niños dejaran la escuela, la Surinaamsche Maatschappij van Weldadigheid se aseguró de que aprendieran un oficio u otra profesión. Esta sociedad pagó por esta educación. El número de alumnos aumentó cada vez más.
Ya en el siglo XVIII, los padres adinerados enviaban a sus hijos a los Países Bajos y así seguiría siendo siempre. Johannes Vrolijk fue el primer profesor de color. A su regreso de estudiar en los Países Bajos, abrió su propia escuela y ésta cambió y mejoró la educación en Surinam a principios del siglo XIX.
Las leyes de 1817 y 1834 supusieron una gran mejora de la educación en Surinam. En 1834 se elaboraron reglamentos claros para la educación de Surinam, que debían cumplir los profesores, cómo se llevaba a cabo la supervisión, cómo debían realizarse los exámenes y cosas por el estilo. También había un sistema de calificación para los profesores. En una escuela, al menos un profesor o asistente de profesor tenía que tener el rango más bajo (el cuarto rango). El sistema de calificación tenía cuatro grados.

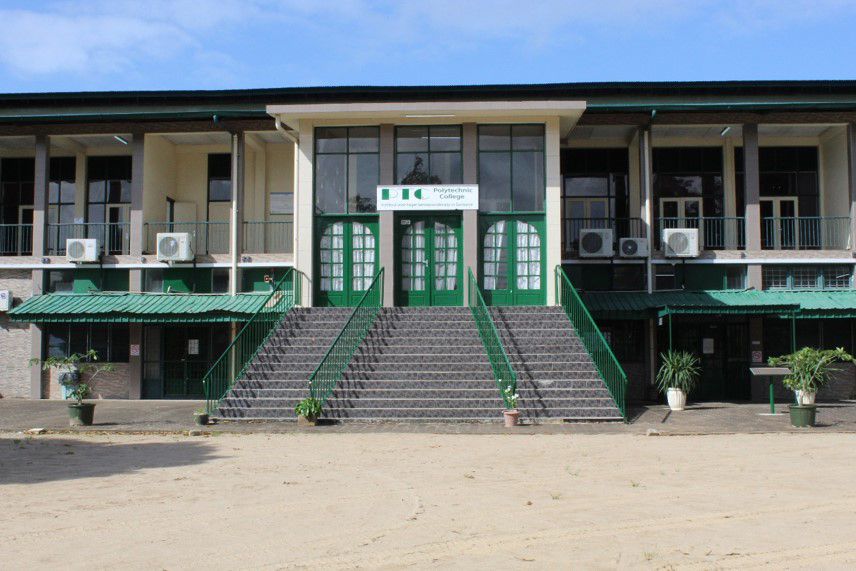
Colegio Politécnico de Surinam

En la actualidad la educación es obligatoria para los niños de entre 7 y 12 años, y el 93 % de la población total sabe leer y escribir. La educación en Surinam se divide en primaria, secundaria y terciaria:
La educación primaria es la educación primaria ordinaria (G.L.O.), o las escuelas primarias. Esta educación consiste en escuelas públicas (O.S.) y colegios públicos. Las escuelas públicas dependen de la gestión y la autoridad del gobierno.
El VOJ y el VOS pertenecen a la educación secundaria: es decir, la educación secundaria para Juniors y la educación secundaria para Seniors.
La educación terciaria es la educación superior, que incluye: todos los cursos de nivel postsecundario para cuya admisión se requiere al menos un diploma de nivel VOS o su equivalente. El ADEKUS, el IOL, el LOBO, el PTC y el AHKCO son instituciones que dependen del MINOV.
Surinam posee una universidad denominada Universidad Anton de Kom, fundada en 1966 y situada en la capital, Paramáribo.

### Emigración

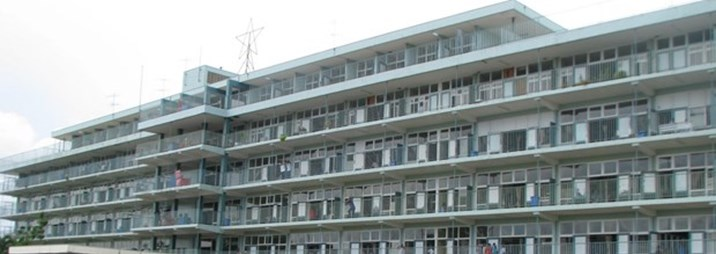
Hospital Universitario de Paramaribo

La elección de convertirse en ciudadano surinamés o neerlandés en los años previos a la independencia de Surinam en 1975 provocó una migración masiva a los Países Bajos. Esta migración continuó en el periodo inmediatamente posterior a la independencia y durante el gobierno militar en la década de 1980, y por razones principalmente económicas se extendió a lo largo de la década de 1990. La comunidad surinamesa en los Países Bajos ascendía a 350 300 personas en 2013 (incluidos los hijos y nietos de migrantes surinameses nacidos en los Países Bajos); esta cifra se compara con los aproximadamente 566 000 surinameses en el propio país.
Según la Organización Internacional para las Migraciones, unas 272 600 personas de Surinam vivían en otros países a finales de la década de 2010, en particular en los Países Bajos (unas 192 000), Francia (unas 25 000, la mayoría de ellas en la Guayana Francesa), Estados Unidos (unas 15 000), Guyana (unas 5000), Aruba (unas 1500) y Canadá (unas 1000).

### Salud
La tasa de fertilidad era de 2,6 nacimientos por mujer para 2004. La deuda pública era del 3,6 % del PIB en 2004, mientras que la deuda privada era del 4,2 %. Hay 45 médicos por cada 100 000 habitantes a comienzos de la década de 2000. La mortalidad infantil era de 30 por cada 1000 nacimientos. La esperanza de vida de los hombres al nacimiento era de 66,4 años, mientras que la esperanza de vida de las mujeres era de 73 años al nacimiento.
En Paramáribo hay cinco grandes hospitales: el Hospital Universitario de Paramaribo (Academisch Ziekenhuis Paramaribo), el Hospital RK Sint Vincentius, el Hospital Lands, el Hospital Wanica y el Hospital Diakonessenziekenhuis. También hay un hospital en Nueva Nickerie con unas 100 camas (el Hospital regional de Nickerie Lachmipersad Mungra). Los problemas de la atención sanitaria se deben en gran medida a la falta de financiación gubernamental, la emigración de médicos y personal de enfermería (fuga de cerebros) y las escasas posibilidades de transporte e infraestructuras. En el interior, la atención se presta en los llamados puestos de misión.
El Centro Psiquiátrico de Surinam ofrece atención de salud mental. 

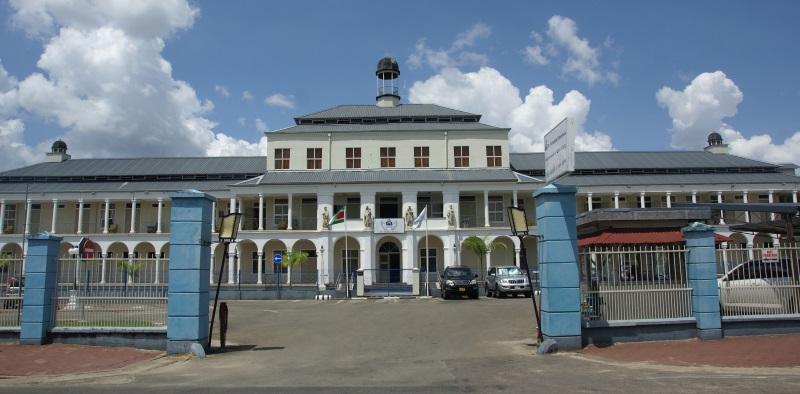
Hospital de San Vicente, Patrimonio de la Humanidad

El Hospital Sint Vincentius, también conocido como RKZ, es un hospital que data de 1916, situado en la calle Koninginnestraat 4 de Paramáribo (Surinam). Este edificio forma parte del casco histórico de Paramaribo, inscrito en la lista del Patrimonio Mundial por la UNESCO desde 2002.
El 29 de septiembre de 1894, las primeras Hermanas de la Caridad de Nuestra Señora, Madre de la Misericordia, también conocidas como las Hermanas de la Caridad, llegaron a Surinam con el propósito de atender a los enfermos de lepra. Koch, jefe del Hospital Militar, dejaron el Hospital Militar en 1910. La población quería que se quedaran y firmó una petición en ese sentido, lo que llevó a que el 9 de enero de 1911 se estableciera el primer hospital privado de Surinam, donde las hermanas atendían a los enfermos en dos casas en la entonces Gravenstraat nr 72.

El hospital fue consagrado solemnemente por el obispo Van Roosmalen el 19 de julio de 1916 (fiesta de San Vicente), tras lo cual se inauguró el hospital cuando aún no había electricidad ni agua corriente. No obstante, era un edificio moderno e higiénico. El primer director médico fue Johan Frederik Nassy (1866-1947), que lo mantuvo hasta 1938. En 1956, el hospital se amplió con un ambulatorio.

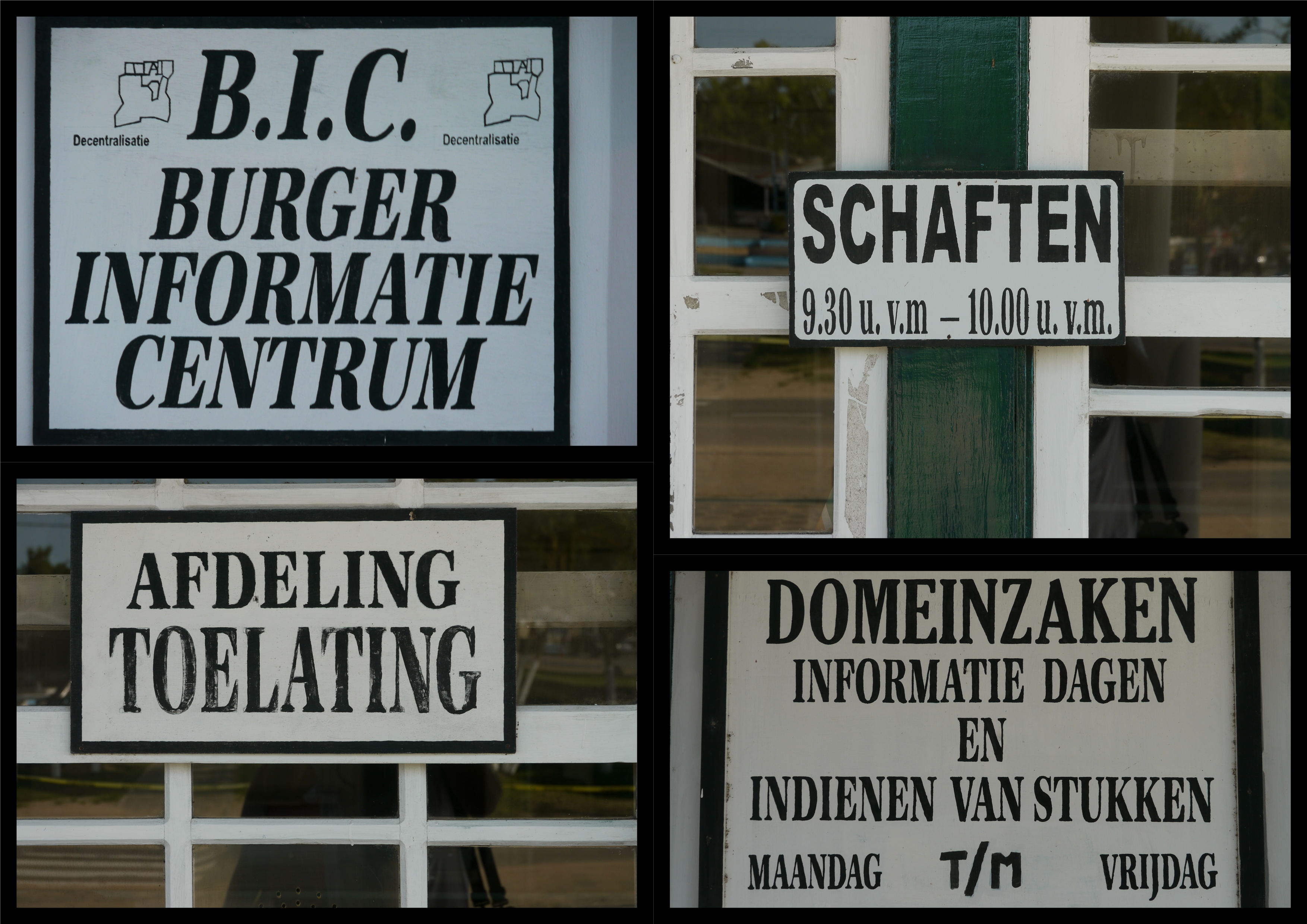
Collage de carteles publicados en neerlandés en diversos sitios de Surinam

En 1956, el Hospital de San Vicente se amplió para incluir una clínica ambulatoria, que se financió con fondos del Welbaartsfonds.

### Idiomas
El neerlandés es la lengua oficial de Surinam, que se adhirió en 2004 a la Unión de la Lengua Neerlandesa, y es asimismo la más difundida, siendo la primera lengua del 46,6 % de la población. El idioma sranan tongo, que es una amalgama desarrollada por los antiguos esclavos, mezclando neerlandés e inglés en una gramática de base lingüística africana, tiene por su parte una gran difusión como segunda lengua (37 % de la población). Además se usan también el inglés y el español, especialmente en ambientes internacionales y de turismo, así como en las zonas fronterizas con Guyana. De hecho, las relaciones más estrechas de Surinam son con los países anglohablantes de la región, habiéndose adherido al Caricom en 1995.
En el costado oriental del país, por la zona fronteriza con Guayana Francesa el francés tiene a su vez cierta extensión. Por razones comerciales, también hay presencia de lusófonos, debido también a su frontera con Brasil, y los descendientes de los emigrantes chinos, indios y japoneses, han conservado por su parte las lenguas de sus ancestros. Los caribes y arahuacos, nativos del lugar, hablan sus propios idiomas.

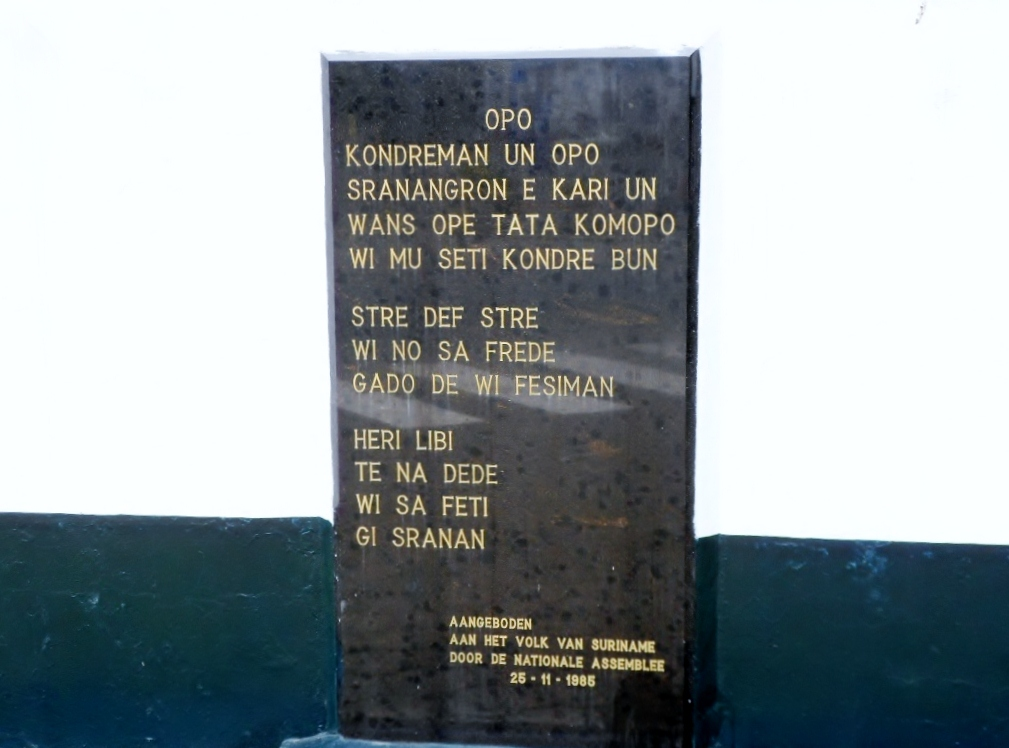
El Surinamés o sranan tongo es una de las lenguas más habladas de Surinam

Surinam es el único país de América del Sur donde el neerlandés es el idioma oficial (excluyendo a Aruba, Curazao y Bonaire, frente a la Costa de Venezuela).
En los últimos años, algunos ciudadanos han propuesto sin éxito cambiar el idioma neerlandés por el inglés como idioma oficial, con el fin de mejorar los vínculos con el Caribe y América del Norte, o por el español, como una referencia a la ubicación de Surinam en América del Sur, aunque dicho país no limita con ninguna nación de habla hispana.

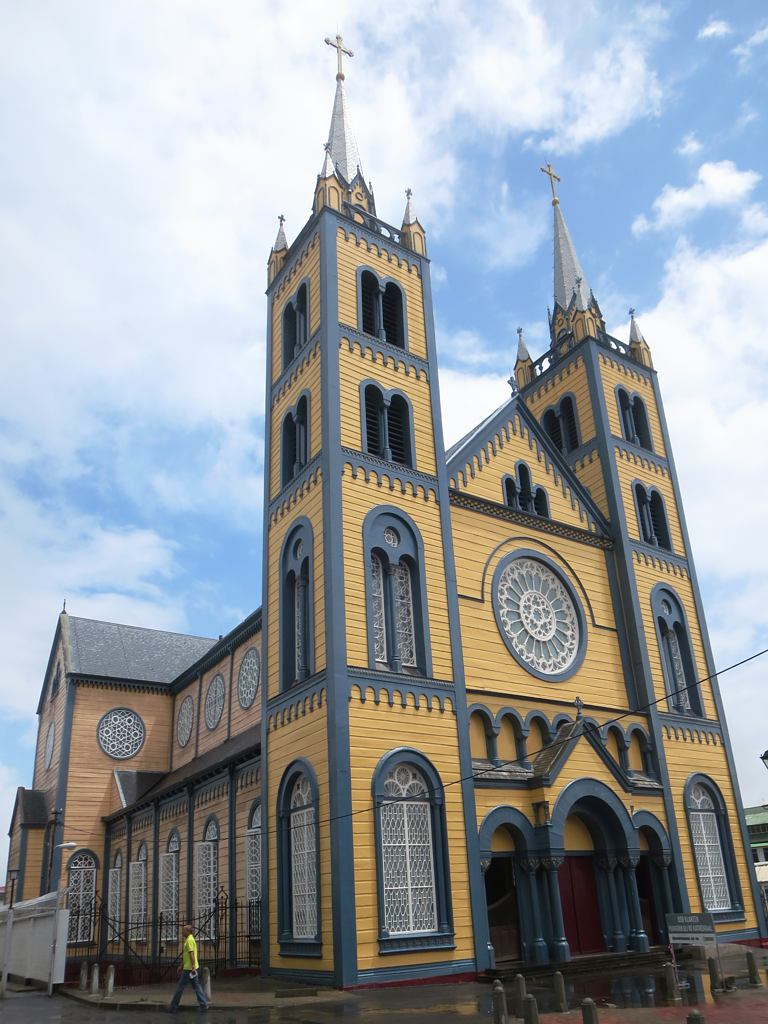
Catedral católica de San Pedro y San Pablo (Sint-Petrus-en-Pauluskathedraal) en Paramáribo.

### Religión
Surinam alberga una gran diversidad de credos y de grupos étnicos. Su constitución establece la libertad de culto. La mayoría de su población es cristiana.
Según datos del censo de 2020 (el más reciente realizado en el país), el 52,3 % de los surinameses eran cristianos; el 26,7 % eran de diversas confesiones protestantes (11,18 % pentecostales, 11,16 % moravos, 0,7 % reformados (incluidos los remonstrantes) y 4,4 % de otras denominaciones protestantes), mientras que el 21,6 % eran de la Iglesia Católica. Los hindúes son el segundo grupo religioso más numeroso en Surinam, con casi una quinta parte de la población (18,8 % en 2020), la tercera mayor proporción de todos los países del hemisferio occidental, después de Guyana y Trinidad y Tobago, ambos también con grandes proporciones de indios. Asimismo, casi todos los practicantes del hinduismo se encuentran entre la población indo-surinamesa.
Los musulmanes constituyen el 14,3 % de la población, la mayor proporción de musulmanes de América; son en su mayoría de ascendencia javanesa o india. Las religiones populares son practicadas por el 5,6 % de la población e incluyen el winti, una religión afroamericana practicada principalmente por los de ascendencia cimarrona; el javanismo (0,8 %)[93], una fe sincrética que se encuentra entre algunos surinameses javaneses; y varias tradiciones populares indígenas que a menudo se incorporan a una de las religiones más grandes (generalmente el cristianismo). En el censo de 2020, el 6,2 % de la población declaró "no tener religión", mientras que otro 1,9 % se adhiere a "otras religiones".

#### Cristianismo

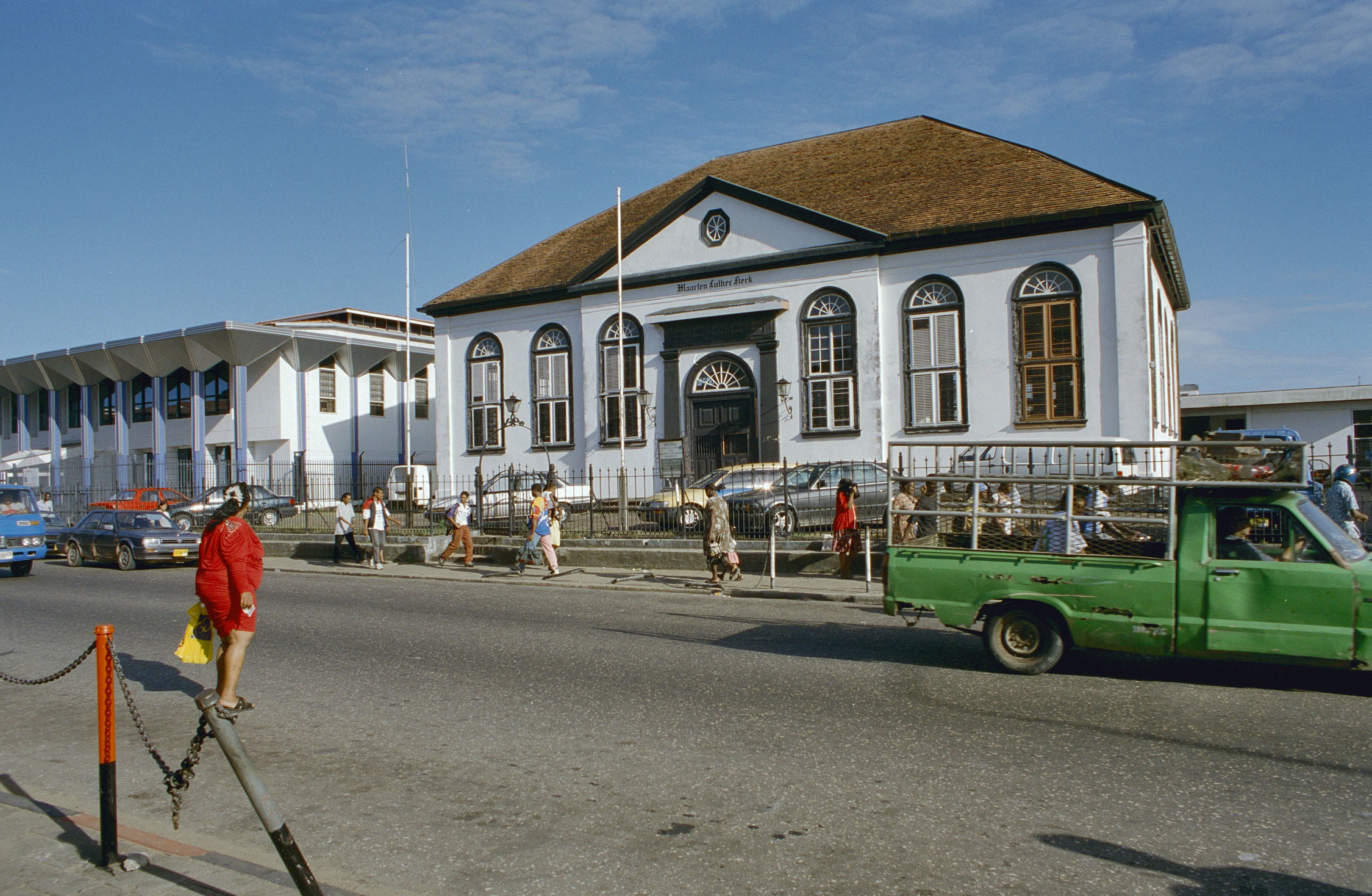
Maarten Lutherkerk una iglesia protestante en Paramáribo.

El cristianismo viene con la llegada de la ICAR  "iglesia reformada neerlandesa" de confesión calvinista y luego pasaría al mando de la Iglesia anglicana.

#### Protestantismo
Las últimas estimaciones estadísticas de Pew Research Center señalan que las diversas ramas del protestantismo retomaron importancia después varios años con el 25,4 %. La tradición reformada está bien enmarcada en la historia del país.
Catolicismo
El censo de 2020 indica que en Surinam viven 117.261 católicos, lo que convierte a la Iglesia católica en la mayor confesión religiosa del país (21,6 % de la población) El catolicismo es más común entre los indígenas (56 %), los mestizos (43 %), los criollos (41 %), los boeros (35 %), los cimarrones (23 %) y los chinos (14 %). Entre los surinameses de Java (5 %) y los hindúes (2 %), hay relativamente pocos católicos.

#### Hinduismo

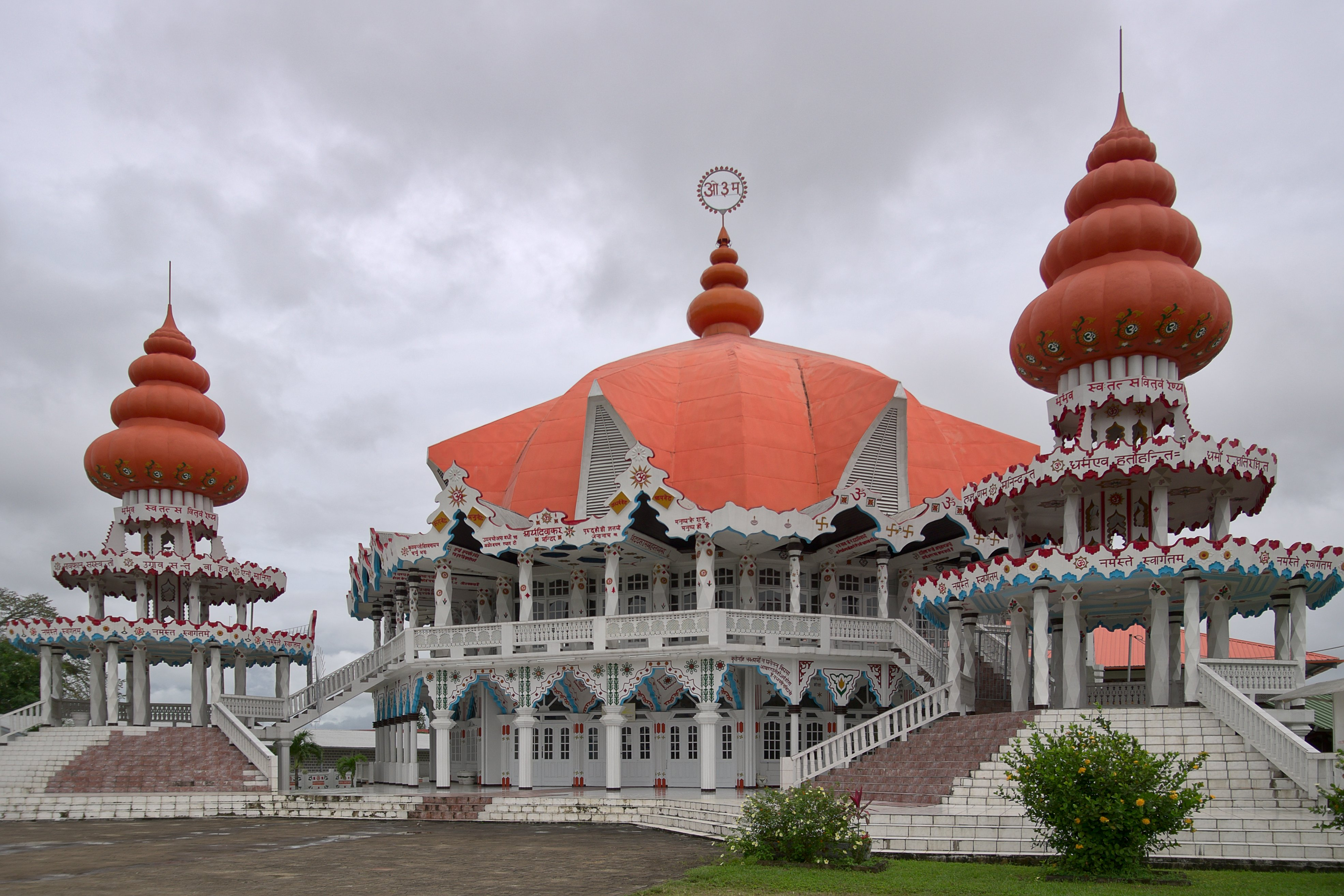
Templo Hindú en Paramaribo (Arya Dewaker tempel)

El hinduismo, originario del subcontinente indio, fue introducido en Surinam a finales del siglo XIX por trabajadores contratados de las entonces Indias Orientales británicas. La religión en sus diversos grupos o corrientes suma el 22,3 % de los creyentes. Según el censo de 2012 está presente principalmente en dos corrientes: Sanatana Dharma (80,7 %) y Arya Samaj (13,8 %). En 1971, la fiesta hindú Holi-Phagwa pasó a ser un día festivo.
La organización más importante del Arya Samaj surinamés es la asociación Arya Dewaker ("Sol Ario"), que gestiona el gran templo hindú de Paramáribo. El santuario atrae a visitantes de diversas confesiones y a personas no hindúes.

#### Islam
El Islam llegó a Surinam tras la abolición de la esclavitud con la llegada de trabajadores contratados del sur de Asia, a partir de 1873. Las formas del islam en Surinam están fuertemente influenciadas por la cultura de las regiones de origen: India e Indonesia (Java).
De los países de Sudamérica, Surinam es el que tiene el mayor porcentaje de musulmanes. En el censo de 2012, este porcentaje era del 13,9 %.
La mayoría de los musulmanes de Surinam no se sienten afiliados a ninguna confesión en particular: 53%. Cuando se les pregunta, el 28 % se autodenomina musulmán suní y el 19 % sigue a los ahmadiyya.
Entre los surinameses de Java, el islam es la religión más importante, mientras que entre los surinameses indios (''hindúes'') es la segunda.

## Cultura

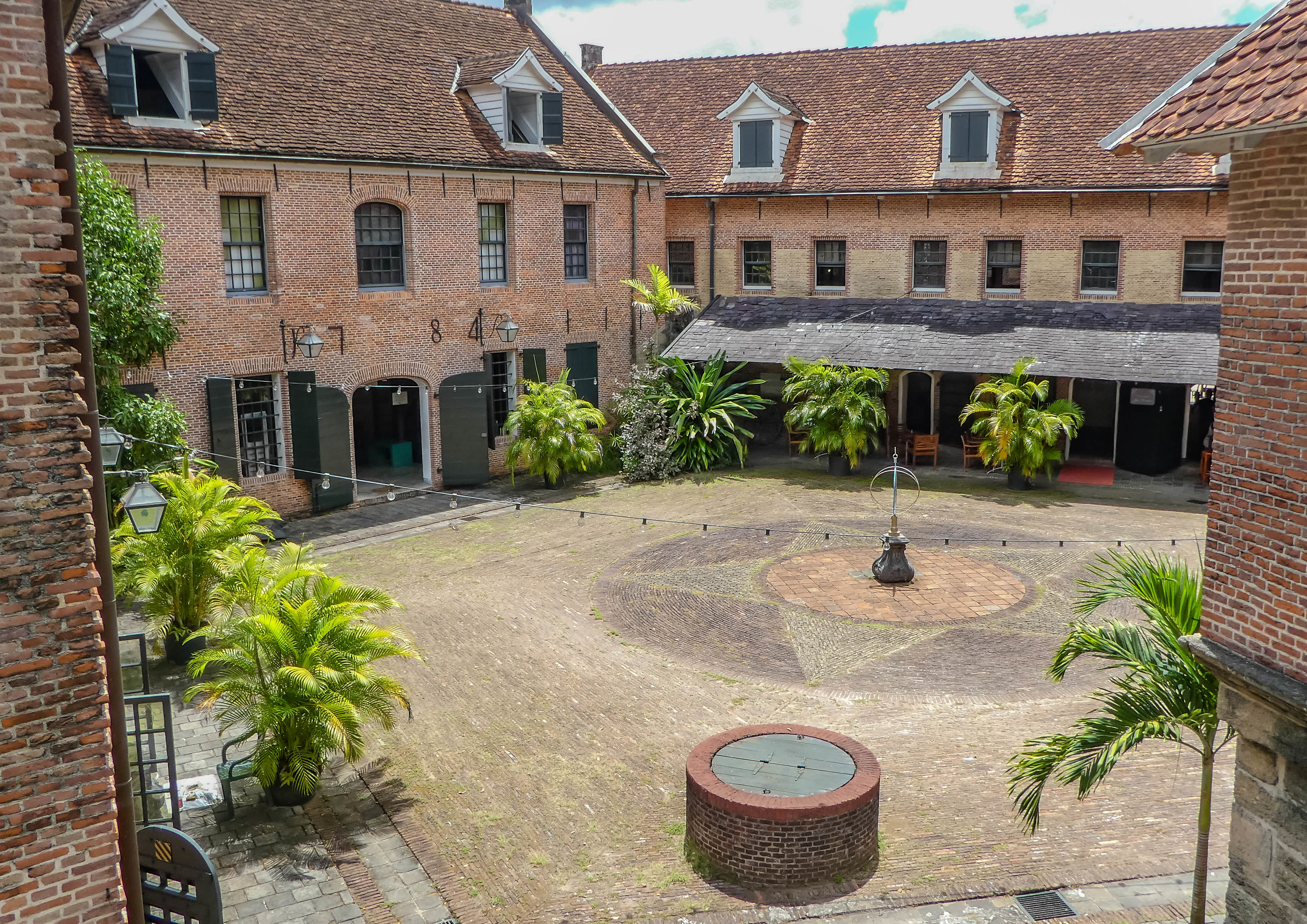
Fuerte Zelandia (Fort Zeelandia) fue establecido en 1653

Debido a la mezcla de grupos de población, la cultura de Surinam es muy diversa. La cultura predominante es una mezcla de elementos neerlandeses, indonesios e indígenas.

### Patrimonio
Surinam cuenta con dos monumentos inscritos en la lista del Patrimonio Mundial de la UNESCO. La Reserva Natural de Surinam Central se añadió como patrimonio natural en el año 2000. Es la mayor reserva natural de Surinam y uno de los mayores bosques tropicales protegidos del mundo. Desde 2002, el centro histórico de Paramaribo, con sus numerosos edificios monumentales de madera, también está catalogado como patrimonio cultural. Además, desde 1999, Jodensavanne figura en la lista provisional de la UNESCO de sitios del Patrimonio Mundial.
Otros lugares de interés son el museo del Fuerte Zeelandia, que forma parte del casco histórico de Paramaribo. Algunas de las antaño numerosas plantaciones de Surinam han sido restauradas y pueden visitarse, como Laarwijk y Frederiksdorp. La arquitectura moderna, incluidos muchos de los edificios públicos de Paramaribo, fue realizada en particular por el arquitecto Peter Nagel, que estuvo activo en Surinam en las décadas posteriores a la Segunda Guerra Mundial. La mayoría de las demás instalaciones y atracciones culturales se concentran en la capital, incluido el zoológico de Paramaribo.

### Literatura
La mayoría de los textos de la literatura de Surinam están escritos en neerlandés o sranan(tongo), aunque desde 1977 también ha habido un importante aumento de la literatura en sarnami. Los textos escritos en las demás lenguas son más escasos, pero en casi todas ellas sigue existiendo una viva tradición oral.

### Cine

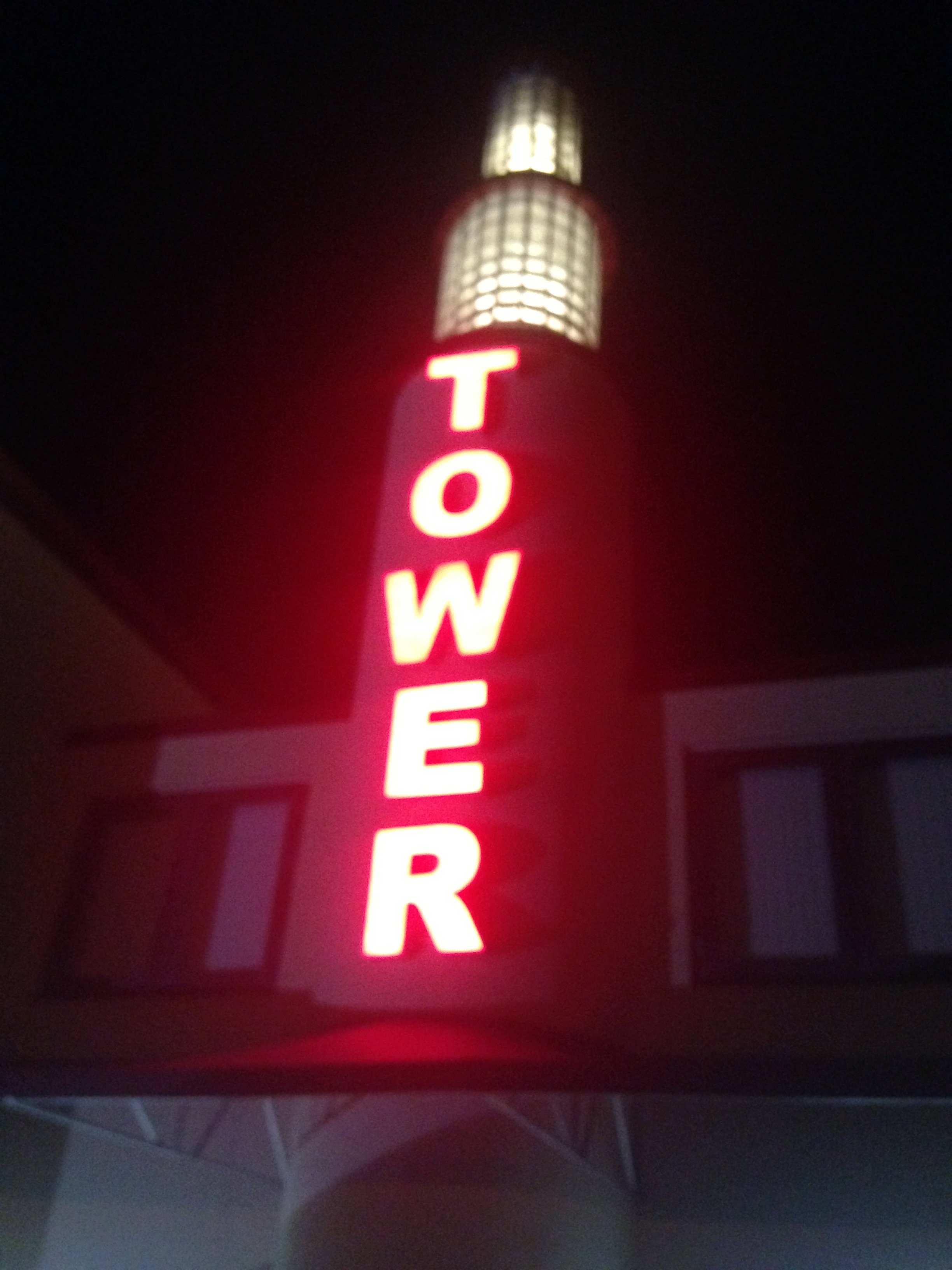
Antiguo cine de la Torre Bioscoop, Paramaribo

Debido a la competencia de la televisión, las cintas de vídeo y el DVD, no hubo salas de cine regulares hasta junio de 2010. En su momento, hubo varias: Bellevue, Luxor, Tower, Star, Metro, Empire, The Paarl, Jasodra y otros. El Paarl fue reconvertido y en 2019 se convirtió en un centro de ocio con dos salas de cine. Allí se proyectan películas durante toda la semana. También hay un cine de sexo y algunas salas de cine donde se celebra un festival de cine varias veces al año.
Uno de los grandes organizadores, The Back Lot, organiza festivales de cine en Surinam todos los años desde 2002: en diciembre se celebra el Festival Internacional de Documentales (IDFA Flies T(r)opics) y en abril el Festival Internacional de Largometrajes (IFFR Flies Paramaribo). En 2007, ésta se celebró del 19 al 29 de abril en varios teatros, como el Thalia, el Stadszending y el CCS. Se proyectaron largometrajes de todo el mundo. El público fue de varias edades. Esto se tomó en cuenta en la selección de las películas.
En marzo de 2008 se inauguró el cine De Paarl Movies, y en junio de 2010 el multicine TBL Cinemas. Esta última cuenta con cinco modernas salas de cine.

### Medios de comunicación
- Emisoras de radio: 34 emisoras de FM, 4 de AM y 3 de onda corta
- Algunas emisoras de radio: Radio SRS; Radio Boskopu; Radio 10 Magic FM; Radio ABC; Radio Apintie; Sky Radio Suriname; Radio Rapar; RP; Noer FM; SCCN Radio; Radio Zon; Radio FM Gold; SrananRadio, Radio Radika, Radio Trishul, Radio Ramasha
- Programas de radio: ABC News, In de Branding, Bakana Tori Original (BTO); Circuitos informados; 90 segundos; En mi opinión; The Sunday Talkshow; Hacia un Surinam mejor; Tiempo de amantes; Bungu-Bungu-Carrousel
- Cadenas de televisión: 23, más 7 repetidores. A través de los canales de Surinam se emiten varios programas de la radiotelevisión pública holandesa (NPO). Para ver un resumen de los canales, consulte la lista de canales de televisión en Surinam.
- Algunos canales de televisión: STVS; ATV; GOV TV; DNA TV; SCCN; ABC; Apintie TV; RBN; PIPEL; SBS; SGM TV; Ramasha TV; SCTV; Trishul TV; RTV
- Periódicos, revistas y sitios web de noticias:

### Música de Surinam
El país es muy conocido por la música kaseko, y sus tradiciones o costumbres indocaribeñas. El vocablo kaseko probablemente provenga de la expresión "casser le corps" (romper el cuerpo) que se usó durante la esclavitud para designar un baile muy veloz. El kaseko es una fusión de numerosos estilos populares y demosóficos de Europa, África y América. Es rítmicamente complejo basado en instrumentos de percusión, incluidos el skratji (un tambor muy grande) y tambores trampa, así como el saxofón, la trompeta y, de vez en cuando, el trombón.
Puede cantarse en solo o en coro. Las canciones son generalmente de llamada y respuesta, como lo son los estilos de los criollos del área, como el kawina.
El kaseko evolucionó en los años treinta durante festividades que usaron grandes bandas, sobre todo bandas de viento, y que se las llamó Bigi Poku (música del tambor grande). Durante la Segunda Guerra Mundial, el jazz, calipso y otras corrientes llegaron a ser populares, mientras que la música rock de los Estados Unidos pronto dejó su propia influencia en la forma de instrumentos eléctricos.

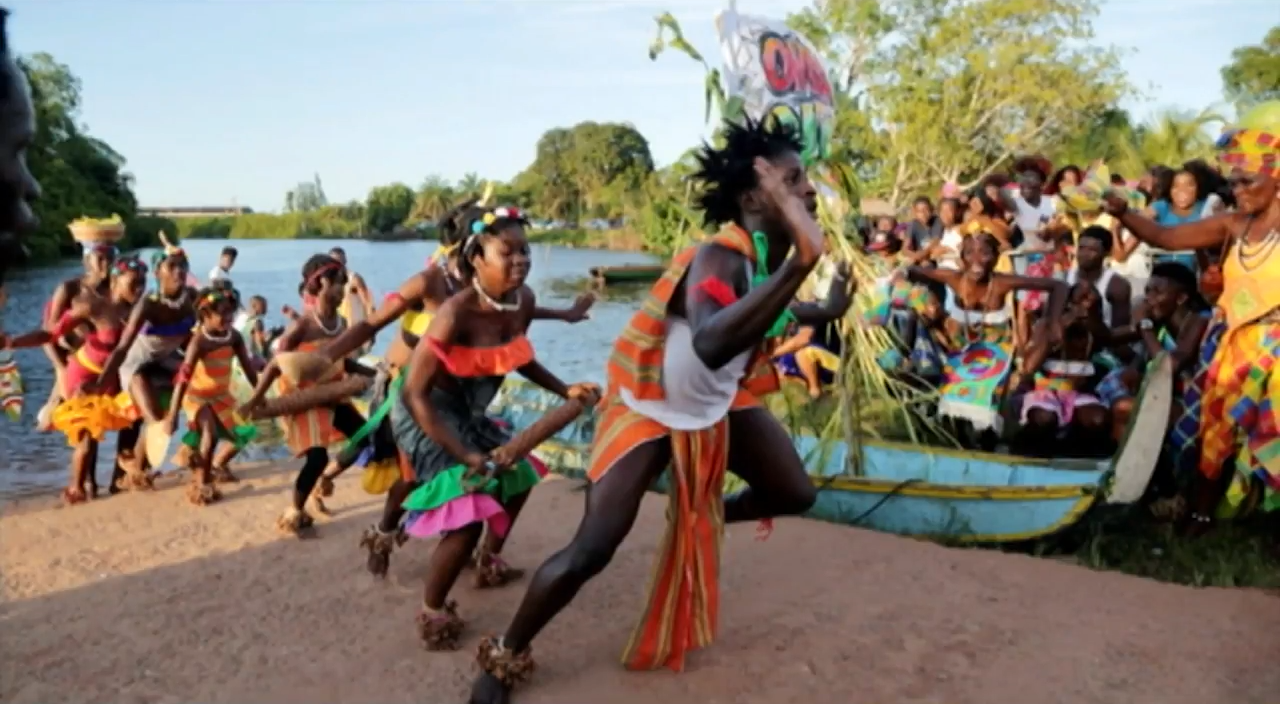
Festival de Moengo

### Festivales y eventos
Debido a su herencia multicultural, Surinam celebra diversas fiestas étnicas y religiosas. Varias fiestas son únicas y solo se celebran en Surinam. Son las fiestas de la inmigración hindú, javanesa y china. Celebran la llegada de los primeros barcos con sus respectivos inmigrantes. Además, hay varias fiestas hindúes y musulmanas, como Divali y Phagwa, y Suikerfeest y Sacrificefeest respectivamente. Estas fiestas no tienen días fijos específicos en el calendario gregoriano: se basan en los calendarios hindú e islámico, respectivamente. Los fuegos artificiales podrán venderse del 27 de diciembre al 31 de diciembre y dispararse del 27 de diciembre al 2 de enero.
Desde 2013, la localidad de Moengo, en el distrito oriental de Marowijne, acoge el Festival anual de Moengo, con ediciones alternas de música, teatro y danza, y artes visuales. La asistencia pasó de unos pocos miles en el fin de semana de 2013 a más de veinte mil en 2018.
Fiestas nacionales oficiales:
- 1 de enero - Año Nuevo
- 1 de marzo (variable) - Holi-Phagwa
- 1 de mayo - Día del Trabajo
- 5 de junio - Inmigración hindú
- 1 de julio - Ketikoti
- 9 de agosto - Día de la Inmigración Indígena y Javanesa
- 10 de octubre - Día de los Cimarrones
- 25 de noviembre - Día de la Independencia
- 25 de diciembre - Día de Navidad
- 26 de diciembre - Día de San Esteban

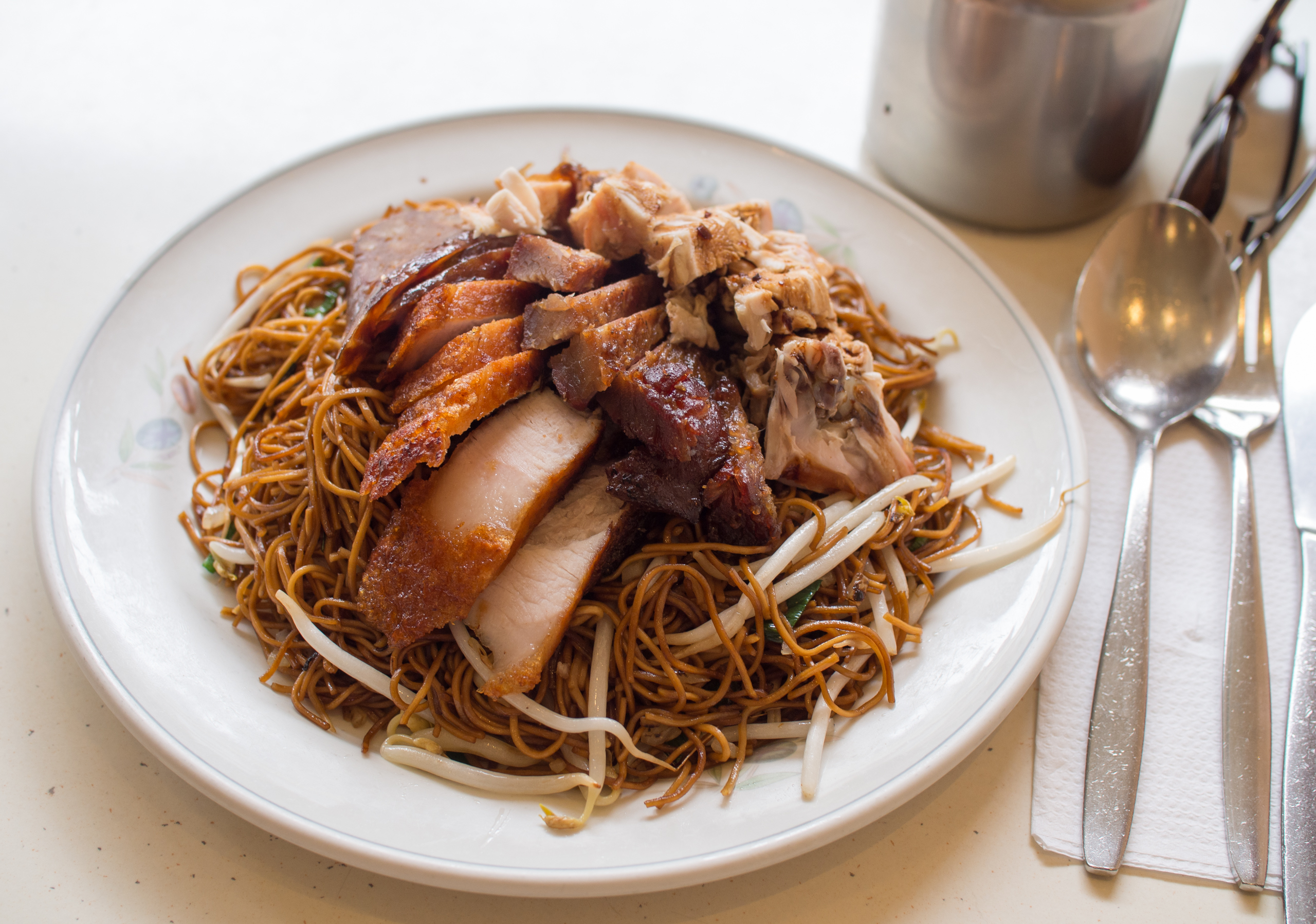
Tjauw min moksi meti speciaal, plato de carne mixto chino de Surinam

### Gastronomía
La cocina surinamesa es muy amplia, ya que la población de Surinam es originaria de casi todo el mundo. La cocina surinamesa es, por tanto, una combinación de un gran número de cocinas internacionales, entre otras la indostánica (India), africana, javanesa (Indonesia), china, holandesa, judía, portuguesa e indígena. Esto ha hecho que la cocina surinamesa tenga muchos platos en los que los distintos grupos de población han empezado a utilizar e influir en los platos e ingredientes de los demás (fusión), de los que surgieron nuevos platos surinameses. Los platos surinameses más famosos son el roti, el nasi goreng, el bami, el pom, el snesi foroe, el moksimeti y el losi foroe. De esta mezcla de culturas con la surinamesa surgió la singular cocina surinamesa.
En la cocina surinamesa se utilizan con frecuencia diferentes productos. Los alimentos básicos son el arroz, las frutas de la tierra como el tayer y la yuca (criolla) y el roti (indostánico). La carne salada y el bakkelauw se utilizan frecuentemente como condimentos. Las judías largas, el quimbombó y el boulanger son ejemplos de verduras en la cocina surinamesa. Para dar a los platos un sabor picante, se utilizan chiles frescos como el muy picante Madame Jeanette.
La cerveza Parbo, con sus típicas botellas de djogo litros, es la mayor marca de cerveza de Surinam. Otras bebidas alcohólicas son el ron, del que es muy conocido el ron Mariënburg, procedente de la antigua plantación de azúcar del mismo nombre. Se puede ver más sobre la producción de ron en el museo Surinaamsch Rumhuis. El kasiri, o "cerveza de yuca", es una bebida alcohólica ligera elaborada con yuca por los indígenas. Las bebidas y jarabes no alcohólicos más consumidos son el orgeade, elaborado con almendras, y el dawet, a base de coco y harina de arroz.

## Deporte

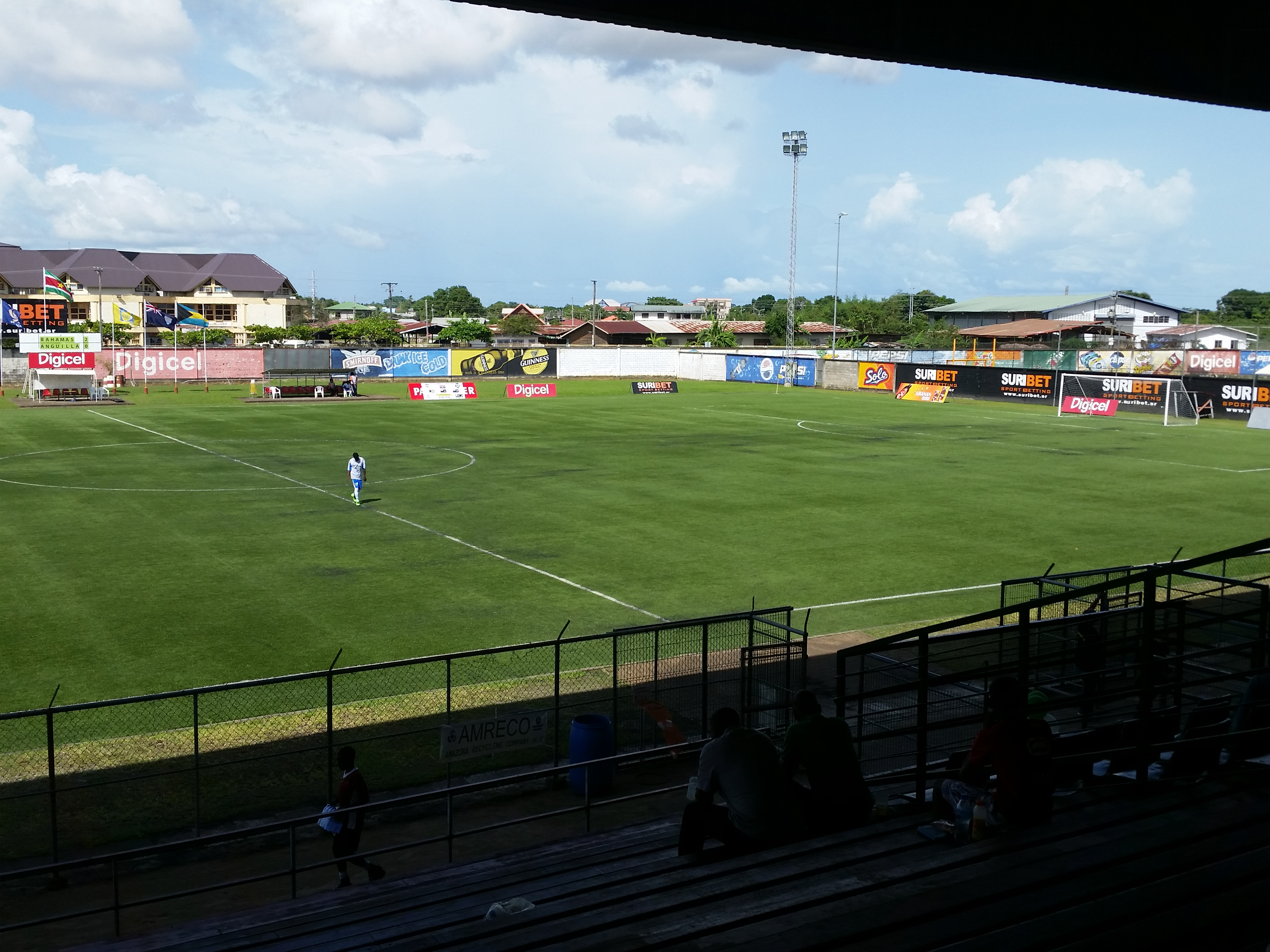
Estadio Essed

El deportista más destacado en la historia de Surinam es el nadador Anthony Nesty, campeón olímpico de los 100 m mariposa en los Juegos de Seúl 1988 y bronce en esta misma prueba en Barcelona 1992. Estas son las únicas medallas olímpicas ganadas por este país. La nadadora Ranomi Kromowidjojo, pese a que es de origen surinamés, compite para Países Bajos.
Por su parte, la Federación de Fútbol de Surinam fue creada en 1920 y pasó a ser miembro de la FIFA nueve años más tarde dentro del grupo de la CCCF (una de las antecesoras de la Concacaf), no obstante, el país se encuentra geográficamente en Sudamérica. Su selección nacional de fútbol ocupa el puesto 136 en la clasificación de la FIFA al mes de octubre de 2024.
La mayoría de los jugadores nacionales desarrollan sus carreras profesionales fuera del país. Muchos de estos jugadores han conseguido el éxito principalmente en países europeos, y en particular en los Países Bajos. Algunos jugadores como Clarence Seedorf, Edgar Davids, Jimmy Floyd Hasselbaink y Aron Winter, nacidos en Surinam, juegan o jugaron para clubes europeos. Del mismo modo, al tener la nacionalidad neerlandesa, han disputado sus partidos de selección nacional con los Países Bajos.
Por su parte, nacieron en Surinam los luchadores Ernesto Hoost y Remy Bonjasky, campeones de K-1, lo mismo que sus colegas Rayen Simson, Melvin Manhoef, Tyrone Spong, Andy Ristie, Jairzinho Rozenstruik, Regian Eersel y Donovan Wisse. Los jugadores de baloncesto Francisco Elson, Worthy de Jong y Charlon Kloof también tienen origen surinamés.
La atleta neerlandesa Nelli Cooman, especialista en pruebas de velocidad y campeona del mundo en pista cubierta de los 60 m lisos en varias ocasiones, nació en Paramáribo.

### Medallas en los Juegos Olímpicos
| Juegos         |   |   |   | Total |
| Seúl 1988      | 1 | 0 | 0 | 1     |
| Barcelona 1992 | 0 | 0 | 1 | 1     |
| Total          | 1 | 0 | 1 | 2     |